# Erdeven
Erdeven [ɛʁdəvɛn] est une commune française située dans le département du Morbihan, en région Bretagne.

## Géographie

### Description
|  |

| Plouhinec Étel   | Belz Locoal-Mendon | Ploemel    |
| Océan Atlantique | Erdeven            | Carnac     |
| Océan Atlantique |                    | Plouharnel |

La commune d'Erdeven faisait partie du canton de Belz (désormais du canton de Quiberon). Erdeven dépend de l'arrondissement de Lorient, du département du Morbihan, en région Bretagne.

### Le littoral
Située au bord de mer, Erdeven est une station balnéaire qui voit passer sa population de 3 000 à 5 000 habitants en période estivale[réf. nécessaire]. Son littoral va de la rive gauche de la Ria d'Étel à l'ouest à la plage de Kerhillio à l'est, le minuscule fleuve côtier du "Ruisseau de l'Étang" (dénommé ainsi car il traverse en amont l'étang de Loperhet) formant la limite communale avec Plouharnel. Ce littoral est entièrement formé de dunes (improprement dénommées "La Falaise" dans leur partie ouest) sur une largeur atteignant plusieurs centaines de mètres et même par endroits près d'un kilomètre, atteignant jusqu'à 20 mètres d'altitude dans la partie ouest, moins élevées plus à l'est, parsemées de quelques zones marécageuses et étangs dans leurs parties basses (notamment la zone d'Er Varquez, mais aussi l'étang de Kergrosse [Kergroz], l'étang de Poulbé et les marais du ruisseau de Poulbé, l'étang de Keravéon, Len-er-Gaulec, le Raz, l'étang et les marais de Kerminihy et la mare de Touleupry) et entrecoupé par le petit fleuve côtier "Ruisseau de Poulbé", qui alimente une petite ria au niveau de la plage de Kerouriec. La Pointe de la Roche Sèche, prolongée en mer par l'îlot de Poulhaut, est la seule avancée rocheuse notable de ce cordon dunaire, même si quelques autres affleurements rocheux apparaissent aussi au niveau de l'estran plus à l'est (Pointe de Porth Limeneü et Karreg Vraz) ou sur les dunes (Rochers de Fetan Léreg) ; l'Île de Roëlan et quelques autres îlots (Tréouric, Rouzes, Annoërezet) les prolongent plus au large et sont classés zone Natura 2000.

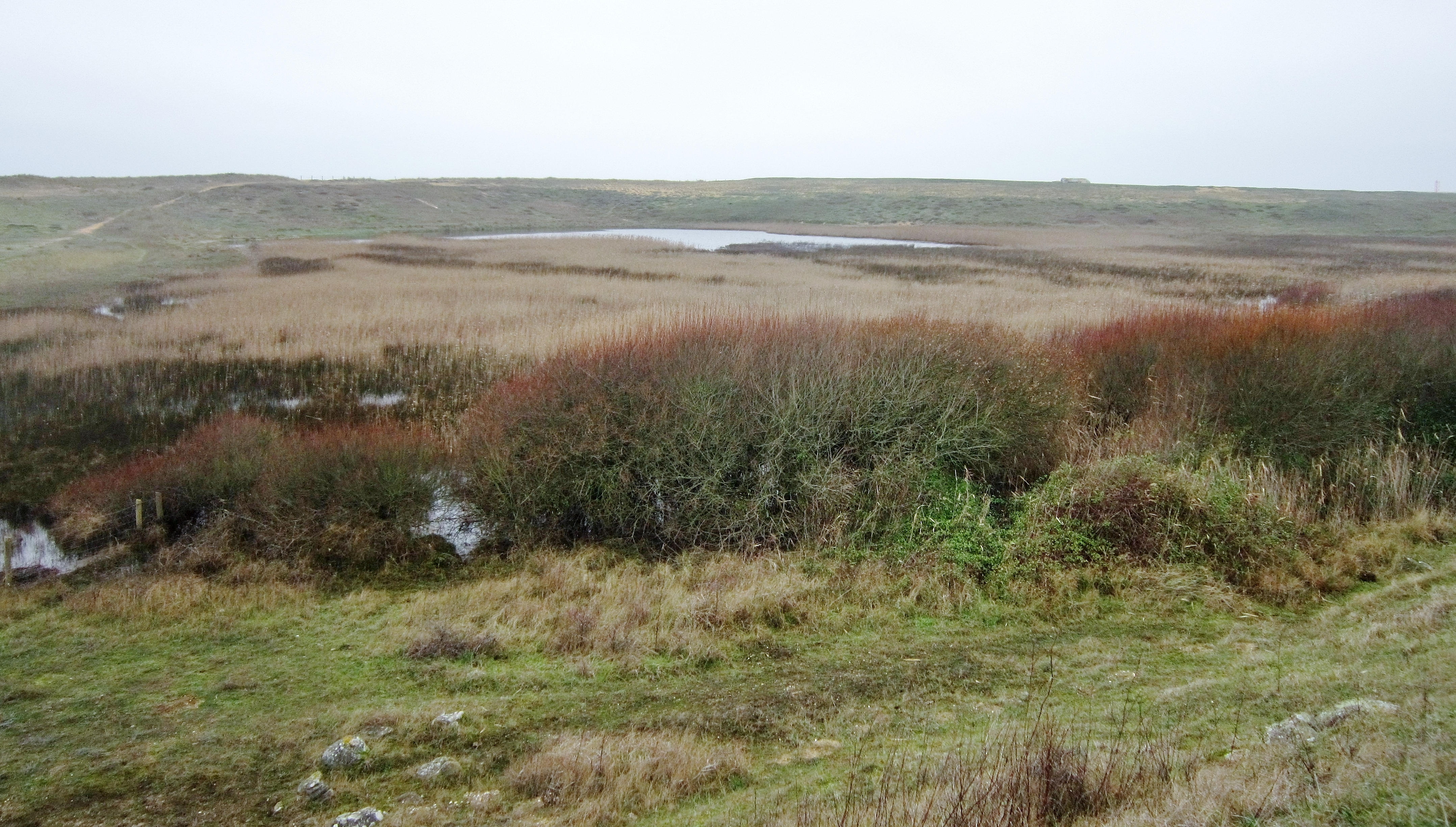
Les dunes d'Erdeven en hiver, vue générale de la lande et de marais (partie ouest).
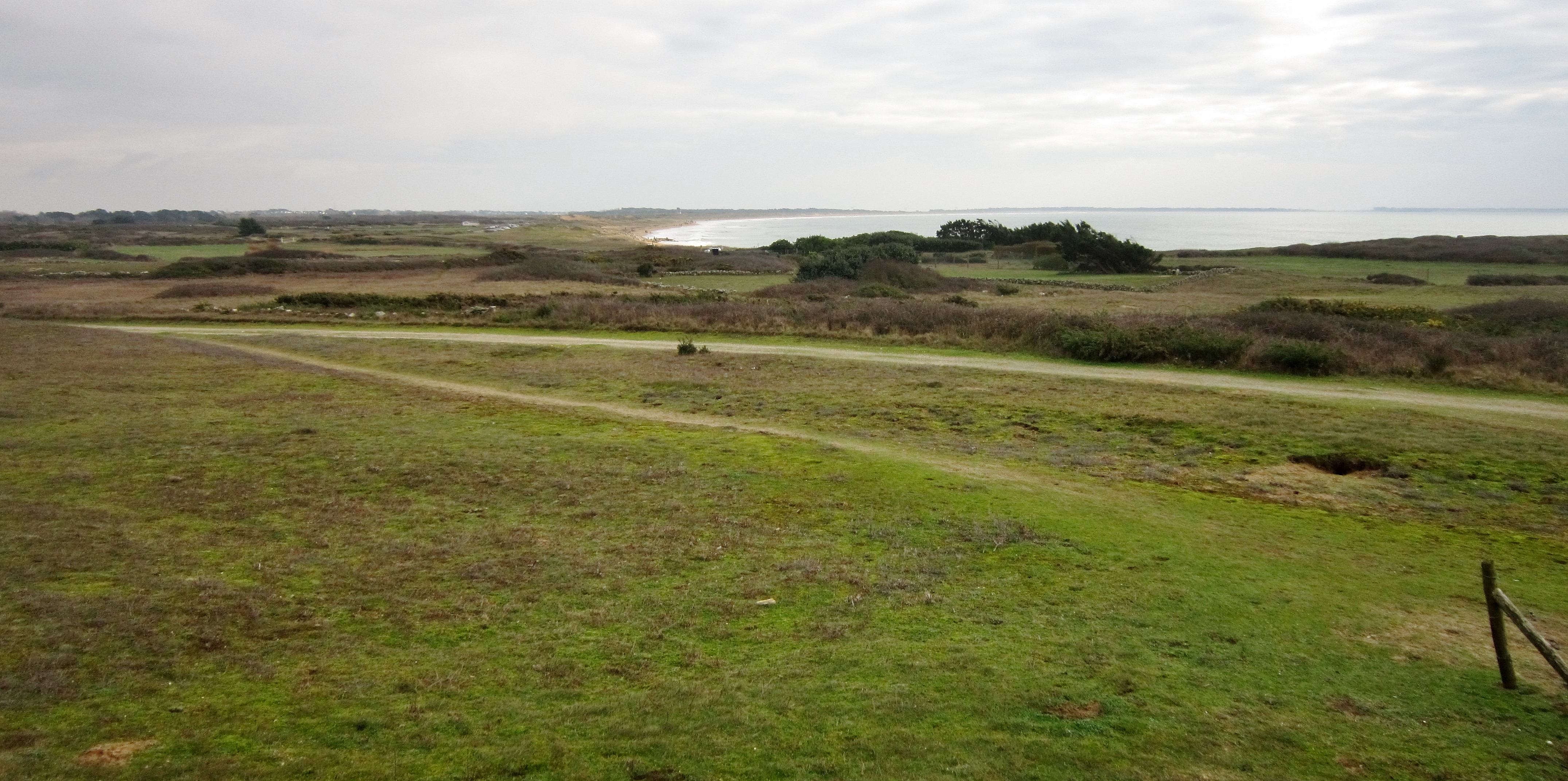
Les dunes d'Erdeven en hiver, vue en direction de l'est.
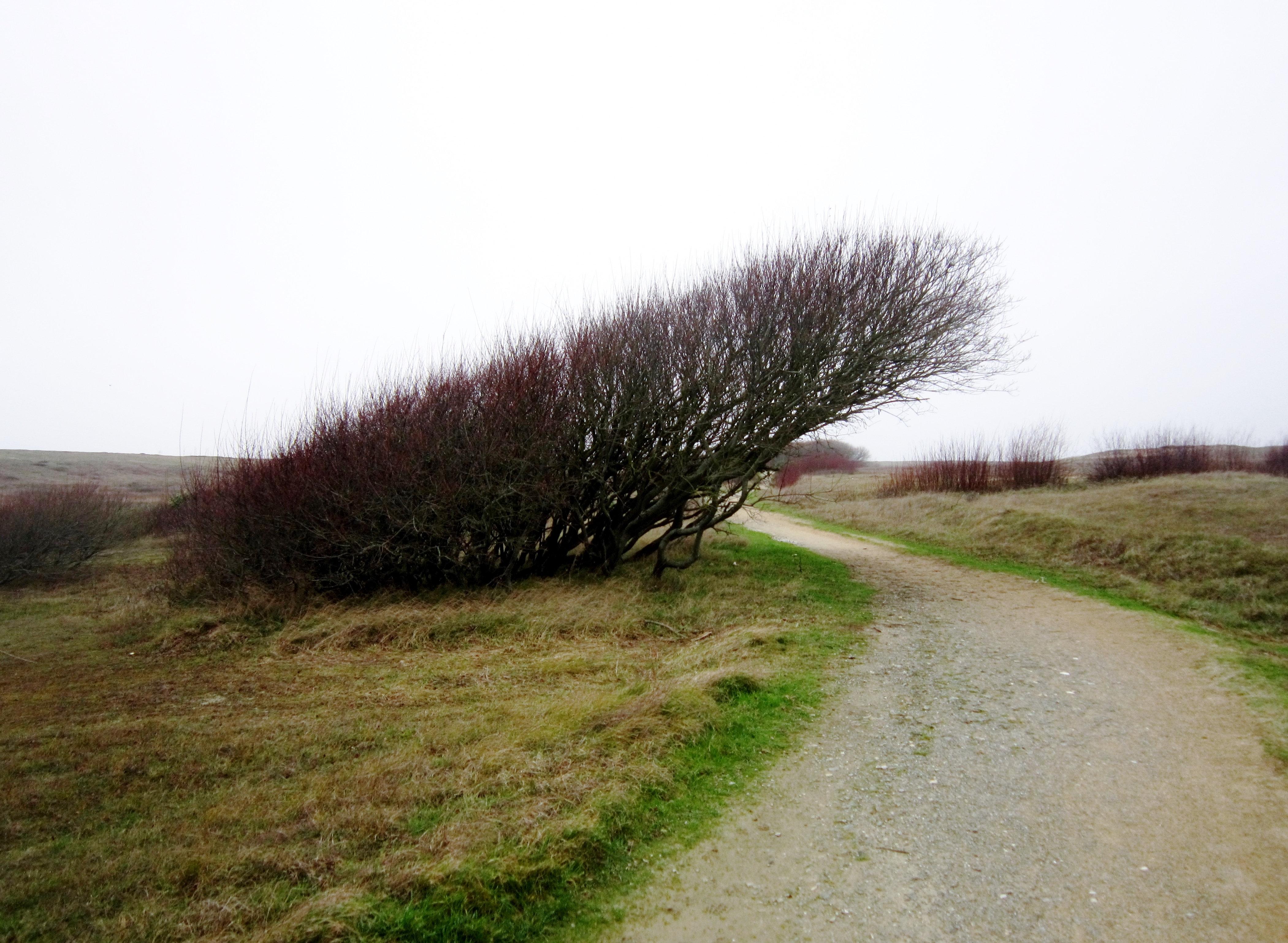
Arbuste (saule) à la forme influencée par le vent venu de la mer dans les dunes d'Erdeven.
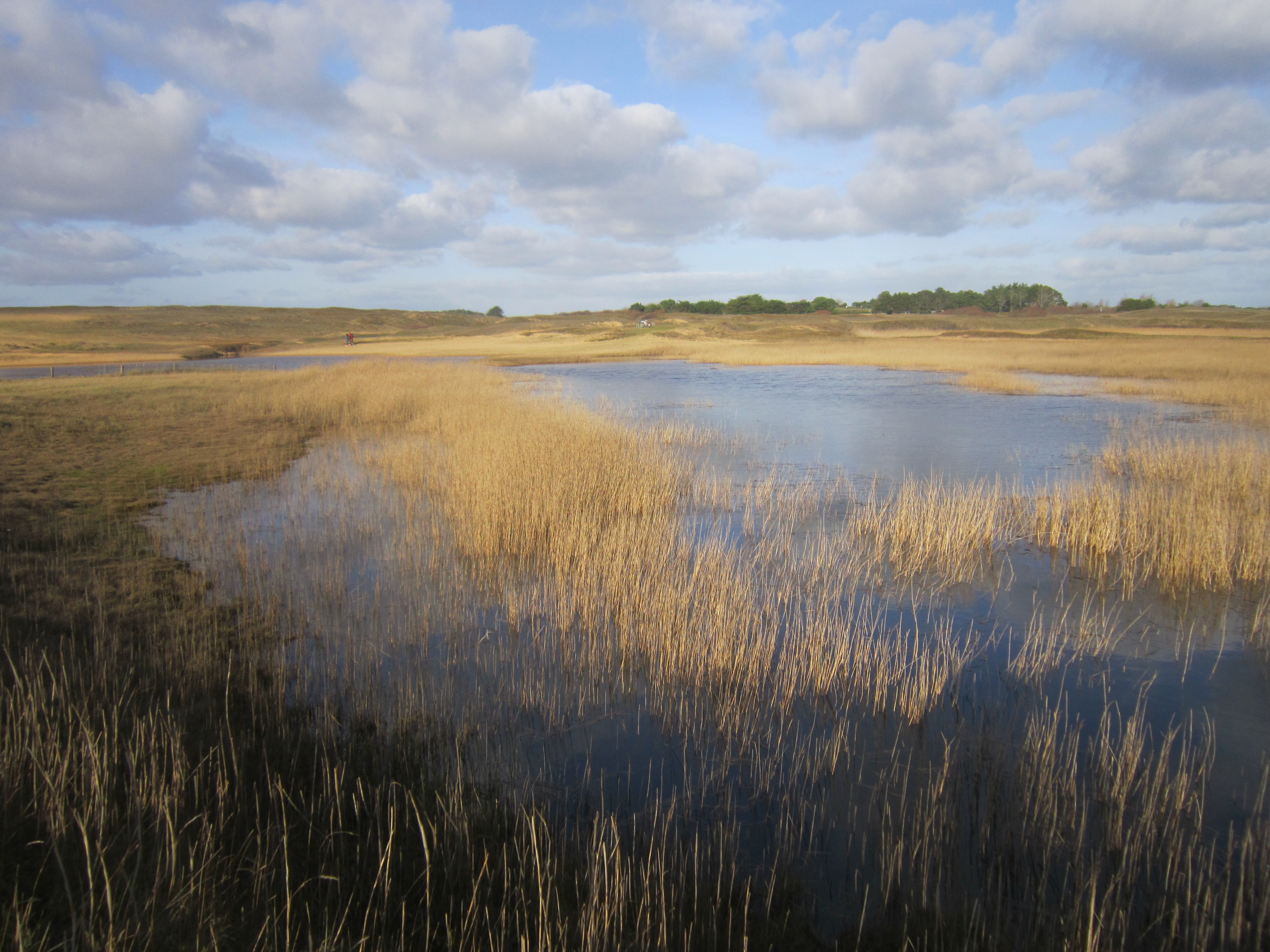
Le marais du ruisseau de Poulbé 1.
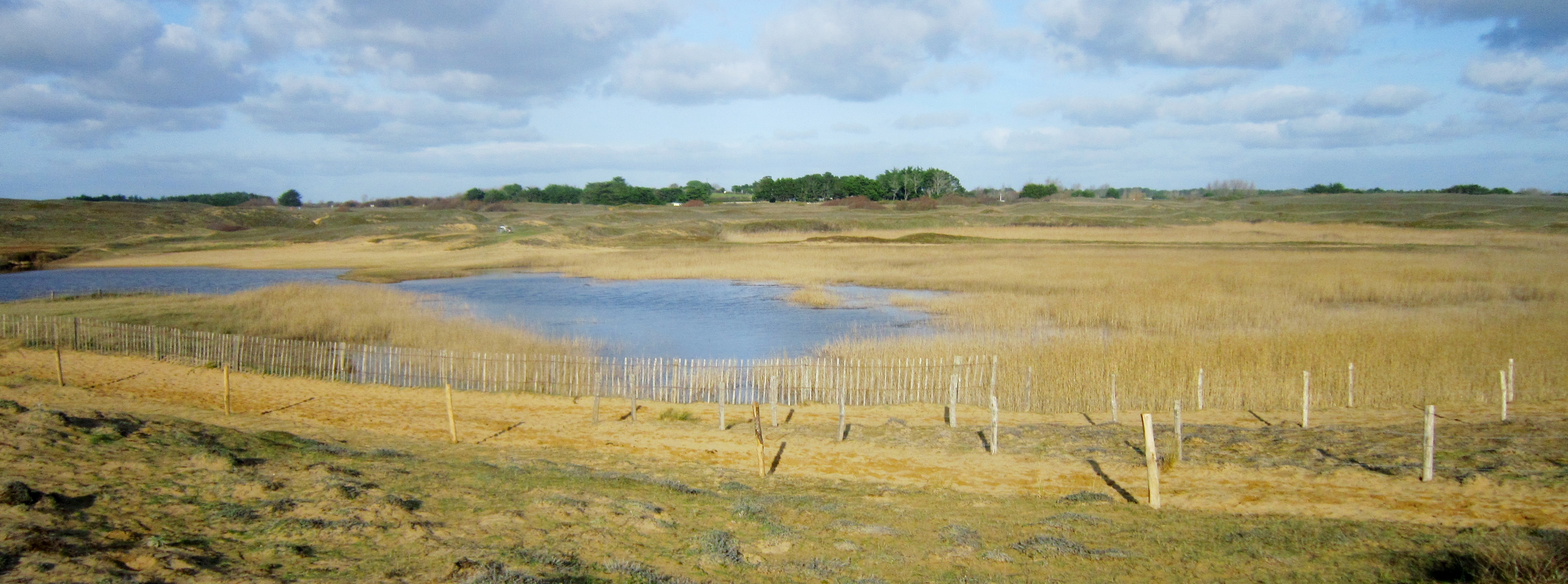
Le marais du ruisseau de Poulbé 2.
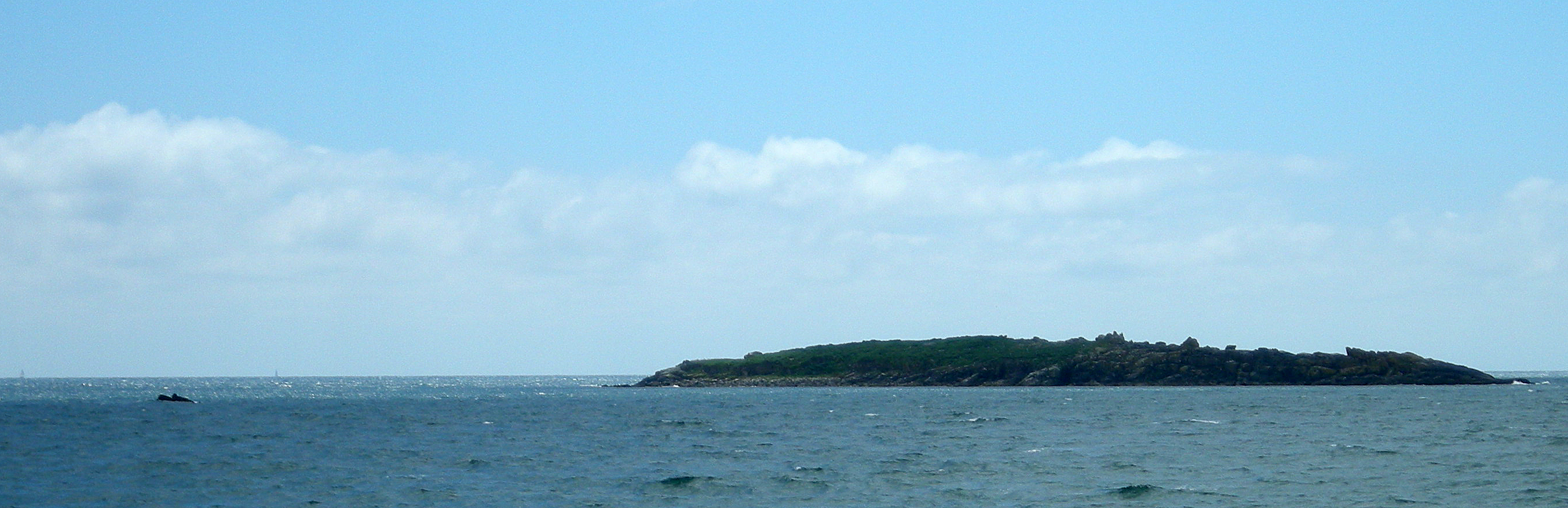
L'Île de Roëlan vue du littoral d'Erdeven.

Ce littoral fait partie du massif dunaire de Gâvres-Quiberon, allant du fort de Penthièvre à la Petite mer de Gâvres, est le plus long massif dunaire de Bretagne, coupé seulement par la ria d'Étel. Ce massif dunaire se serait formé il y a 2 500 ans environ et plus de 800 espèces végétales y sont inventoriées ; il comprend des zones humides d'origine naturelle comme l'étang du Cosquer à Erdeven ou Le Bego en Plouharnel, Gléric, Len Vraz, et d'autres d'origine anthropique comme les anciennes carrières de sable de Kerminihy et de Kervegant. Cet espace naturel est menacé par la surfréquentation touristique, l'existence de décharges sauvages et la prolifération d'espèces invasive, mais d'importantes mesures de protection ont été prises (création de cheminements piétonniers et cyclables, pose de ganivelles, etc..).
Le massif dunaire est devenu le 24 décembre 2018 le 18e Grand site de France sous le nom de « Dunes Sauvages de Gâvres à Quiberon ».
À Erdeven et Étel, le trait de côte a reculé par endroits de 0,60 à 0,90 mètre par an entre 1952 et 2009. Ce problème n'est pas nouveau : un rapport des Ponts et Chaussées datant de 1941 indique que le trait de côte, au niveau de la Pointe d'Erdeven, a reculé de 140 à 180 mètres en 112 ans et que l'embouchure de la Rivière d'Étel s'est élargie, passant de 280 mètres en 1819 à 380 mètres en 1931.

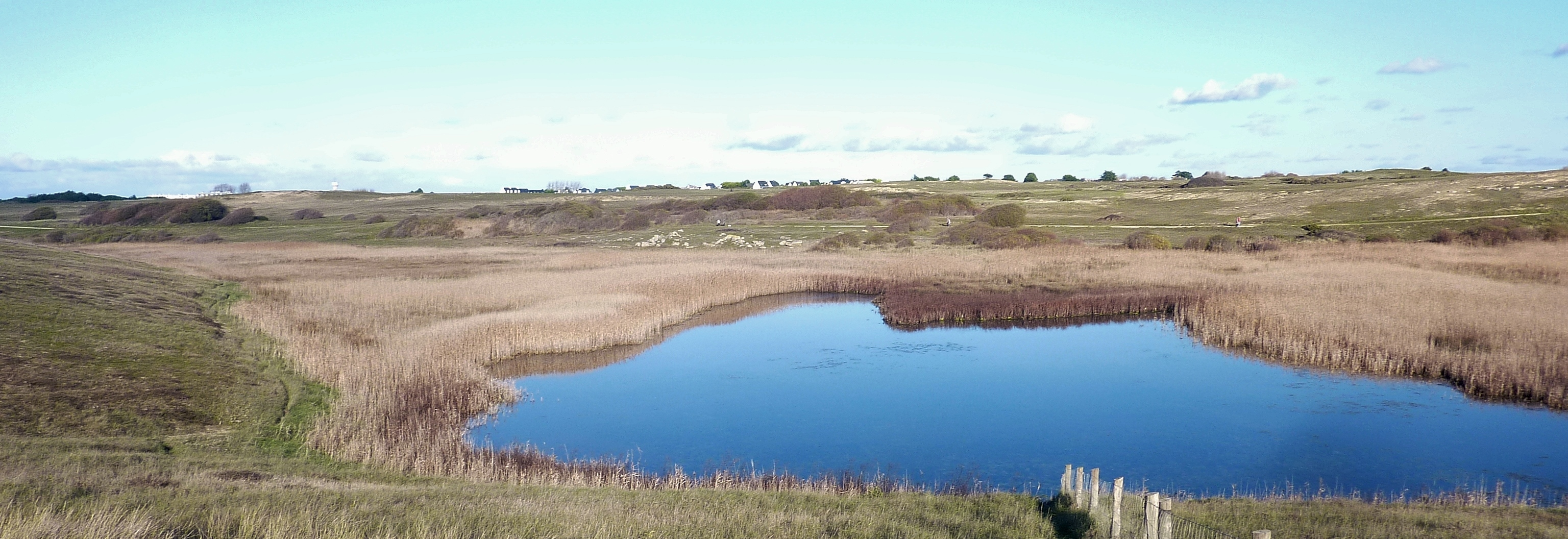
L'étang et les marais de Kerminihy vus depuis les dunes du littoral.

Les prélèvements de sable effectués par le passé, principalement dans le courant du XXe siècle ont contribué fortement au recul du trait de côte et créé des dépressions devenues des étangs ou des marais dans les dunes, par exemple la zone humide de Kerminihy, une ancienne carrière de sable. Des travaux de restauration ont été engagés à partir de 2008 par le département du Morbihan et le Grand site dunaire de Gâvres-Quiberon, visant principalement à réduire les saulaies qui occupaient plus de 4 hectares, à arracher d'autres plantes invasives comme l'armérie maritime, le géranium sanguin et le baccharis, et à creuser des mares pour favoriser le retour de la biodiversité et protéger notamment des espèces végétales en danger comme le liparis de Loesel et la spiranthe d'été (deux espèces d'orchidées), mais aussi d'autres espèces autochtones comme les carex et le raisin de mer, ainsi que des espèces animales. Des parkings ont été aménagés en 2006 en arrière de la côte pour canaliser la circulation automobile

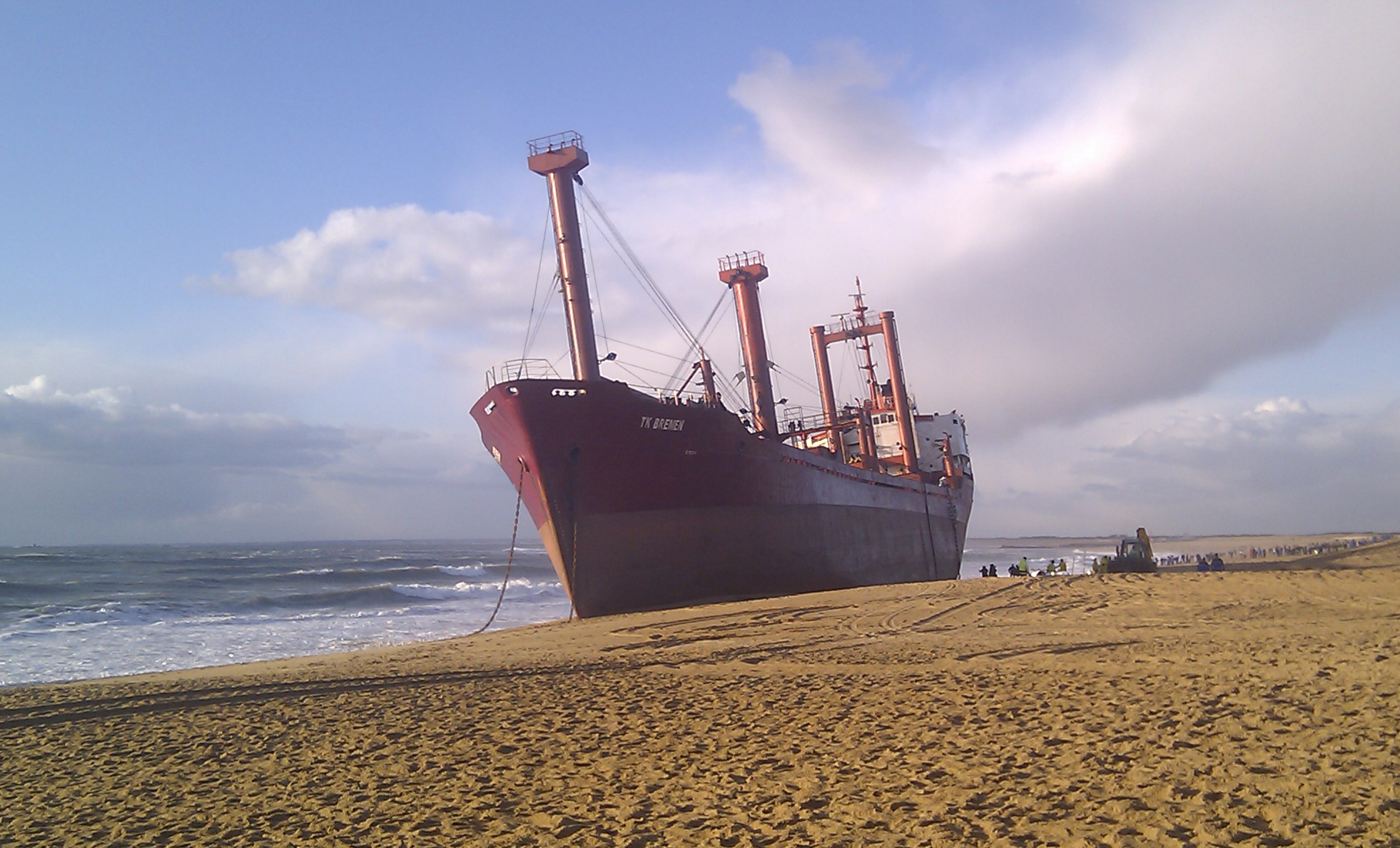
Le cargo maltais TK Bremen, échoué le 16 décembre 2011 sur la plage de Kerminihy.

Ses trois plages de sable fin séparées par deux massifs rocheux sont du nord au sud :
- Kerminihy, plage naturiste depuis les années 1970[9].

C'est devant cette plage que le cargo maltais TK Bremen s'est échoué dans la nuit du 15 au 16 décembre 2011, lors de la tempête Joachim. Nathalie Kosciusko-Morizet, ministre de l'écologie, s'est rendue sur le site le 16 décembre 2011. Bruno Le Maire, ministre de l'Agriculture, et le préfet du Morbihan, Jean-François Savy, ont rencontré les ostréiculteurs de la Ria d'Étel le 18 décembre 2011.
- Kerouriec, plage familiale (Roche-Sèche)[10] ; cette plage est prolongée vers le sud-est par celle de Porh Kerhuet.
- Kerhillio, la plus connue pour son fond plat et ses vagues qui permettent à tous d'être dans l'eau. Plage familiale, des zones y permettent la pratique du kite-surf et du char à voile[11].

Cette dernière se prolonge par la plage de Sainte-Barbe (commune de Plouharnel) et ensuite jusqu'au Fort de Penthièvre sur la presqu'île de Quiberon.

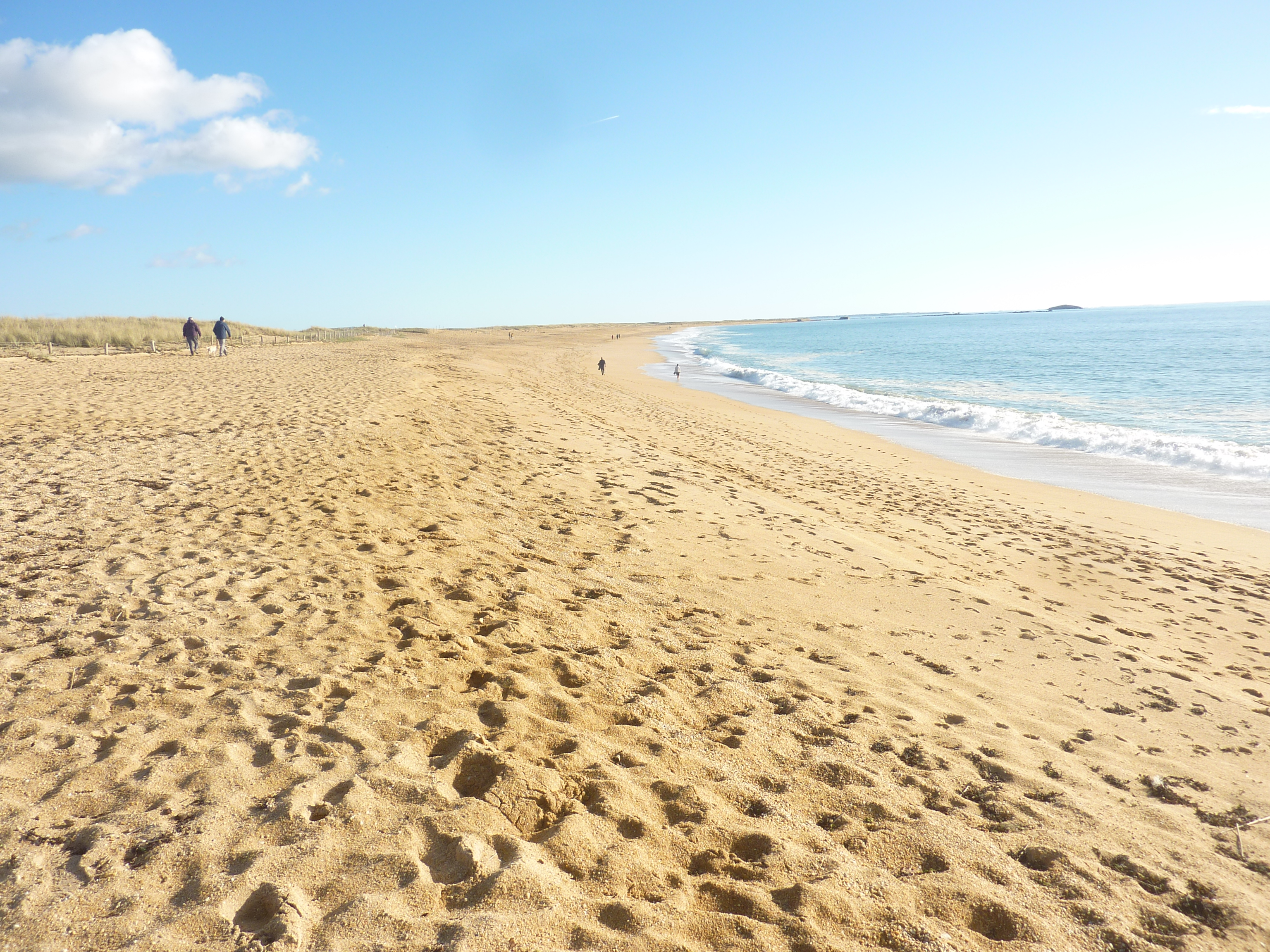
La plage de Kerminihy.
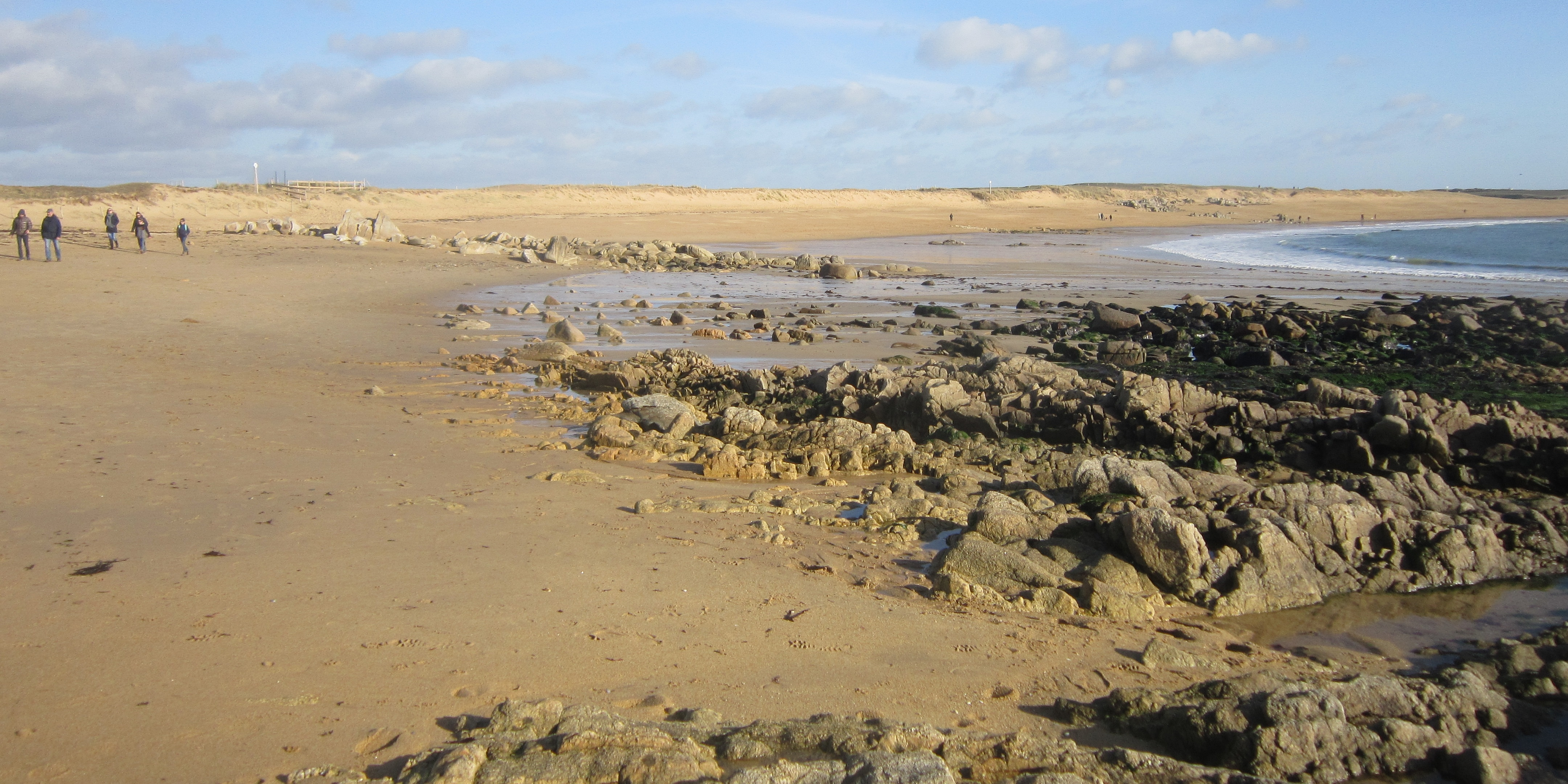
La plage de Kerouriec vue depuis la Pointe de la Roche Sèche.
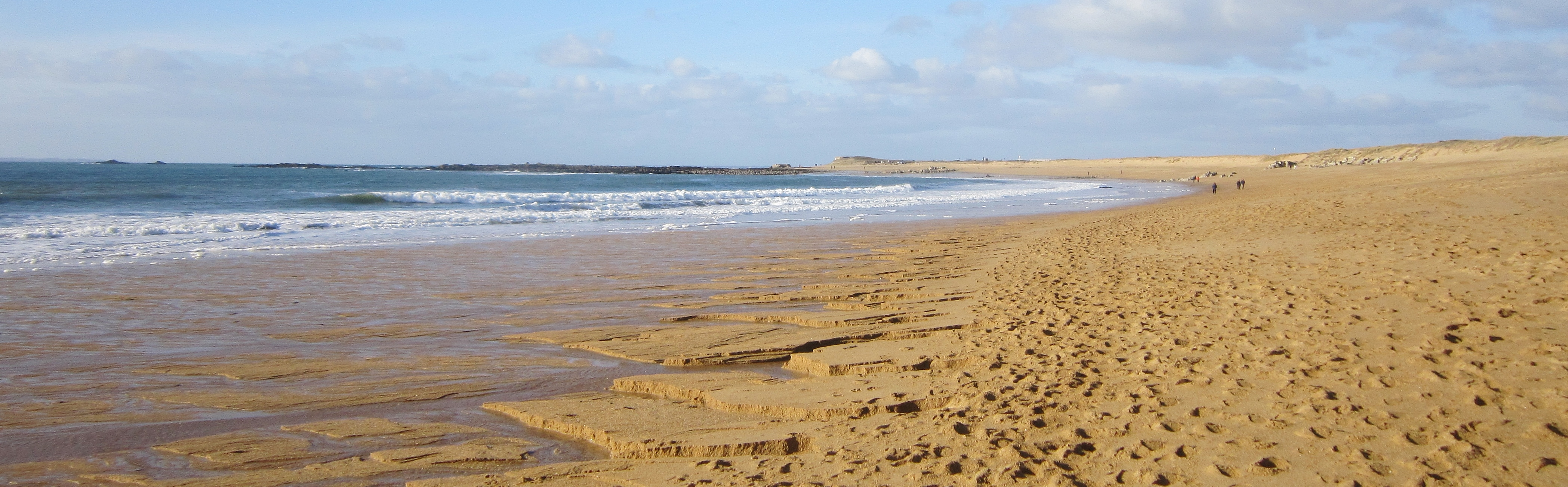
La plage de Kerouriec et, à l'arrière-plan, la Pointe de la Roche Sèche.
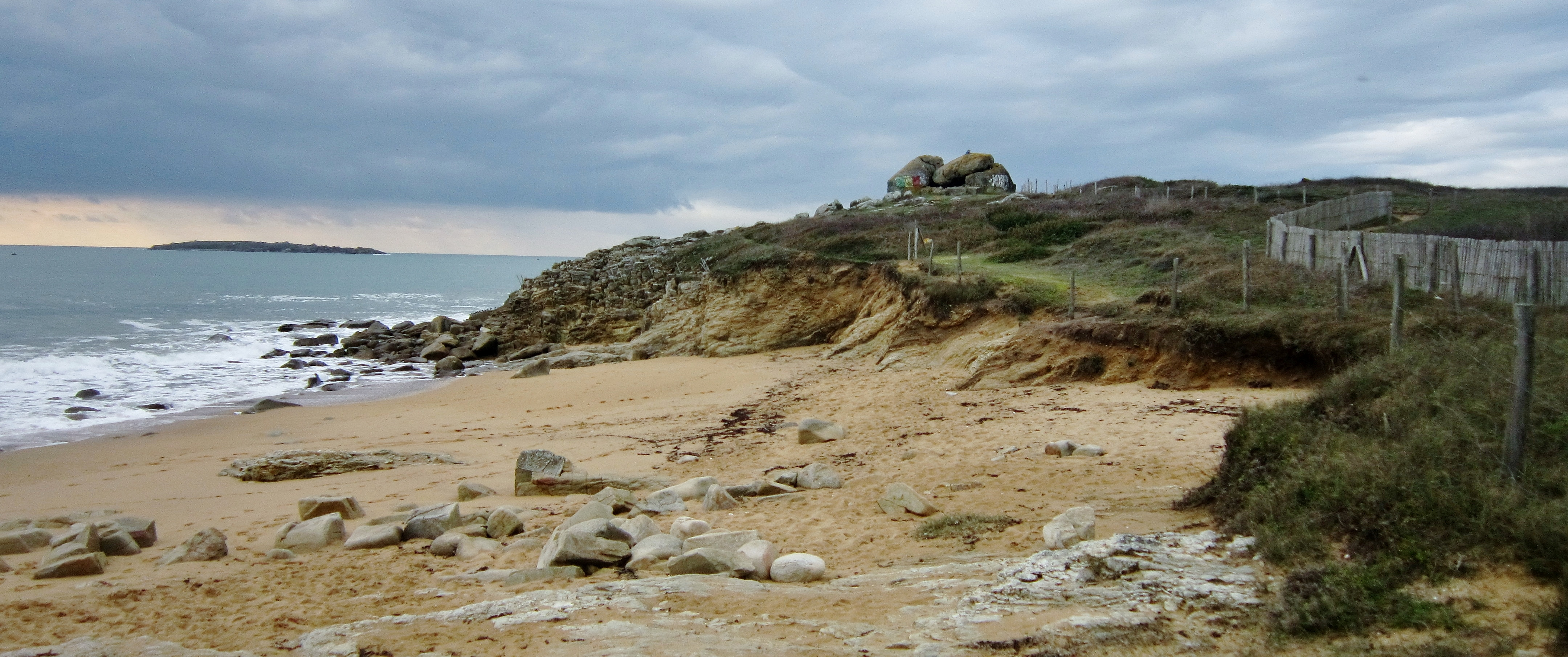
La plage de Kerouriec et, sur la pointe, les rochers de Fetan Léreg.
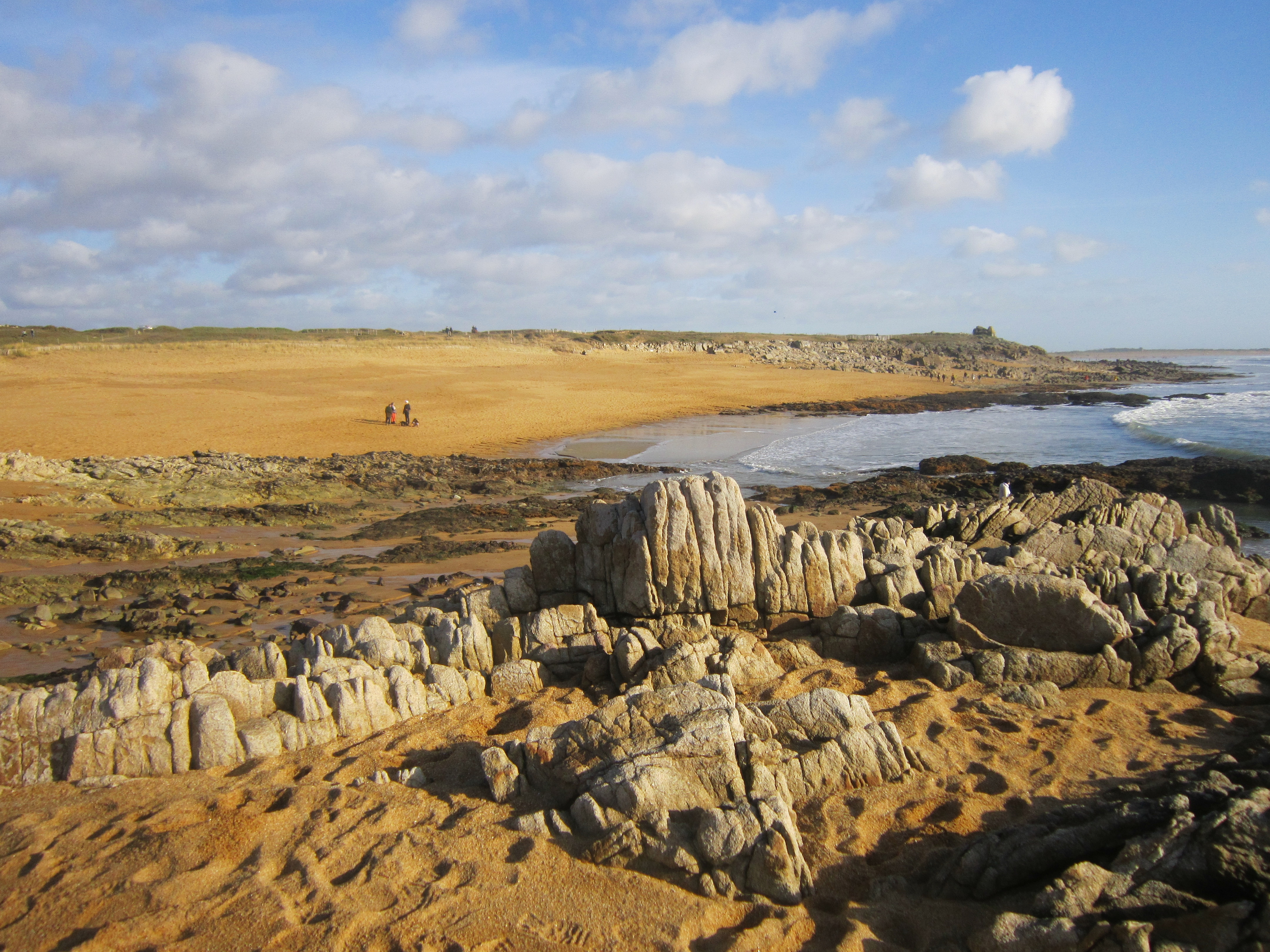
La pointe de Porh Lineneü et la plage en direction de Karreg Vraz.
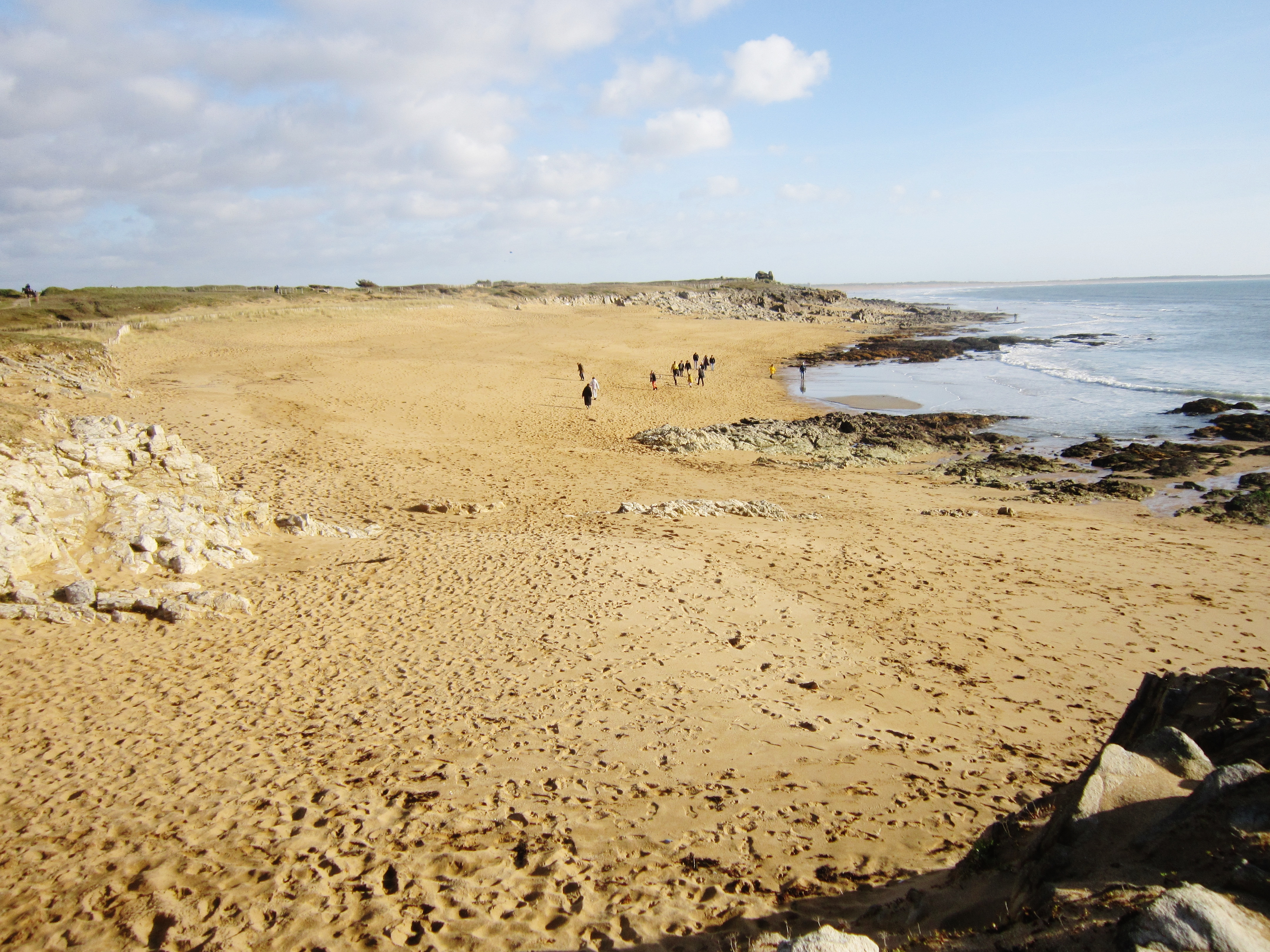
La plage entre Porh Lineneü et Karreg Vraz.
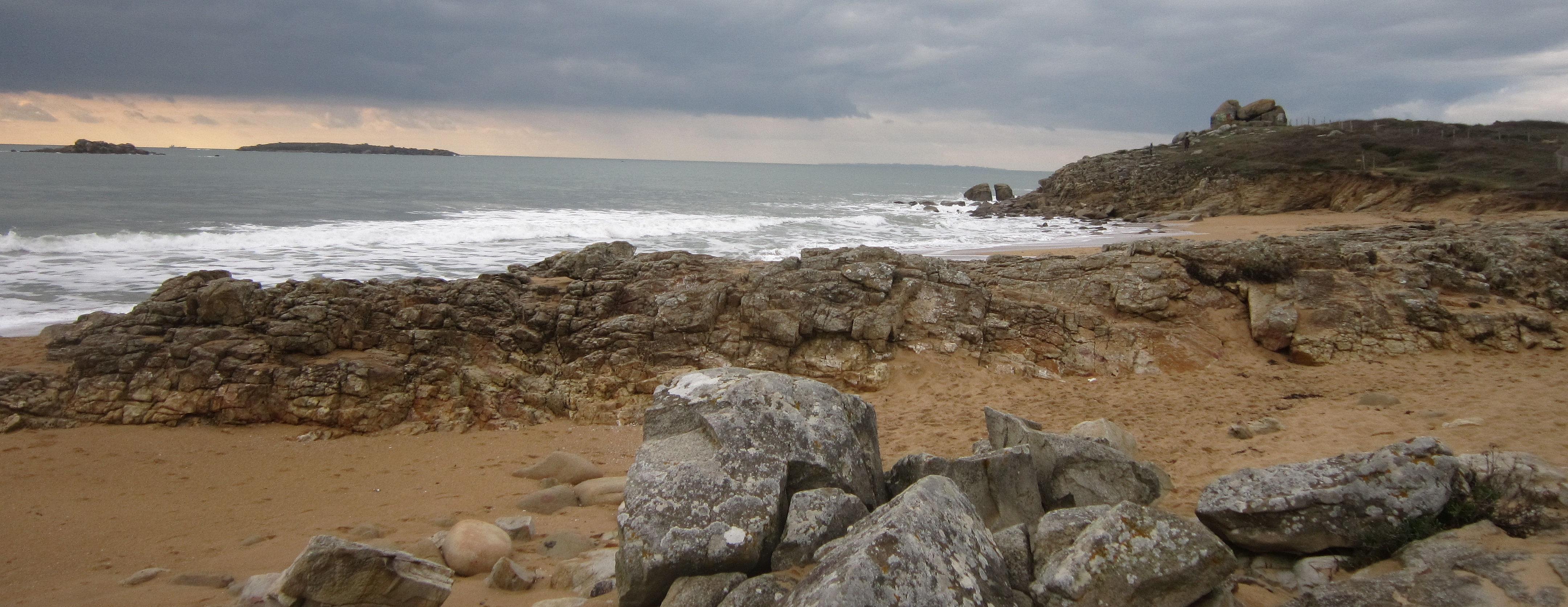
La plage de Porh Kerhuet et l'île de Roëlan.
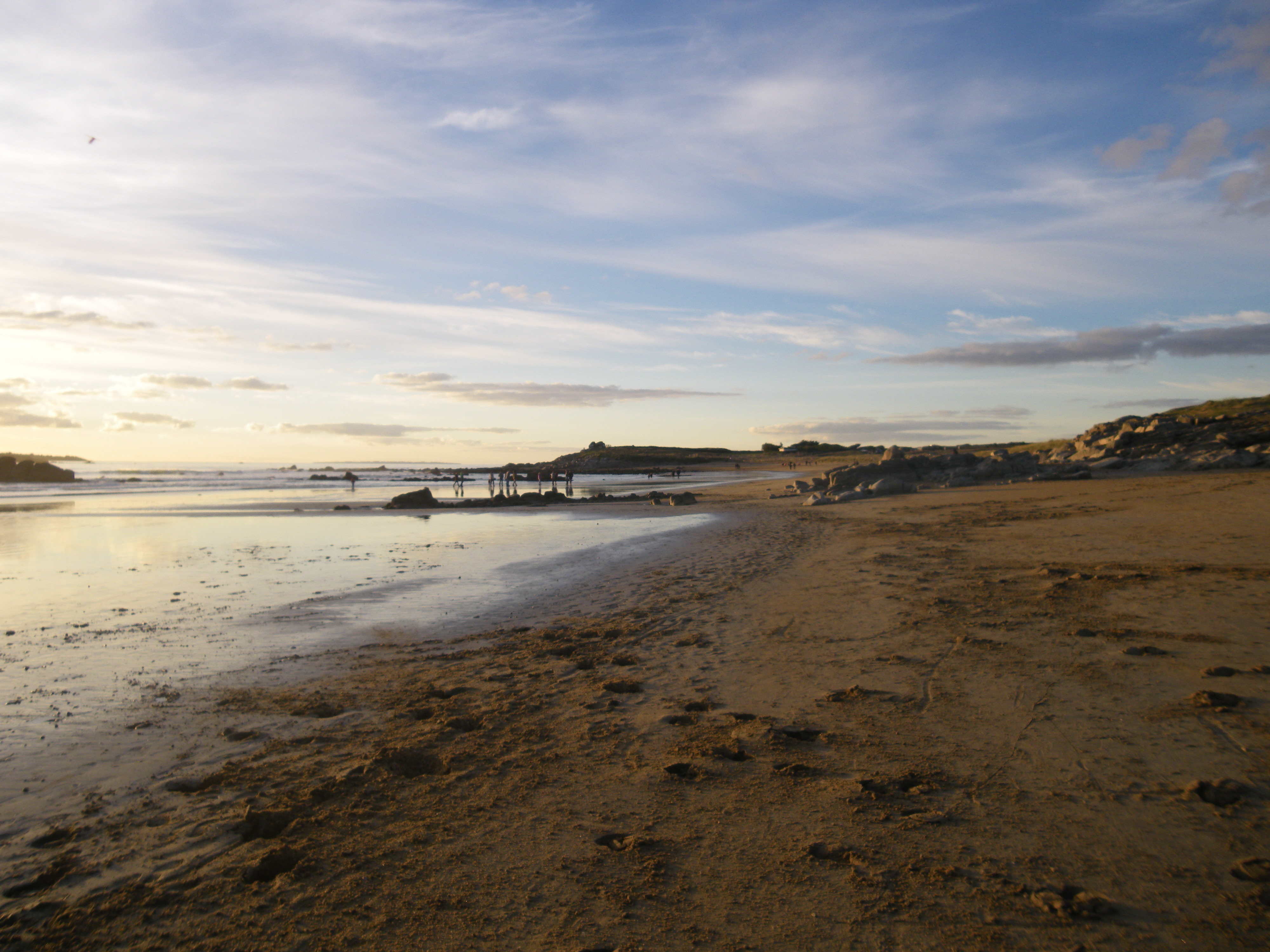
La plage de Kerhillio (vue vers l'ouest).
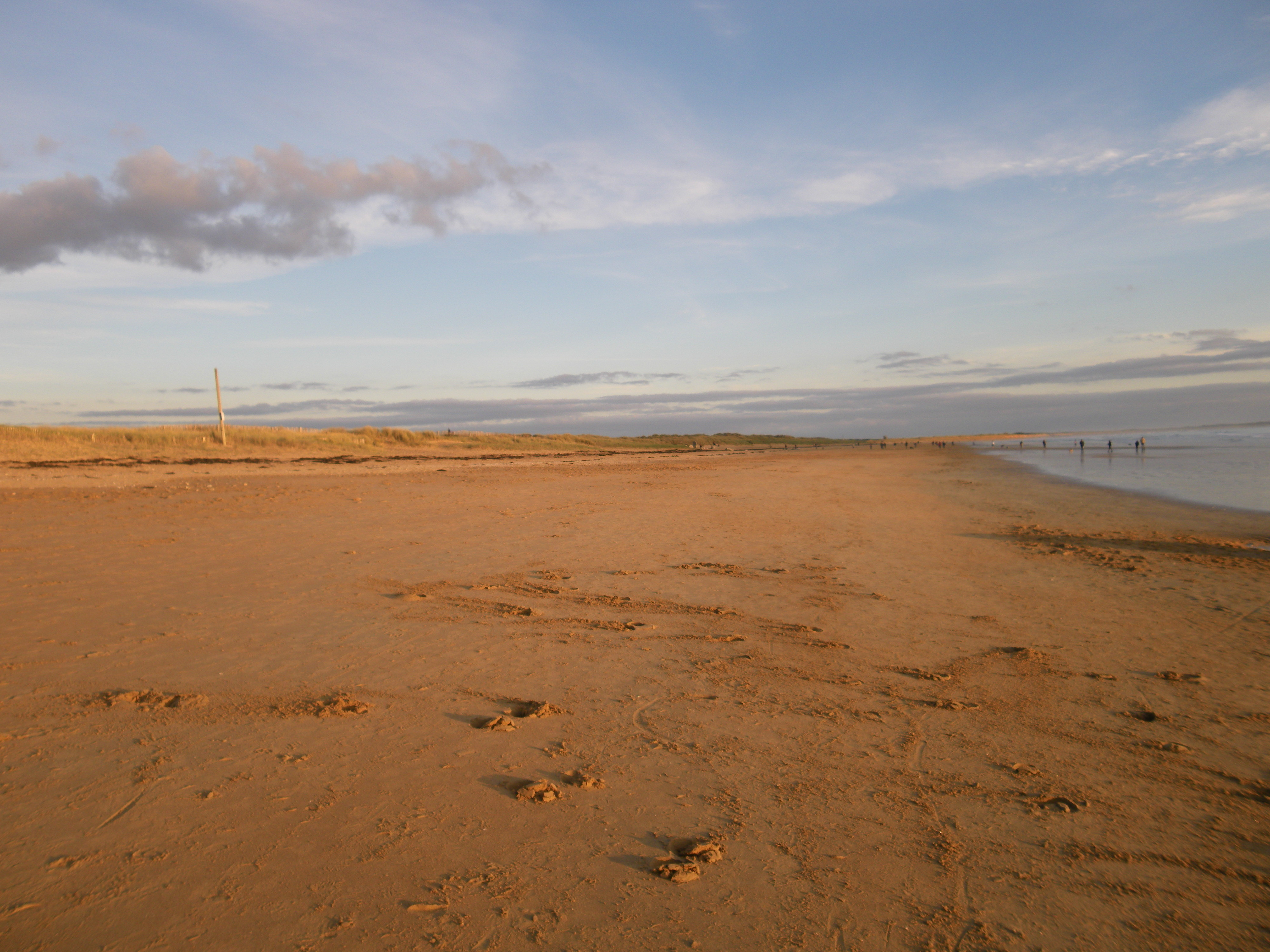
La plage de Kerhillio (vue vers l'est).

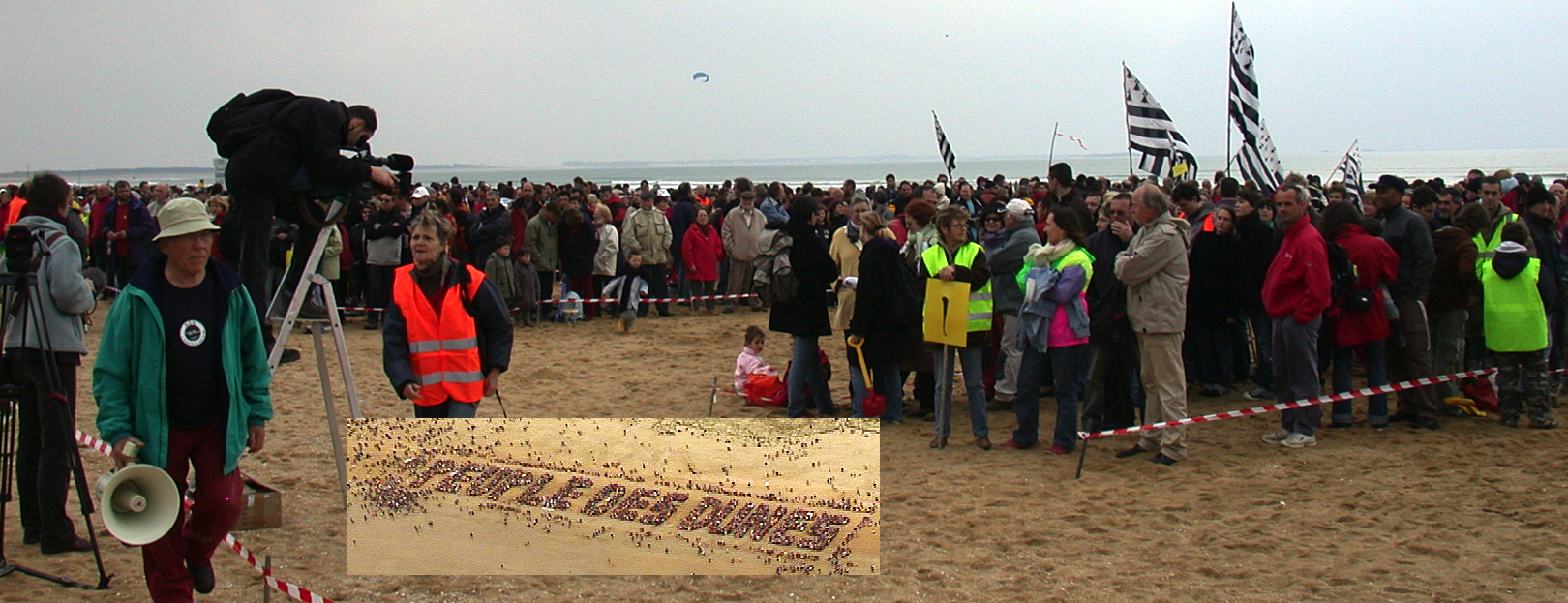
La manifestation du Collectif le peuple des dunes le 25 mars 2007 sur la plage de Kerhillio.

Ces plages font partie du plus grand cordon dunaire de Bretagne qui s'étend de la pointe de Gâvres au fort de Penthièvre sur la commune de Saint-Pierre-Quiberon.
Le collectif "Le peuple des dunes" a été créé le 28 décembre 2006 à Gâvres afin de s'opposer aux projets d'extraction de granulat marin au large du Massif dunaire de Quiberon-Gâvres. Une manifestation a notamment été organisée le dimanche 25 mars 2007 à Erdeven sur la plage de Kerhillio.

### Les parties intérieures de la commune
Le finage d'Erdeven, assez vaste, est limité au nord par le ruisseau de Poumèn, un petit fleuve côtier coulant est-ouest, qui se jette dans l'étang du Sac'h et, plus en aval, dans la Rivière du Sac'h, ria annexe de la ria d'Étel, qui séparent Erdeven de Belz.
Les altitudes restent faibles, généralement peu supérieures à 20 mètres dans les parties les plus hautes (culminant toutefois à 31 mètres au niveau du dolmen de Mané Braz) et les pentes peu marquées. La partie nord de la commune porte de nombreux bois, le plus souvent de conifères ; les landes sont nombreuses, surtout dans la partie sud correspondant aux dunes.

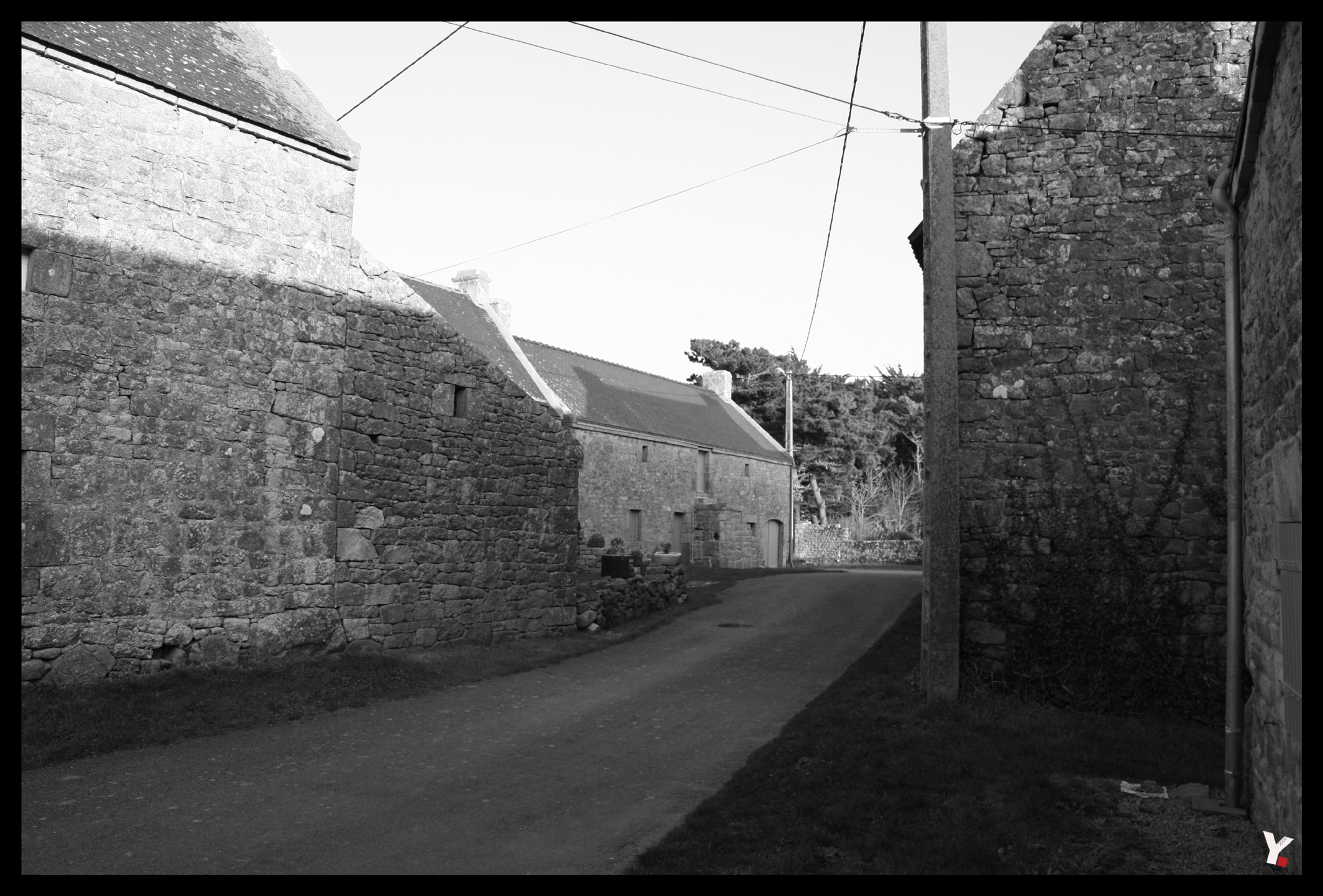
Le village de Kerouriec.

Le bourg d'Erdeven s'est développé à l'écart du littoral et est en situation centrale au sein du territoire communal. L'habitat rural traditionnel est dispersé en de nombreux écarts, tous situés dans les parties intérieures de la commune, le littoral dunaire étant resté inhabité si l'on excepte l'ancien écart du port d'Étel, devenu une commune indépendante. Le bourg a beaucoup grossi depuis les dernières décennies du XXe siècle en raison de la création de nombreux lotissements à sa périphérie. De nombreuses autres maisons, résidences principales ou secondaires, se sont aussi construites autour des hameaux préexistants, principalement autour de ceux qui sont assez proches des plages (par exemple autour de Kergroz, Loperhet, Kerhillio, Keravel, etc..) ou encore en périphérie d'Étel (lotissement de Keranroué, Kerminihy).
La commune est desservie par la route départementale 781 (ancienne route nationale 781), reliant Hennebont à Locmariaquer en passant par le pont Lorois ; le bourg est aussi traversé par la D 105 qui vers l'ouest dessert Étel et vers l'est Ploëmel et Auray.

### Géologie
Un gisement de tourbe, correspondant à une ancienne forêt submergée, émerge à marée basse lors des grandes marées à la pointe de Carec-er-Seheu (Pointe de la Roche Sèche).

### Hydrographie
Pour un article plus général, voir Réseau hydrographique du Morbihan.
La commune est située dans le bassin Loire-Bretagne. Elle est drainée par le Poumen, le ruisseau de Coët-cougam, le ruisseau de Poulbé, l'Étang et divers autres petits cours d'eau,.

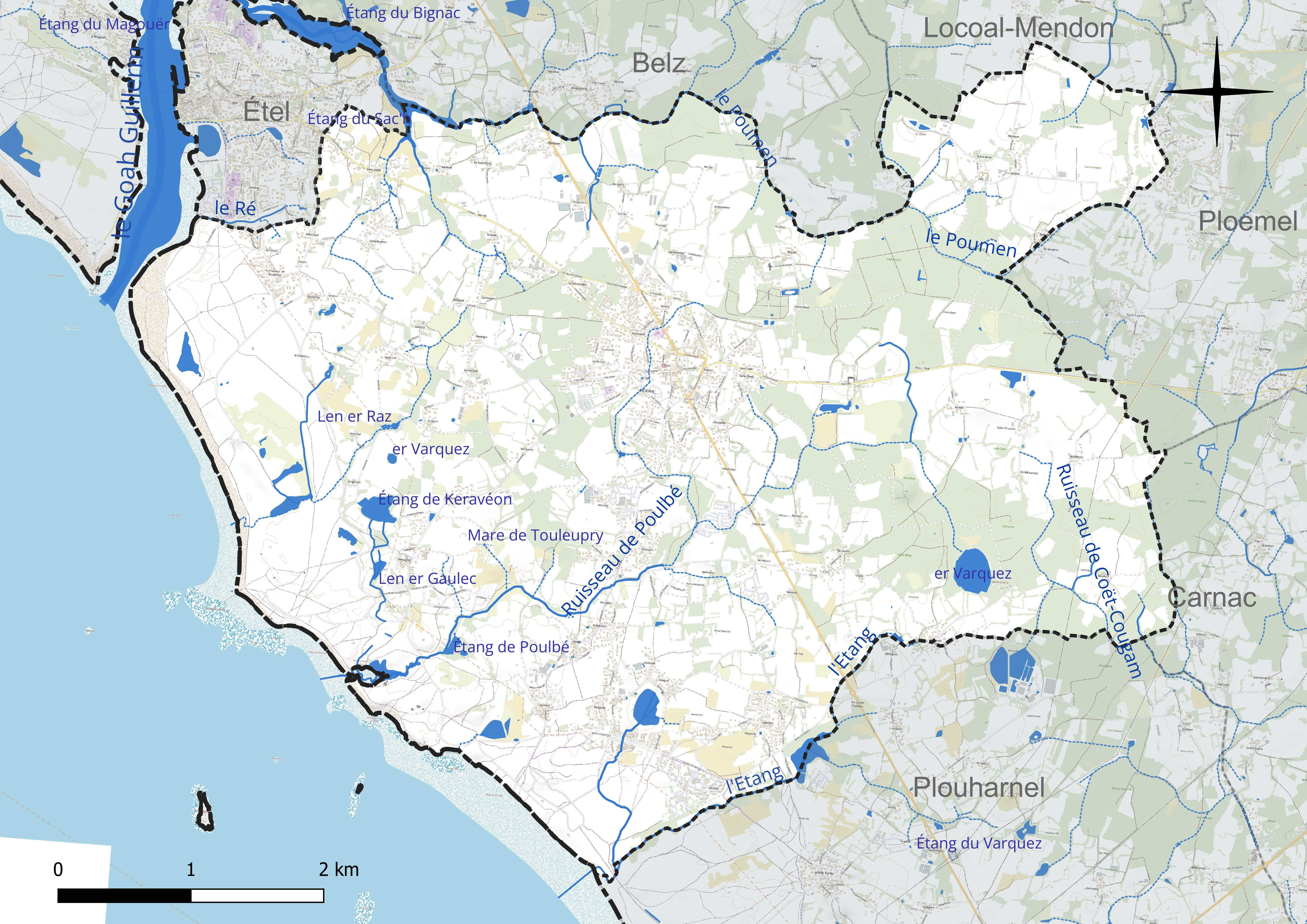
Réseau hydrographique d'Erdeven.

Huit plans d'eau complètent le réseau hydrographique : er Varquez (7,32 ha), la mare de Touleupry (0,03 ha), Len er Gaulec (0,85 ha), Len er Raz (0,43 ha), l'étang de Keravéon (4,02 ha), l'étang de Loperhet, d'une superficie totale de 4,6 ha (2,04 ha sur la commune), l'étang de Poulbé (0,85 ha) et l'étang du Sac'h, d'une superficie totale de 7,2 ha (2,36 ha sur la commune),.

### Climat
Pour des articles plus généraux, voir Climat de la Bretagne et Climat du Morbihan.
En 2010, le climat de la commune est de type climat océanique franc, selon une étude du CNRS s'appuyant sur une série de données couvrant la période 1971-2000. En 2020, Météo-France publie une typologie des climats de la France métropolitaine dans laquelle la commune est exposée à un climat océanique et est dans la région climatique Bretagne orientale et méridionale, Pays nantais, Vendée, caractérisée par une faible pluviométrie en été et une bonne insolation. Parallèlement l'observatoire de l'environnement en Bretagne publie en 2020 un zonage climatique de la région Bretagne, s'appuyant sur des données de Météo-France de 2009. La commune est, selon ce zonage, dans la zone « Littoral doux », exposée à un climat venté avec des étés cléments.
Pour la période 1971-2000, la température annuelle moyenne est de 12 °C, avec une amplitude thermique annuelle de 11,5 °C. Le cumul annuel moyen de précipitations est de 919 mm, avec 13,4 jours de précipitations en janvier et 7,2 jours en juillet. Pour la période 1991-2020, la température moyenne annuelle observée sur la station météorologique la plus proche, située sur la commune d'Auray à 13 km à vol d'oiseau, est de 12,6 °C et le cumul annuel moyen de précipitations est de 969,3 mm,. Pour l'avenir, les paramètres climatiques de la commune estimés pour 2050 selon différents scénarios d’émission de gaz à effet de serre sont consultables sur un site dédié publié par Météo-France en novembre 2022.

## Urbanisme

### Typologie
Au 1er janvier 2024, Erdeven est catégorisée commune rurale à habitat dispersé, selon la nouvelle grille communale de densité à sept niveaux définie par l'Insee en 2022.
Elle appartient à l'unité urbaine de Belz, une agglomération intra-départementale regroupant trois  communes, dont elle est ville-centre,,. La commune est en outre hors attraction des villes,.
La commune, bordée par l'océan Atlantique, est également une commune littorale au sens de la loi du 3 janvier 1986, dite loi littoral. Des dispositions spécifiques d’urbanisme s’y appliquent dès lors afin de préserver les espaces naturels, les sites, les paysages et l’équilibre écologique du littoral, tel le principe d'inconstructibilité, en dehors des espaces urbanisés, sur la bande littorale des 100 mètres, ou plus si le plan local d’urbanisme le prévoit.

### Occupation des sols

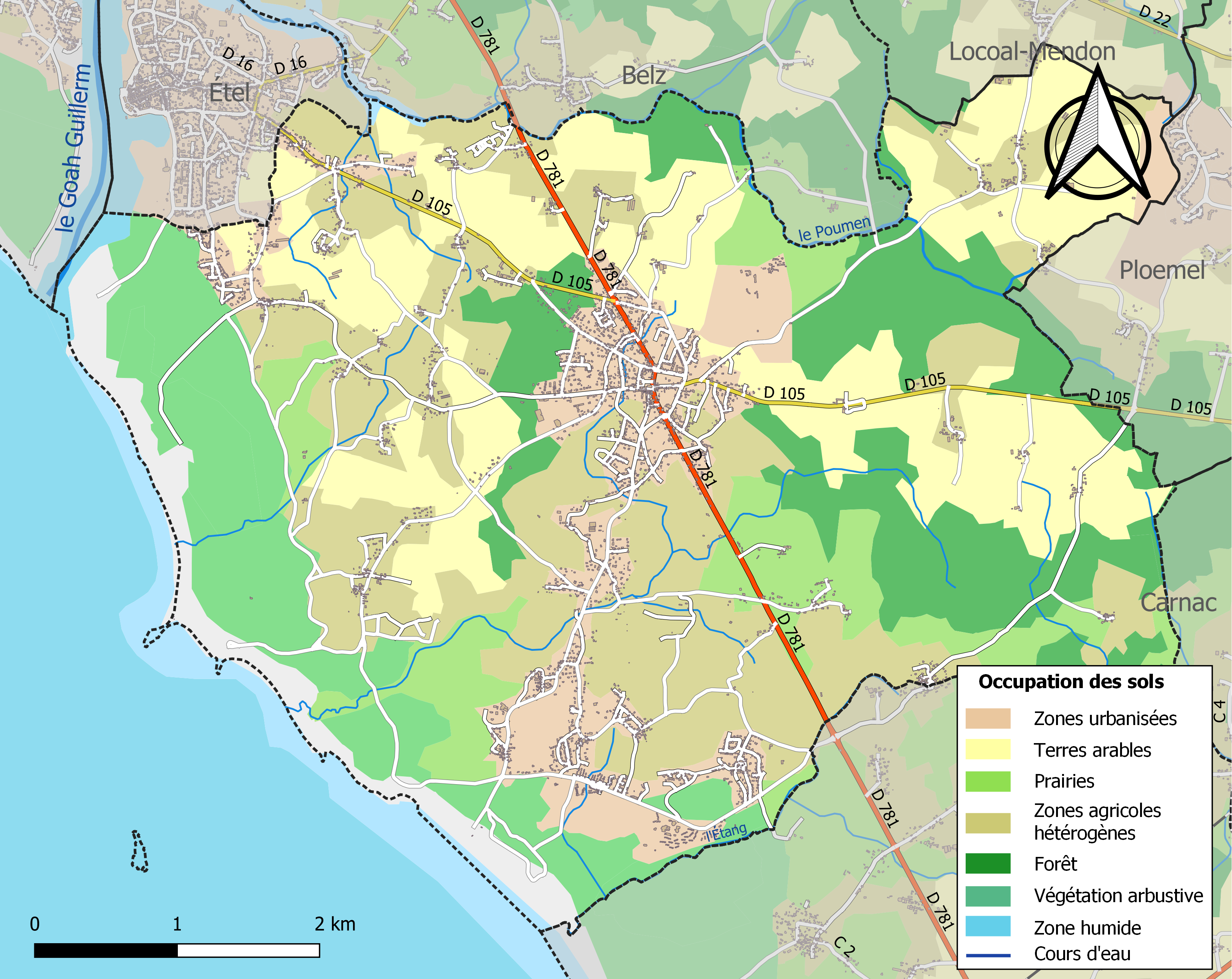
Carte des infrastructures et de l'occupation des sols de la commune en 2018 (CLC).

L'occupation des sols simplifiée de la commune en 2018, telle qu'elle ressort de la base de données européenne d’occupation biophysique des sols Corine Land Cover (CLC), est la suivante : zones agricoles hétérogènes (27,1 %), terres arables (21,9 %), forêts (14,3 %), végétation arbustive ou herbacée (11,9 %), zones urbanisées (9,3 %), prairies (9,1 %), espaces ouverts sans ou avec peu de végétation (3,2 %), espaces verts artificialisés (2,9 %), zones humides côtières (0,2 %), eaux maritimes (0,1 %).
Le tableau ci-dessous présente l'occupation des sols détaillée de la commune en 2018, telle qu'elle ressort de la même base.
| Type d’occupation                             | Pourcentage | Superficie (en hectares) |
| --------------------------------------------- | ----------- | ------------------------ |
| Tissu urbain discontinu                       | 9,3 %       | 283                      |
| Équipements sportifs et de loisirs            | 2,9 %       | 90                       |
| Terres arables hors périmètres d'irrigation   | 21,9 %      | 669                      |
| Prairies et autres surfaces toujours en herbe | 9,1 %       | 277                      |
| Systèmes culturaux et parcellaires complexes  | 27,1 %      | 827                      |
| Forêts de conifères                           | 6,3 %       | 191                      |
| Forêts mélangées                              | 8,0 %       | 246                      |
| Pelouses et pâturages naturels                | 9,1 %       | 278                      |
| Landes et broussailles                        | 2,8 %       | 86                       |
| Plages, dunes et sable                        | 3,2 %       | 98                       |
| Zones intertidales                            | 0,2 %       | 5                        |
| Estuaires                                     | 0,05 %      | 1,5                      |
| Mers et océans                                | 0,05 %      | 1,5                      |
| Source : Corine Land Cover                    |             |                          |

## Toponymie
Le nom de la localité est attesté sous les formes Erdeuen au XIe siècle, Erdeguen en 1288, Erdeven en 1516, Ardenan en 1630, Ardinen en 1654.
Le nom breton de la localité procède du vieux breton War ar tewen, War, localement prononcé ar, signifiant « sur » ; tewen est le substantif féminin dont le sens est « dune », d'où le sens global de « pays sur la dune »[réf. souhaitée].
Le nom de la localité se retrouve sous les formes An Ardeùen ou Ardeven (patronyme d'origine toponymique) en breton.

## Histoire

### Préhistoire

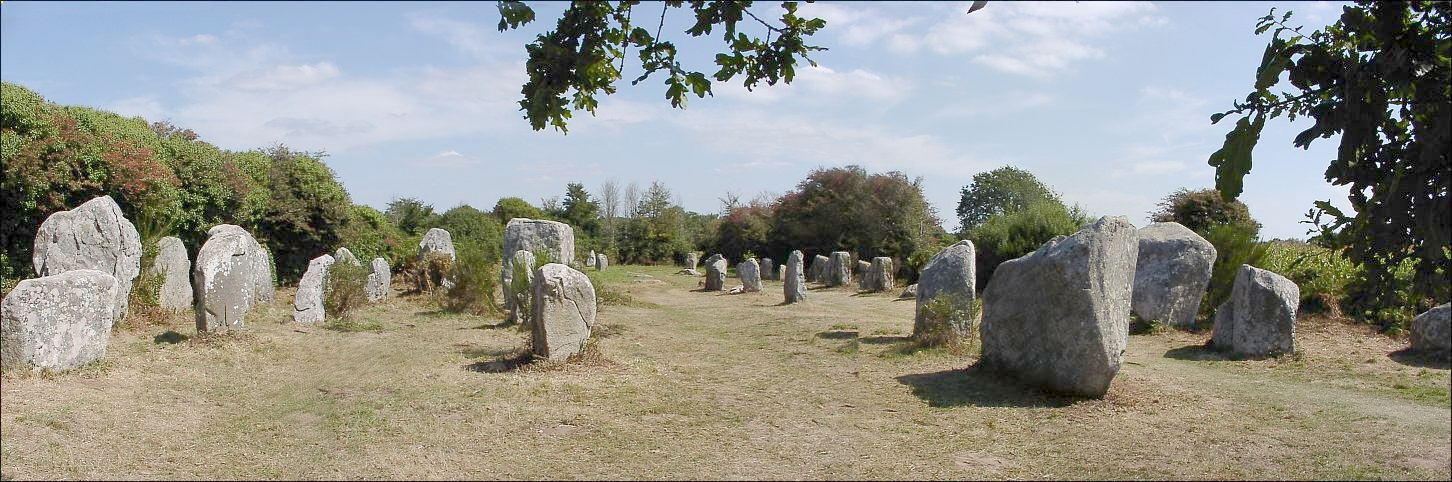
Les alignements de Kerzérho.

Une des premières descriptions des mégalithes d'Erdeven date de 1845 :

« Çà et là on rencontre des monticules coniques faits de main d'homme et, près de la métairie de Kerserho, on aperçoit de fort loin de grandes masses de granit, rangées sur neuf lignes parallèles, qui se prolongent du nord au sud, jusqu'auprès du village de Kercouno, où elles s'arrêtent au bord d'un étang. Ces avenues de pierre présentent quelquefois des lacunes parce qu'ici, comme à Carnac, on en a détruit un grand nombre. Sur d'autres points, elles sont interrompues par des haies et des murs ; mais elles se retrouvent toujours au-delà, et il est facile de reconnaître un ordre régulier et des alignements suivis. Ces menhirs, aussi nombreux, mais un peu moins élevés que ceux de Carnac, sont accompagnés de dolmens très considérables. Le plus vaste est celui que l'on trouve dans le village de Kercouno. Il a dix-huit pieds de long sur quatorze de large. Sa hauteur totale est de dix pieds. Il est formé de douze pierres verticales supportant une plate-forme de deux pierres horizontales, qui ont ensemble vingt pieds de long sur une égale largeur. De l'autre côté des alignements, sur un tertre assez élevé, on voit deux autres monuments du même genre, moins hauts que le précédent. Vers l'extrémité méridionale des files, sur un autre monticule, s'élèvent encore deux dolmens en partie mutilés. L'un de ces deux autels est remarquable par la disposition circulaire de ses piliers, et par une espèce de corridor ou d'avenue, composée de deux rangs parallèles de pierres debout, qui conduisait sous le sanctuaire. »

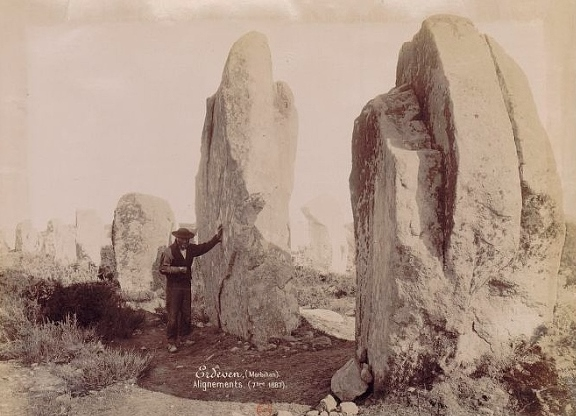
Les Alignements de Kerzérho photographiés par Séraphin-Médéric Mieusement en 1887.

Benjamin Girard écrit en 1889 que la commune d'Erdeven « est traversée (...) par de très nombreux monuments druidiques [en fait préhistoriques]. La ligne sinueuse que décrit leur ensemble part du port d'Étel (...) et près des villages de Saint-Germain, de Kerangre, de Kerzerho et de Kerjean. Au village de Kerzerho, qui est situé sur la route d'Hennebont à Lorient, on se trouve en présence d'innombrables menhirs, rangés en bataille comme une armée de soldas pétrifiés. Ces pierres sont rangées sur onze lignes et forment ainsi dix avenues qui se prolongent sur une distance de 1 800 mètres. Aux environs de Kerzerho ces pierres ont, en général, 5 mètres de hauteur ; puis elles diminuent jusqu'à n'avoir pas plus de 1 mètre et paraissent, de loin, comme des mouton dispersés au milieu des pâturages ; enfin, à l'extrémité orientale des alignements, elles redeviennent colossales. Les alignements d'Erdeven et le dolmen du Mané-Groh sont classés comme monuments historiques.
En 1892 Félix Gaillard énumère dans la commune 26 menhirs ou groupes de menhirs et 5 dolmens ; en plus, il écrit qu'« il existe à Erdeven plusieurs groupes ou agglomérations de menhirs renversés en désordre, enfouis ou dissimulés dans les ajoncs, et que l'on ne peut ni définir, ni qualifier avant qu'ils ne soient ou dégagés ou explorés ».

### Antiquité et Moyen Âge

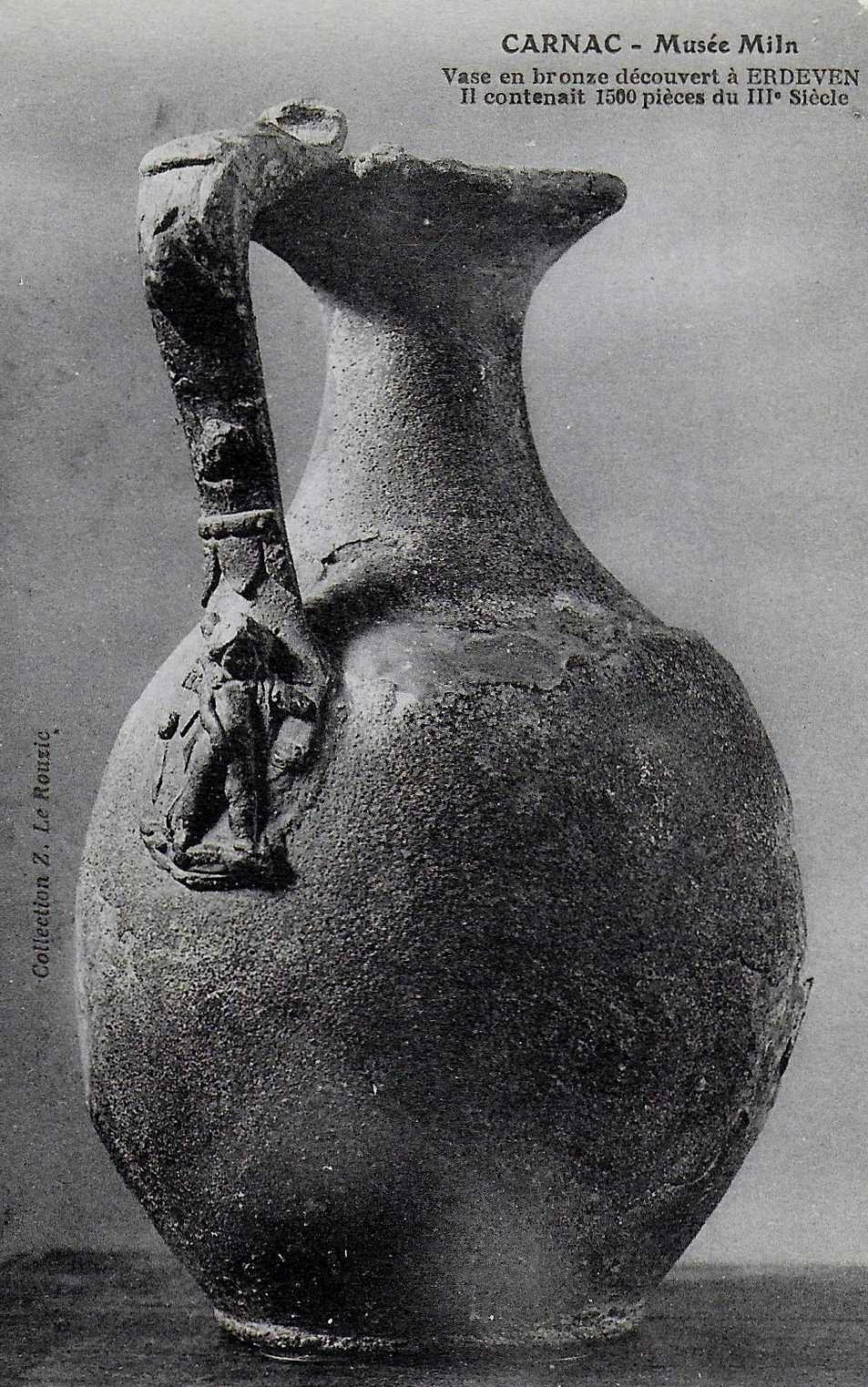
Vase en bronze contenant environ 1 200 pièces du IIIe siècle découvert à Erdeven (Musée de préhistoire de Carnac).

En 1893, trois cantonniers trouvèrent en extrayant des pierres à Derrero en Erdeven « un magnifique vase en bronze sculpté contenant environ douze cents pièces gallo-romaines des deuxième et troisième siècles, en très bon état de conservation. Le propriétaire du terrain, M. Guézel, a fait don de cette précieuse trouvaille au Musée de Carnac ».
Le Cartulaire de l'abbaye Sainte-Croix de Quimperlé mentionne dès le XIe siècle une villa romaine près de Saint-Germain.
À l'époque médiévale, on recense à Erdeven plusieurs seigneuries dont les principales sont Keraveon, appartenant à Pierre de Talhouët (en 1350) et Kercadio, appartenant à Alain de Kercadiou (en 1427).

### Temps modernes
La famille du Val était seigneur de Keravéon ; elle est fondue par mariage en 1535 dans la famille de Talhouët, présente aux réformations et montres de l'évêché de Vannes entre 1426 et 1536. En 1636 la terre de Keravéon est érigée par le roi Louis XIII en baronnie avec permission « de faire dresser fourches patibulaires à quatre pilliers et un siège de juridiction » au profit de Georges de Talhouët (1591-1670), seigneur de Talhouët en Brec'h. Le manoir de Keravéon est décrit en 1682 comme une maison noble « avec ses édifices, chapelles, dôme, pavillons, tours et tourelles, et vieilles ruines d'un colombier, etc.. À laquelle maison, il y a droit de prééminence et enfeu prohibitif de l'église Saint-Pierre d'Erdeven, banc à accoudoirs, proche le grand autel, du côté de l'Évangile, avec plusieurs écussons armoiriés (...) » De Keravéon dépendaient plusieurs métairies nobles, un moulin à vent, les étangs d'Erdeven, et les falaises de Plouharnel depuis le village de Loperhet jusqu'aux environs de la chapelle Sainte-Barbe. En 1717 Georges René de Talhouët de Keravéon, petit-fils de Georges de Talhouët, siège aux États de Bretagne qui sont organisés à Dinan par le maréchal de Montesqiou, alors gouverneur de la Bretagne, et une véritable conspiration est organisée pour refuser le vote des impôts, animée entre autres par Anne de Derval, épouse de Georges René de Talhouët de Keravéon, qui se trouvait alors à Rennes ; celui-ci reçut alors une lettre de cachet l'exilant à Vic-en-Bigorre.
En 1726 Renée-Angélique de Talhouët, fille de Georges René de Talhouët de Keravéon et héritière du château de Keravéon, se maria avec le marquis Pierre-Armand de Cambout de Coislin ; cette famille posséda le château de Keravéon jusqu'à la Révolution française.
Jean-Baptiste Ogée décrit ainsi Erdeven en 1778 :

« Erdeven, à 6 lieues un quart à l'ouest de Vannes, son évêché ; à 26 lieues de Rennes et à deux lieues trois-quart d'Aurai, sa subdélégation et son ressort. Le Roi, qui est le seigneur supérieur de cette paroisse, y possède plusieurs fiefs ; on y compte 1 550 communiants. La cure est à l'alternative (...). Le château de Ker-avéon est la maison seigneuriale de l'endroit. (...) Ce territoire produit grande quantité d'oignons, et des grains en abondance. Il est très bien cultivé, et borné par la mer au Sud, où l'on voit le fanal de Ker-gouriel, qui est établi pour favoriser les navigateurs, et la croix de Ker-venhir, près l'embouchure de la rivière d'Étel. »

### Révolution française
Le château de Keravéon servit de quartier général au général Hoche en 1795, puis il fut incendié par les républicains. Il fut racheté en 1798 par Adélaïde de Coislin du Botdéru qui le reconstruisit.
Entre le 11 juillet 1795 et le 16 juillet 1795 les troupes républicaines de Hoche, qui tiennent notamment la position de Sainte-Barbe (en Plouharnel), font face à l'armée royaliste et chouanne, dirigée par Joseph de Puisaye et le général d'Hervilly, sur une ligne allant du moulin du Bego [au niveau de l'actuel musée de la Chouannerie] en Plouharnel en passant par Kerouriec en Erdeven et jusqu'au village d'Intel [Étel] ; la bataille de Plouharnel s'engage le 16 juillet et se termine par la débandade des Chouans dont les survivants se réfugient dans le fort de Penthièvre.
Pierre Ezanneau, d'Erdeven, fait partie des victimes du débarquement de Quiberon en 1795. Plusieurs habitants de la commune furent chouans, par exemple Paul Lesauce, Jacques Couriaud, Julien Lorho, Georges Nicolas, Mathieu Coriton, Jean Le Gouahec, Joseph Madec ; tous déclarent en substance lors des interrogatoires qu'ils subirent par la suite devant la commission militaire de Port-Liberté qu'ils ont été enrôlés sous la menace et qu'ils ne sont que de pauvres laboureurs, entraînés de force dans l'expédition de Quiberon.

### LeXIXesiècle
Le château de Keravéon, alors possédé par la famille de Botdéru, servit de point de départ pour la correspondance des insurgés chouans vers l'Angleterre et l'Écosse (où l'ex-roi Charles X était en exil) au début de la monarchie de Juillet. Adélaïde de Coislin y habita, notamment avant son mariage et après le décès en 1837 de son époux le comte Hyacinthe du Botderu.
L. Diraison et Louis Le Visage, tous deux propriétaires à Erdeven, firent partie de la délégation des cinquante Morbihannais qui se rendirent à Londres pour y rencontrer en 1843 Henri de France, comte de Chambord, afin de témoigner de leur soutien au prétendant légitimiste.

#### Erdeven décrit en 1843
A. Marteville et P. Varin, continuateurs d'Ogée, décrivent ainsi Erdeven en 1843 :

« Erdeven (sous l'invocation de saint Pierre et saint Paul) : commune formée par l'ancienne paroisse de ce nom, aujourd'hui succursale. (...) Principaux villages : le Sac, Intel, Kerevain, Penester, les Sept-Saints, Kervarh, Kervenec, Keravion, Kercaire, le Ré, Saint-Germain, Kerveny, Kerascouet, Kerleven, Kerredo, Saint-Sauveur, Bolevan, Kerouriec, Kerhillio, Lesvar, Kergroue, Loperiet. (...) Outre l'église, il y a deux chapelles dans le bourg et trois éparses dans la commune. Ce sont : 1° Saint-Sauveur, 2° Saint-Germain, centres des deux villages de ces noms ; une chapelle à Loperiet, sous l'invocation de la Vierge. Enfin on voit encore les ruines d'une ancienne chapelle, dite des Sept-Saints, sur laquelle il y a une légende fort curieuse. L'église d'Erdeven est du siècle dernier [XVIIIe siècle] et fut construite, dit-on, par le seigneur de Keraviou. Keraviou , aujourd'hui à Mme Dubot-Déru, est une habitation moderne, construite en partie sur les ruines de l'ancien château, dont on voit encore les restes des fortifications. (...) L'agriculture de la commune d'Erdeven est favorisée par la récolte du goémon, ce précieux engrais ; mais les vents de mer occasionnent fréquemment aux céréales la maladie qu'on nomme le charbon. Au midi de la commune est une large falaise qui la sépare de l'océan . Entre cette falaise et la terre cultivée sont les villages de Kerouriec et de Loperiet, entourés d'étangs fort poissonneux, et couverts en tout temps d'une quantité considérable de judelles, de poules d'eau et de sarcelles. Dans les landes, qui couvrent une grande partie du sol, se trouvent, surtout vers la commune de Ploemel, des mares qui généralement tarissent dans l'été, mais qui, pendant la plus grande partie de l'année, sont couvertes de sarcelles et de vanneaux. Le pays abonde aussi en gibier, notamment en lapins et en perdrix. Un usage bizarre, et qui est pour ainsi dire propre à cette localité, veut que les morts soient portés en terre en une charrette tirée par des bœufs, et non par des chevaux. Si le défunt n'avait pas de bœufs, le plus proche voisin est tenu de prêter les siens. On parle le breton »

Cette même année 1843 Erdeven obtient l'autorisation d'organiser une foire le 1er avril de chaque année.
Une épidémie de choléra débute à Erdeven le 19 février 1849.

#### Étel, simple village d'Erdeven
Étel a longtemps été un simple village faisant partie de la paroisse, puis de la commune d'Erdeven, jusqu'en 1851.
A. Marteville et P. Varin le décrivent ainsi en 1843 :

« Intel ou Étel est un petit port avec bureau des douanes. Il compte plusieurs presses à sardines. On exporte celle-ci au loin, ainsi que l'oignon, dont la culture est très développée dans ce pays. L'entrée de la petite rivière qui donne son nom à ce port est fermée par un rocher que l'on nomme la barre d'Intel, et qui ne permet l'accès qu'aux barques et qu'aux navires d'un faible tonnage ; encore ceux-ci sont-ils tenus de profiter des grandes marées. »

En 1863 un rapport du conseil général du Morbihan écrit : « Le village d'Étel, lieu de pêche et petit port, demanda son érection en commune, appuyant cette demande sur ce que la population d'Étel, exclusivement commerciale, industrielle et maritime, ne pouvait partager la vie communale avec la population d'Erdeven, exclusivement agricole. Erdeven ne fit aucune opposition à cette demande (...). L'érection en paroisse eût lieu en même temps », mais, à la suite d'une erreur administrative seule la section A du cadastre fut érigée en commune, si bien que les villages de la section B du cadastre restèrent rattachés à la commune d'Erdeven alors qu'ils se retrouvèrent dans la paroisse d'Étel. En 1863 « les villages de la paroisse d'Étel [et] sept autres villages d'Erdeven, Le Cosquer, Kerveheny, Keranroué, Tehuen, Saint-Germain, Croix-Izan, Kerprat, demandent à s'annexer à Étel ». Cette demande ne fut que partiellement satisfaite, la plupart des villages restèrent dans la commune d'Erdeven, seuls ceux membres de la paroisse d'Étel, comme Pénester et Goh Lannec, étant annexés par la commune d'Étel par un décret du 17 décembre 1864. Les villageois de Keranroué, Kervénéhy, Le Cosquer et Saint-Germain réitérèrent en vain leur demande d'annexion à Étel en 1865.

#### La destruction partielle des alignements de Kerzérho
En 1852, Prosper Mérimée se plaint des agissements de l'administration départementale qui, par amour de la ligne droite, venait de culbuter la tête des alignements de Kerzérho en faisant passer au travers la nouvelle route entre Erdeven et Plouharnel.

#### Erdeven vers la fin duXIXesiècle
Pierre-Marie Bertho fut blessé pendant la Guerre de Crimée ; il fut par la suite cabaretier et aubergiste à Erdeven.
En 1869 Charles-Louis Piéau, alors maire d'Erdeven, sollicita de l'empereur Napoléon III le remboursement de 200 000 francs que lui aurait coûté l'exploitation des huîtrières concédées à la princesse Baciocchi.

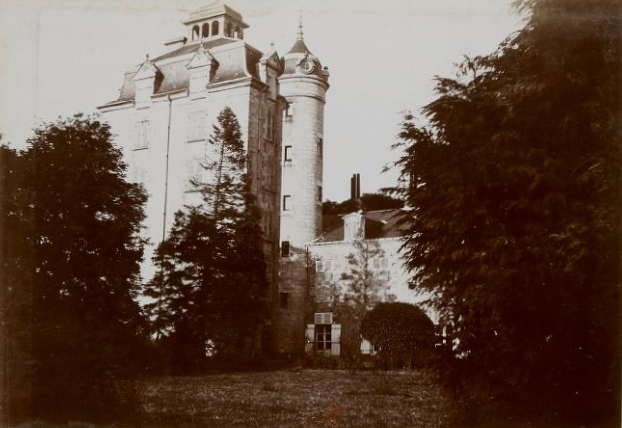
Le château de Keravéon en 1898.

Benjamin Girard décrit ainsi Erdeven en 1889 :

« La commune d'Erdeven est bornée au sud par les sables ou dunes qui couvrent un assez grand espace de terrain dans la partie du littoral où elle est située. L'ancien nom de cette commune était Ardeven. C'est encore, aujourd'hui, le seul que lui donnent les habitants de la localité et ceux des environs ; il n'y a que l'administration qui écrive et prononce Erdeven. Ar-deven signifie littéralement "sur la zone ou près de la zone sablonneuse de la côte". Autrefois les sables mouvants s'étendaient jusqu'au bourg ; mais l'agriculture a fait peu à peu des conquêtes dans ces plaines arides, comme elle en a fait dans les landes de l'intérieur. (...) On trouve sur le territoire de cette commune le beau château de Keravant, dont la construction est du XVIIe siècle. »

Ces landes et les étangs et marais qui les parsèment étaient fréquentés par « les chasseurs, ainsi que les pêcheurs à la ligne [qui] connaissent bien ces étangs poissonneux, refuges aimés du gibier d'eau, sédentaire ou de passage, comme les vastes landes voisines, parsemées de mares peu profondes, entendent le cri de diverses espèces voyageuses et donnent asile à tout un peuple de perdrix, de lapins, de lièvres (...) » écrit en 1890 Valentine Vattier d'Ambroyse.
En 1897 et 1899 le Conseil général vote des crédits pour l'enlèvement d'un rocher gênant à l'entrée du port de la Roche-Sèche à Erdeven et en 1900 l'élargissement de sa passe d'entrée Est.

### LeXXesiècle

#### La Belle Époque

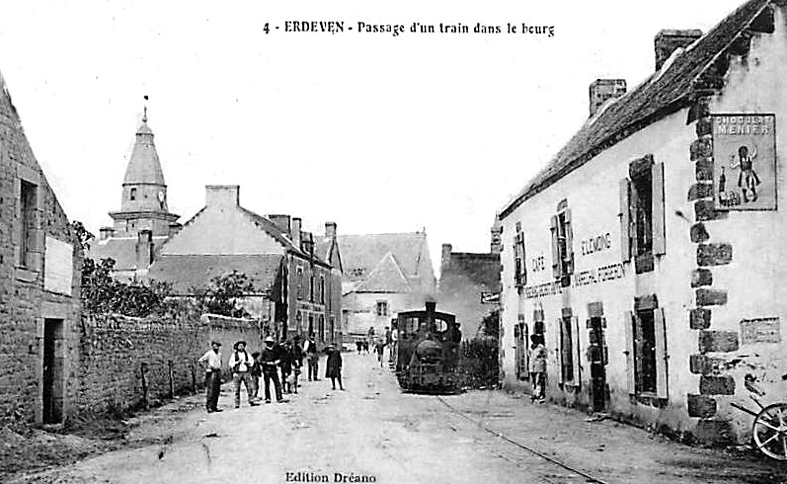
Passage d'un train dans le bourg d'Erdeven (carte postale, vers 1910).

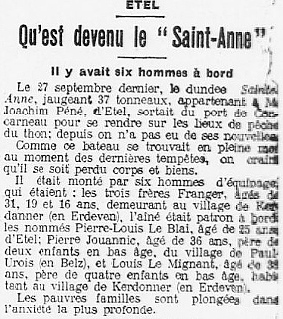
La disparition du dundee Sainte-Anne en 1912 (journal L'Ouest-Éclair).

L'école des filles d'Erdeven est laïcisée en 1904 (c'était jusque-là une école privée tenue par la congrégation religieuse des Filles du Saint-Esprit) et installée désormais dans un immeuble communal qui servait précédemment de bureau de poste.

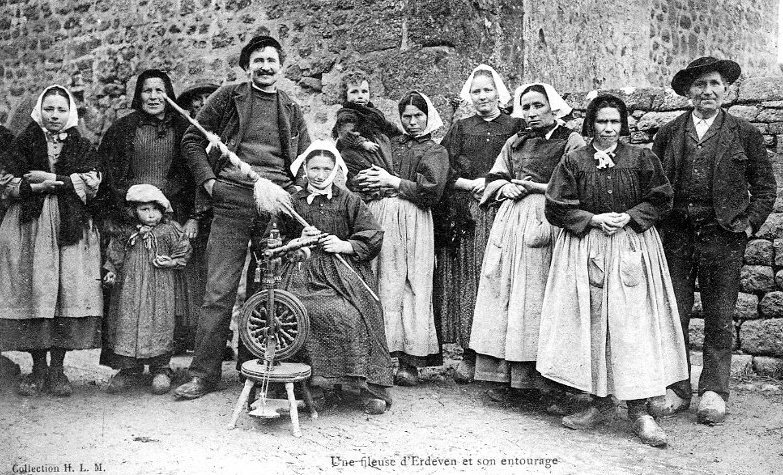
Une fileuse d'Erdeven et son entourage (carte postale, vers 1910).

En 1905 le conseil municipal d'Erdeven demande et obtient l'autorisation de créer une foire aux chevaux et aux poulains dans le village des Sept-Saints, organisée le dernier dimanche du mois d'août de chaque année.
En 1906 le curé d'Erdeven, Amédée Camper, fut accusé d'avoir incité en chaire ses fidèles à voter en faveur du candidat Jean Guilloteaux, député sortant, lors des élections législatives ; l'affaire suscita un débat à la Chambre des députés le 27 novembre 1906.
Guillemoto, condamné à mort le 27 septembre 1911 pour avoir assassiné à Erdeven en mars 1911 François Nicolas, un saulnier, vit sa peine commuée en travaux forcés à perpétuité.
Un décret ministériel en date du 19 février 1912 attribue à la commune d'Erdeven, en l'absence d'un bureau de bienfaisance, les biens placés sous séquestre qui avaient appartenu avant la querelle des inventaires à la fabrique de l'église d'Erdeven.

#### La Première Guerre mondiale
Le monument aux morts d'Erdeven porte les noms de 76 soldats morts pour la France pendant la Première Guerre mondiale ; parmi eux 6 ont morts en Belgique dès l'année 1914 ; deux dans les Balkans (Armand Lestrohan en Macédoine du Nord en 1917 et Jean Lemasson en Serbie en 1918), dans le cadre de l'expédition de Salonique ; Émile Stéphan est mort en captivité en Allemagne ; deux sont des marins morts en mer (Joseph Kerzerho à bord du cuirassé Mirabeau le 30 juin 1915 et Jean Le Floch lors du torpillage du quatre-mâts Jacqueline le 26 septembre 1917 par un sous-marin allemand) ; les autres sont décédés sur le sol français.

#### L'entre-deux-guerres
Un soldat (Jean Nozaic) originaire d'Erdeven est mort en 1920 en Syrie alors qu'il était membre de l'Armée du Levant.
La construction d'une station à Erdeven, sur le tracé du tramway de la Trinité à Étel est décidée en 1926 par le Conseil général du Morbihan.
Le 20 novembre 1928 deux hommes venus de Paris et suspectés d'espionnage des activités du polygone de tir de Gâvres au profit de l'Allemagne, munis de matériels perfectionnés, furent arrêtés près de la plage de Kervillio.
En 1928 des cultivateurs d'Erdeven, d'Étel et de Plouharnel se plaignent d'être fréquemment empêchés d'aller chercher à la côte le goémon « si nécessaire à leurs cultures » en raison des tirs du polygone de Gâvres.
La culture des oignons était alors importante à Erdeven ; les cultivateurs allaient les troquer jusqu'à une quarantaine de kilomètres contre de l'avoine ou du sarrasin. Des troupeaux de moutons parcouraient les dunes d'Erdeven. L'élevage des chevaux (des traits bretons principalement) y était aussi important.
En 1933 une "Commission de la Marine" du Sénat reconnaît qu'« une entrave absolue était apportée au développement normal des communes d'Étel, d'Erdeven, de Plouharnel et de Plouhinec, par les sujétions et les dangers résultant pour elles de la proximité du champ de tir de Gâvres ; que le dommage ainsi causé pouvait être assimilé à une éviction et qu'il devait donc faire l'objet d'une juste et préalable indemnité ».
De nombreux hommes d'Erdeven partaient à cette époque travailler comme marins sur les thoniers d'Étel.
Le pardon des Sept-Saints était alors très fréquenté comme l'atteste un article du journal La Croix publié en 1937.

#### La Seconde Guerre mondiale

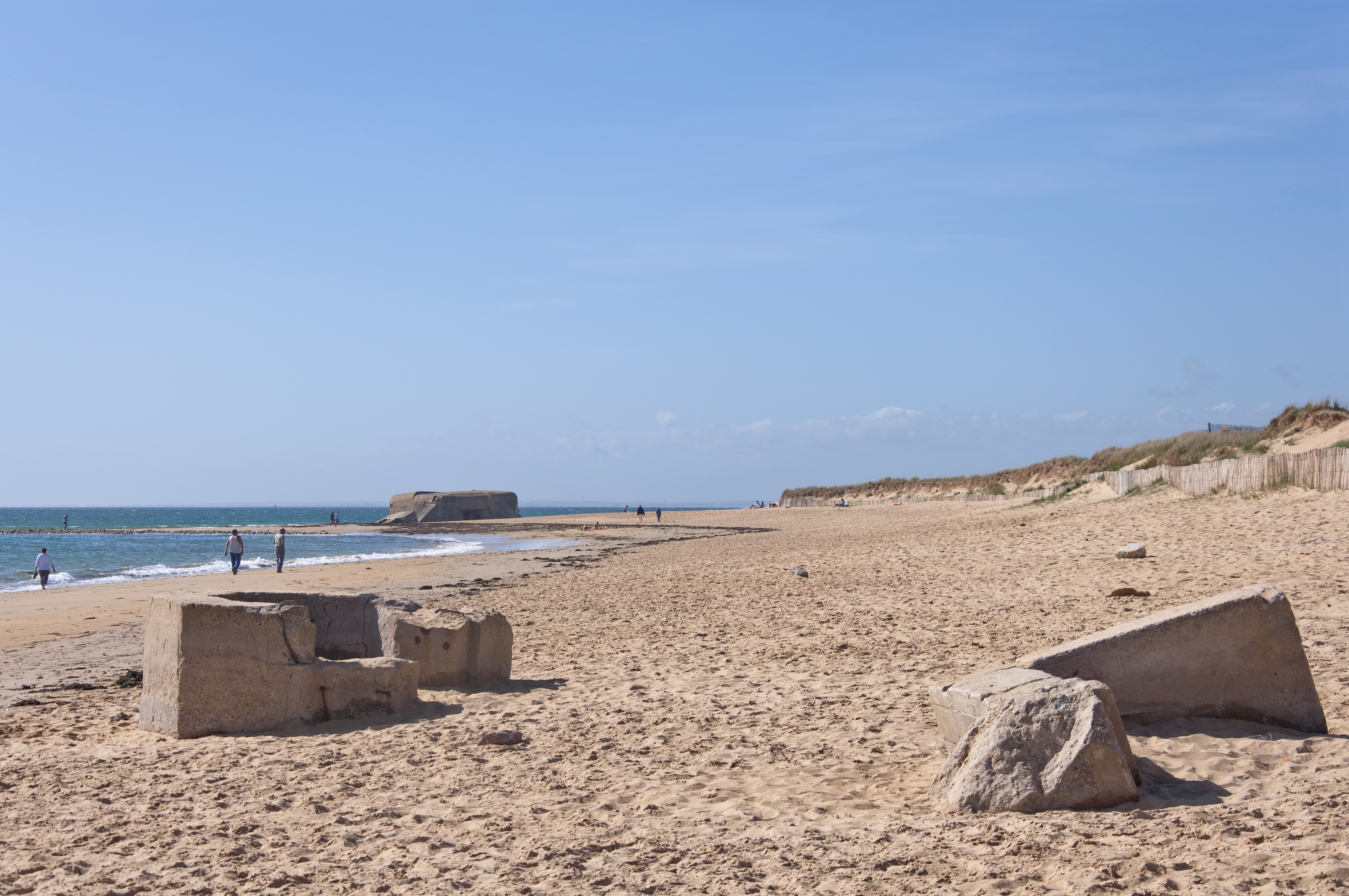
Vestiges du mur de l'Atlantique sur la plage de Kerouriec ; à l'arrière-plan, le blockhaus de la Roche Sèche.

De nombreux blockhaus construits par les Allemands, vestiges du mur de l'Atlantique, parsèment les dunes d'Erdeven ; certains sont maintenant tombés sur l'estran en raison du recul du littoral.

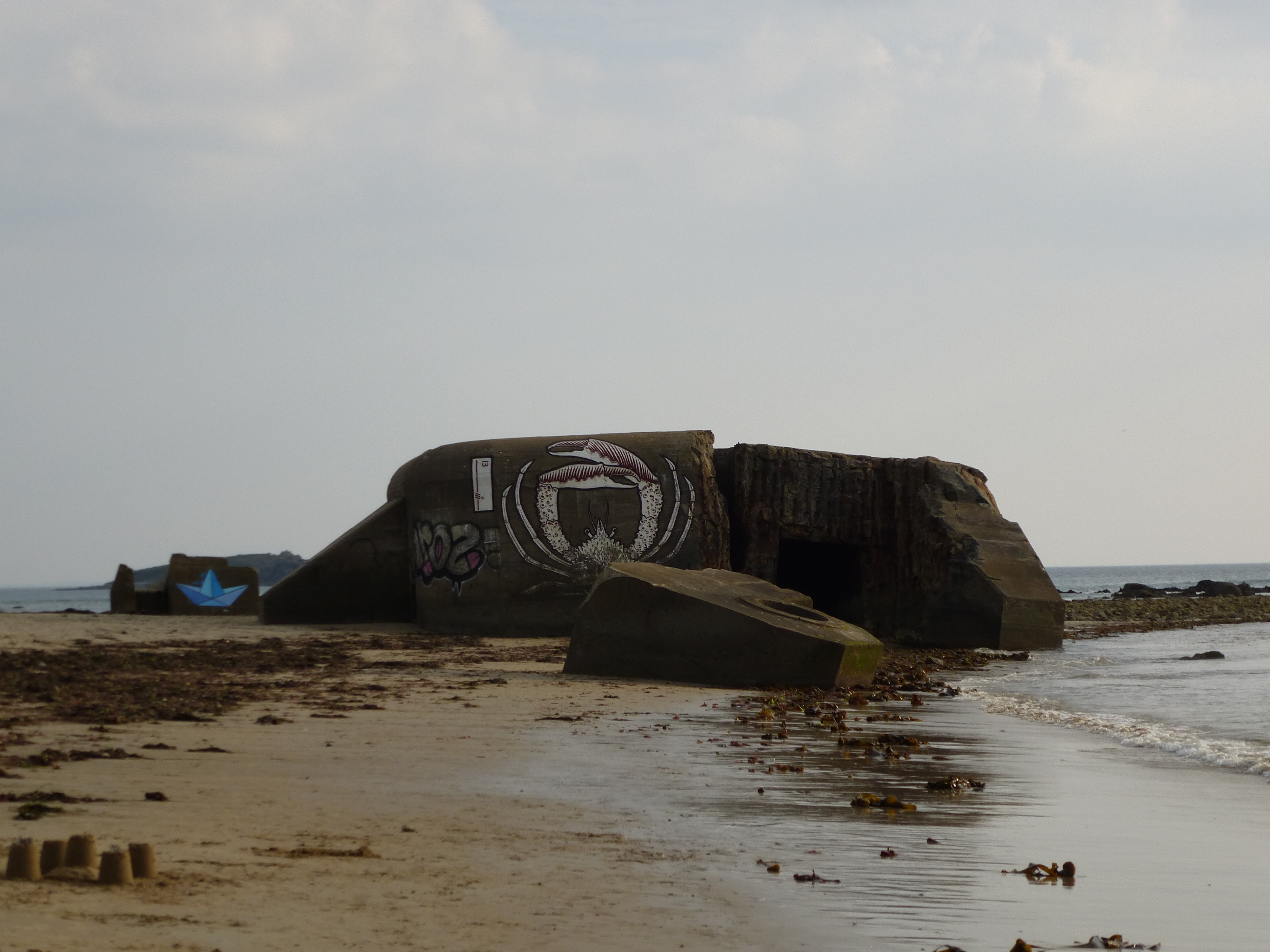
Un blockhaus sur la plage de Kerminihy.
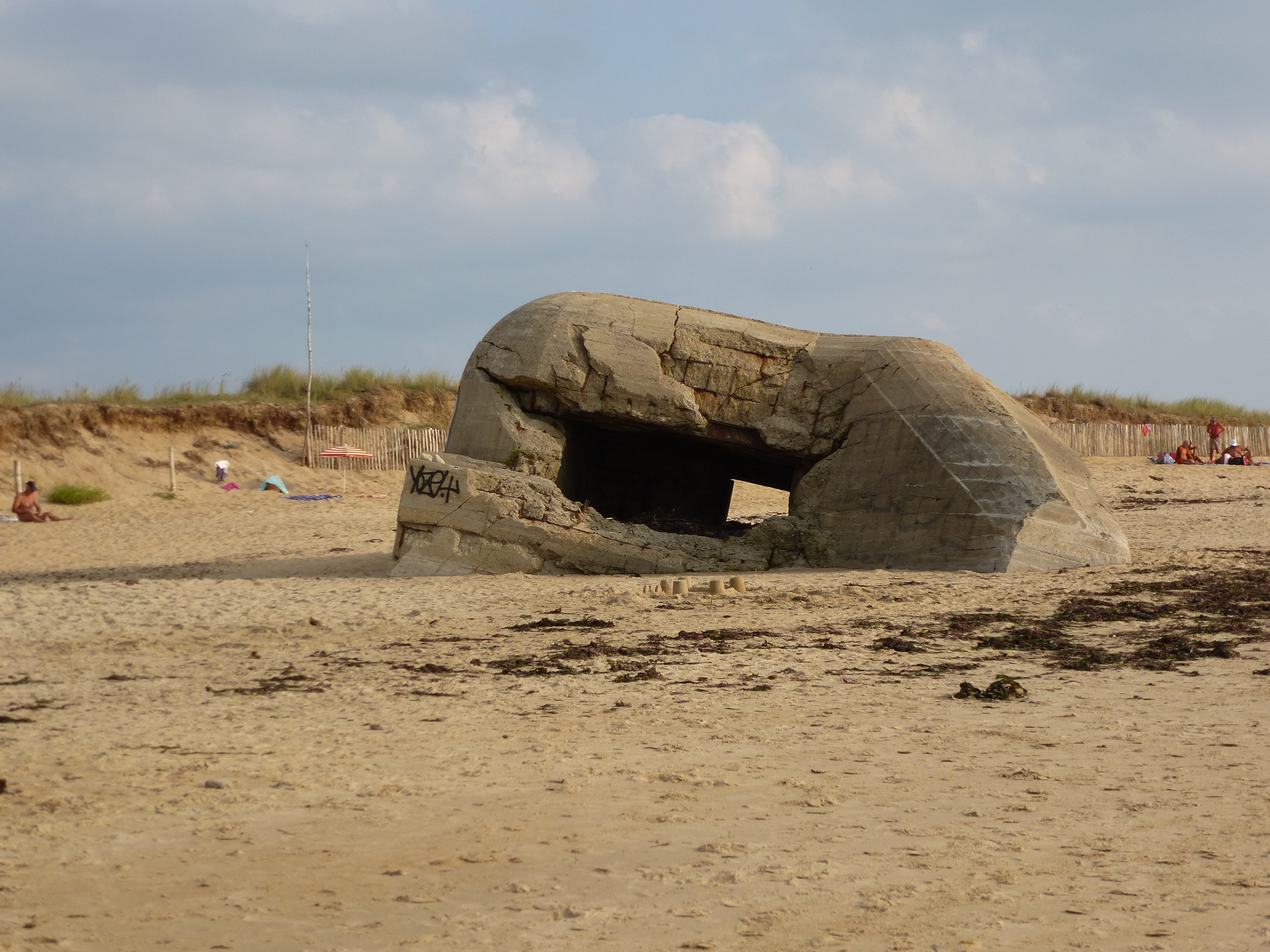
Un autre blockhaus sur la plage de Kerminihy.
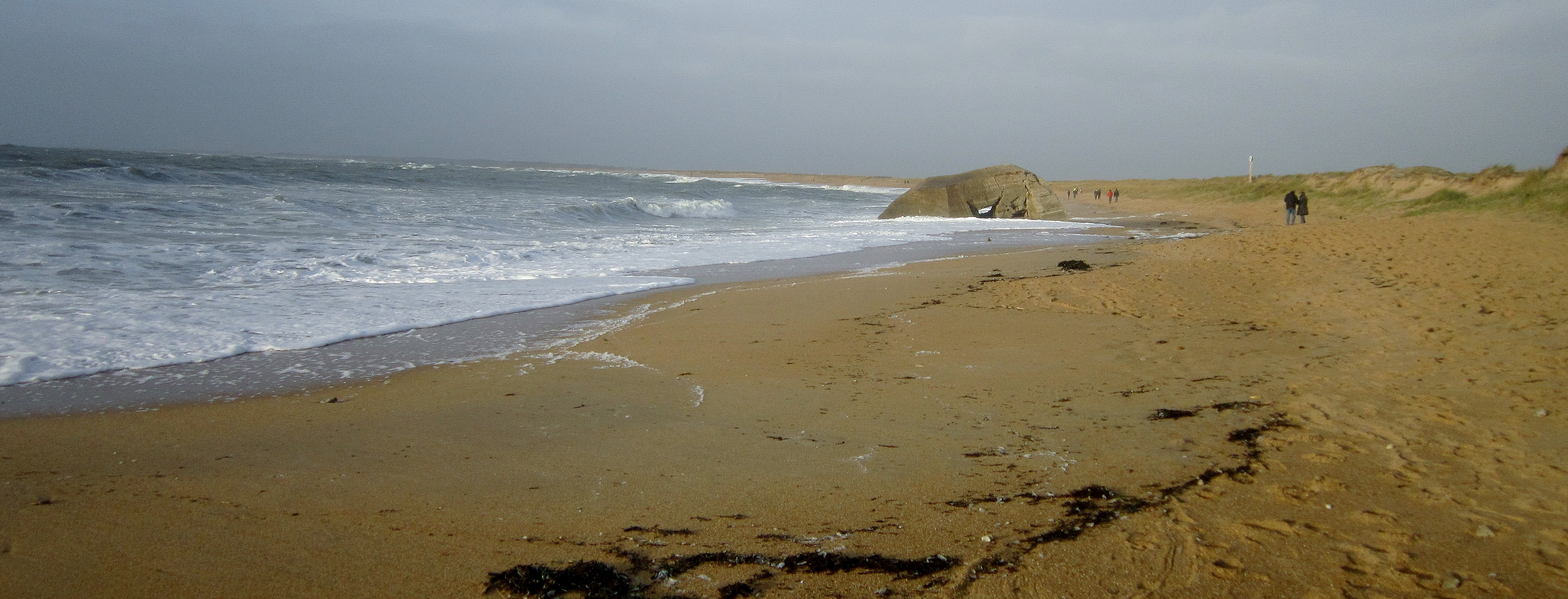
Blockhaus sur la plage de Kerouriec.
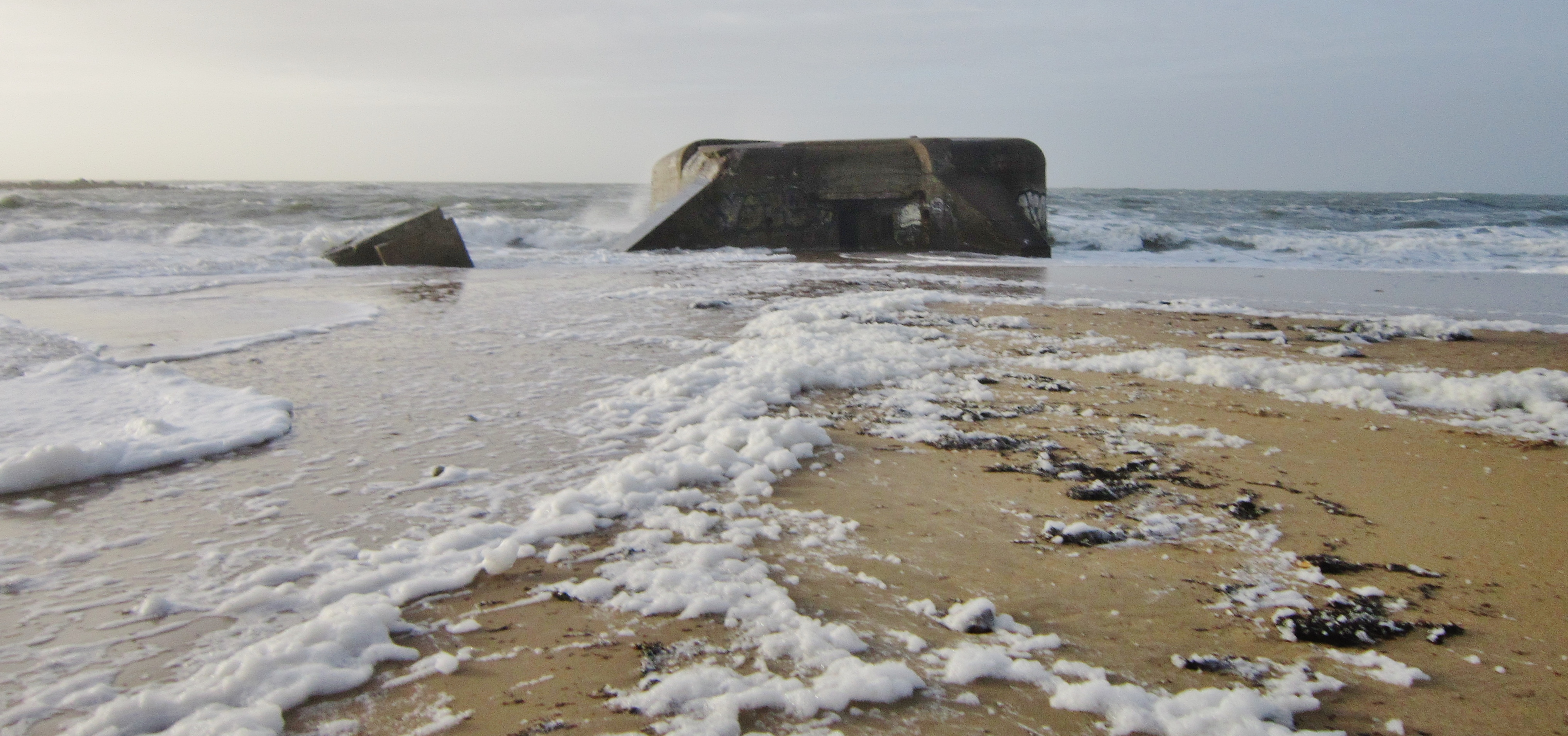
Blockhaus envahi par la mer à marée haute un jour de gros temps (plage de Kerouriec).

Pendant l'occupation une bonne partie du château de Keravéon fut réquisitionné par la kommandantur allemande locale ; le vicomte Roger de Soussay, propriétaire du château, put ainsi recueillir des informations qu'il transmettait discrètement à la Résistance[réf. souhaitée]. Eugène Rollando fut résistant FFI, participant notamment à la libération d'Erdeven.
Le monument aux morts d'Erdeven porte les noms de 6 personnes mortes pour la France pendant la Seconde Guerre mondiale.
Le 18 août 1944 le général Kœnig, commandant en chef des Forces françaises de l'intérieur publie le communiqué suivant : « En Bretagne, pour la première fois, un détachement blindé des Forces Françaises de l'Intérieur a fait son apparition dans la bataille. Ce détachement a occupé Erdeven où 140 Allemands ont été capturés ».
Une plaque commémorative apposée sur le monument aux morts rappelle le décès de 3 soldats de l'armée américaine tués le 8 décembre 1944 près du bunker de Kerminihy lors des combats de la poche de Lorient.

#### L'après Seconde Guerre mondiale
En 1949 la traque d'un homme surnommé "Pierrot-le-Fou", de Loperhet en Erdeven, accusé d'être un assassin et un incendiaire, défraya la chronique, faisant même la "Une" de journaux parisiens.
Deux soldats originaires d'Erdeven (Roger Bertic et Jean Le Rol) sont morts pour la France pendant la guerre d'Algérie.

##### Les polémiques à propos de la plage naturiste
Les naturistes sont tolérés sur la plage de Kerminihy à Erdeven à partir de 1968 ; en 1971 la municipalité concède officiellement la plage aux naturistes, avec accord écrit de la préfecture, ce qui souleva des protestations de la part d'une partie de la population ; des manifestations favorables ou hostiles eurent lieu à maintes reprises, provoquant même des bagarres, y compris à coups de lances d'incendies, des tranchées, des barrages de tracteurs, des épandages de lisier, etc.. et même la démission du Conseil municipal d'Erdeven le 22 août 1973. En janvier 1974 le préfet du Morbihan donna son accord au maire d'Erdeven pour que le naturisme soit interdit dans la commune car « l'évolution des mœurs à Erdeven n'était pas parallèle à ce que l'on constate ailleurs ». Depuis les polémiques se sont calmées, un camp naturiste existe à un kilomètre du bourg (mais sur le territoire de la commune de Belz).

##### Le projet de centrale nucléaire d'Erdeven
En 1974, sous la houlette d'Henri Rolland, alors maire de Belz et conseiller général UDR du canton, les 5 maires du canton (communes de Belz, Étel, Erdeven, Ploemel et Locoal-Mendon) approuvent dans un premier temps le projet de centrale nucléaire à Erdeven sur la plage de Kerouriec, le site faisant même figure de favori parmi les 5 sites de l'Ouest de la France envisagés.
Les opposants au projet, la plupart dans une logique NIMBY, mais associés au CRIN (Comité régional d'information nucléaire) d'Erdeven, organisèrent une "Fête antinucléaire des Dunes" qui rassembla 15 000 personnes au printemps 1975 et réussirent à retourner la position de la majorité des élus locaux, ce qui provoqua l'échec du projet. Des opposants au projet furent élus maires à la suite des élections municipales de 1977, notamment à Étel (Michel Le Corvec) et Belz (Jean Le Formal).

##### L'essor du tourisme et le recul de l'agriculture
En 1962 Erdeven ne comptait encore que 7 résidences secondaires ; leur nombre passe à 33 en 1968, 161 en 1975, 989 en 1990 et atteint 1 894 en 2017, dépassant alors le nombre des résidences principales (1 648). Le nombre des agriculteurs exploitants s'effondre : s'il était encore de 68 en 2007, il n'est plus que de 15 en 2017, le nombre des exploitations agricoles cette année-là n'étant plus que de 5.

### LeXXIesiècle
Le 6 août 2022, la commune est touchée par un incendie ravageant 50 hectares de végétation.

#### L'échouage duTK Bremenet les autres échouages
Le 2 janvier 1999, l'Hakuna Matata, un voilier de 11,80 mètres en acier, abandonné par son équipage en pleine tempête au large de la Galice car il était devenu ingouvernable, s'échoua sur la plage de Kerminihy. Il put être déséchoué et fut ensuite réparé à Étel.
Le 23 janvier 2008, une barge-cible d'entraînement aéronaval de Lorient, s'échoua à Erdeven.
Le 16 décembre 2011, le cargo maltais TK Bremen s'échoue sur la plage de Kerminihy ; l'accident provoqua une pollution locale. Il fut déconstruit sur place.
Le 2 août 2020, un voilier s'échoua à son tour sur la plage de Kerminihy.

## Blasonnement
|  | Les armoiries de Erdeven se blasonnent ainsi : Parti au 1) losangé d’azur et d’or ; au 2) de gueules à la croix d’argent chargé de sept macles du champ ; au chef d’argent à sept mouchetures d’hermine de sable rangées en fasce. (Au un les armes de famille d’Auray, et au deux celles de la famille de Larlan, sr de Kercadio) Conc. B. Frelaut. |

## Politique et administration

### Politique de développement durable
La commune a engagé une politique de développement durable en lançant une démarche d'Agenda 21 en 2009.

## Démographie
L'évolution du nombre d'habitants est connue à travers les recensements de la population effectués dans la commune depuis 1793. Pour les communes de moins de 10 000 habitants, une enquête de recensement portant sur toute la population est réalisée tous les cinq ans, les populations de référence des années intermédiaires étant quant à elles estimées par interpolation ou extrapolation. Pour la commune, le premier recensement exhaustif entrant dans le cadre du nouveau dispositif a été réalisé en 2005.

En 2022, la commune comptait 3 987 habitants, en évolution de +10,35 % par rapport à 2016 (Morbihan : +3,82 %, France hors Mayotte : +2,11 %).
| 1793  | 1800  | 1806  | 1821  | 1831  | 1836  | 1841  | 1846  | 1851  |
| ----- | ----- | ----- | ----- | ----- | ----- | ----- | ----- | ----- |
| 1 694 | 1 534 | 1 951 | 2 453 | 2 651 | 2 963 | 3 002 | 3 048 | 2 166 |

| 1856  | 1861  | 1866  | 1872  | 1876  | 1881  | 1886  | 1891  | 1896  |
| ----- | ----- | ----- | ----- | ----- | ----- | ----- | ----- | ----- |
| 2 190 | 2 109 | 2 025 | 2 160 | 2 262 | 2 264 | 2 329 | 2 343 | 2 293 |

| 1901  | 1906  | 1911  | 1921  | 1926  | 1931  | 1936  | 1946  | 1954  |
| ----- | ----- | ----- | ----- | ----- | ----- | ----- | ----- | ----- |
| 2 208 | 2 195 | 2 150 | 2 013 | 2 047 | 1 947 | 1 863 | 1 821 | 1 736 |

| 1962  | 1968  | 1975  | 1982  | 1990  | 1999  | 2005  | 2006  | 2010  |
| ----- | ----- | ----- | ----- | ----- | ----- | ----- | ----- | ----- |
| 1 864 | 1 910 | 1 986 | 2 145 | 2 352 | 2 523 | 3 063 | 3 146 | 3 489 |

| 2015  | 2020  | 2022  | - | - | - | - | - | - |
| ----- | ----- | ----- | - | - | - | - | - | - |
| 3 583 | 3 958 | 3 987 | - | - | - | - | - | - |

## Culture locale et patrimoine

### Lieux et monuments

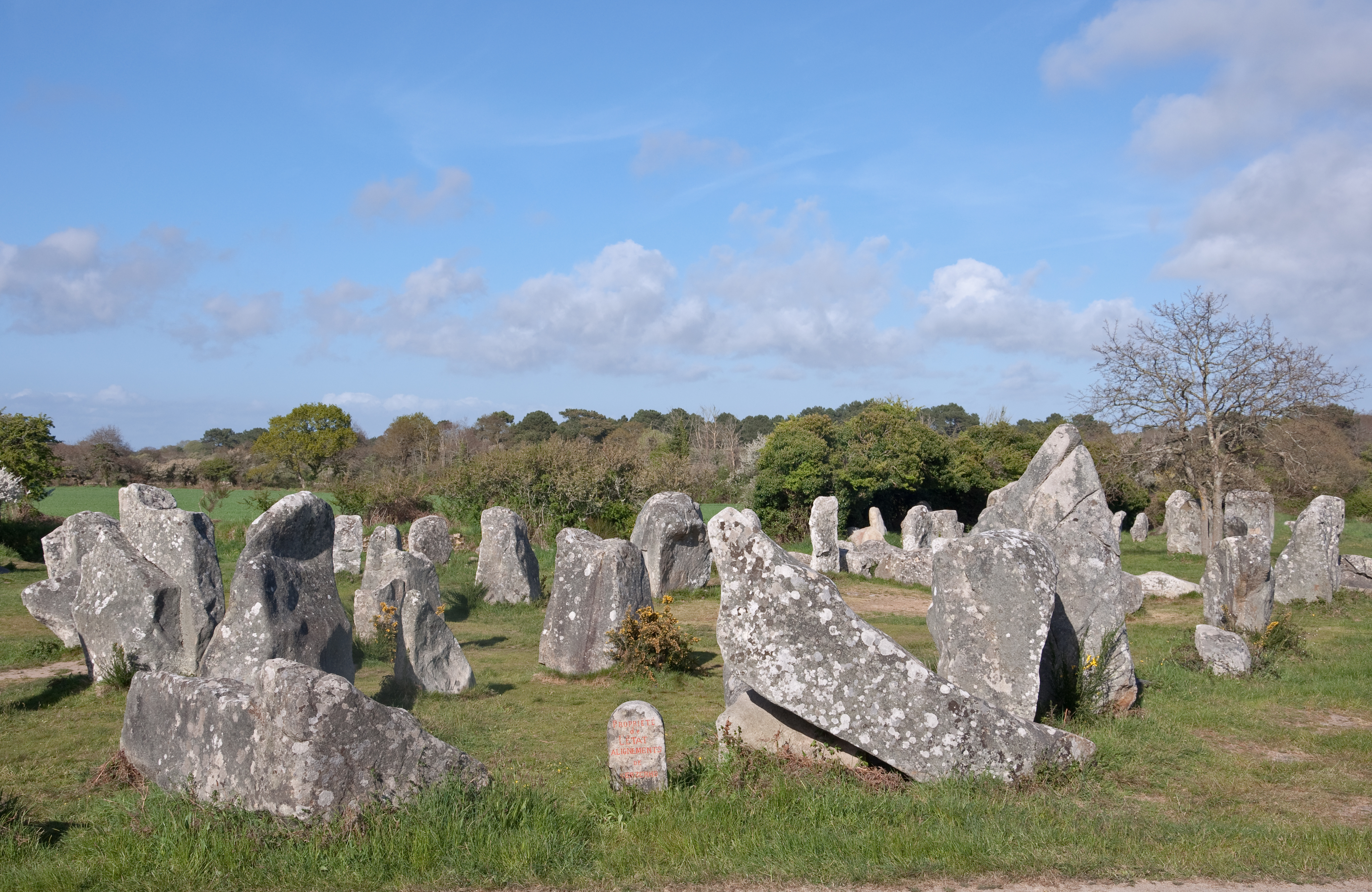
L'alignement de Kerzérho.

#### Mégalithes
Les principaux mégalithes de la commune :
- Alignements de Kerzérho, constitués de 10 rangées formés en tout de 165 menhirs dressés.
- Alignement de la Table du sacrifice (un alignement de 23 grands menhirs, dits aussi "Géants de Kerzérho", certains couchés, situé au nord du précédent. L'expression "Table du sacrifice" pour désigner l'un d'entre eux est due à une légende : les druides auraient sacrifié sur ce menhir couché, ayant l'aspect d'une table, de jeunes enfants pou récupérer leur sang, ce qui est faux bien entendu.

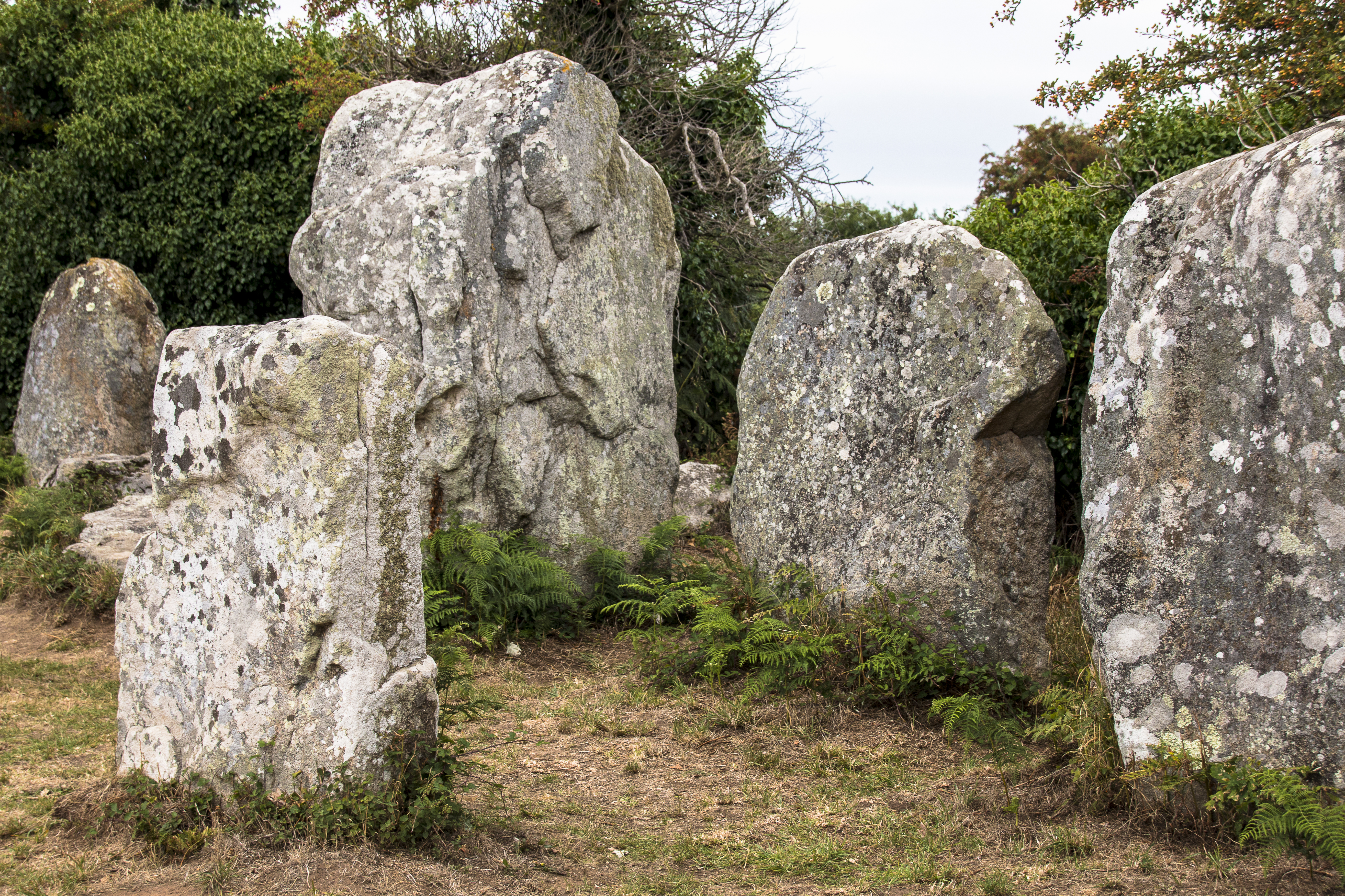
Quelques menhirs de l'alignement de Kerzérho.
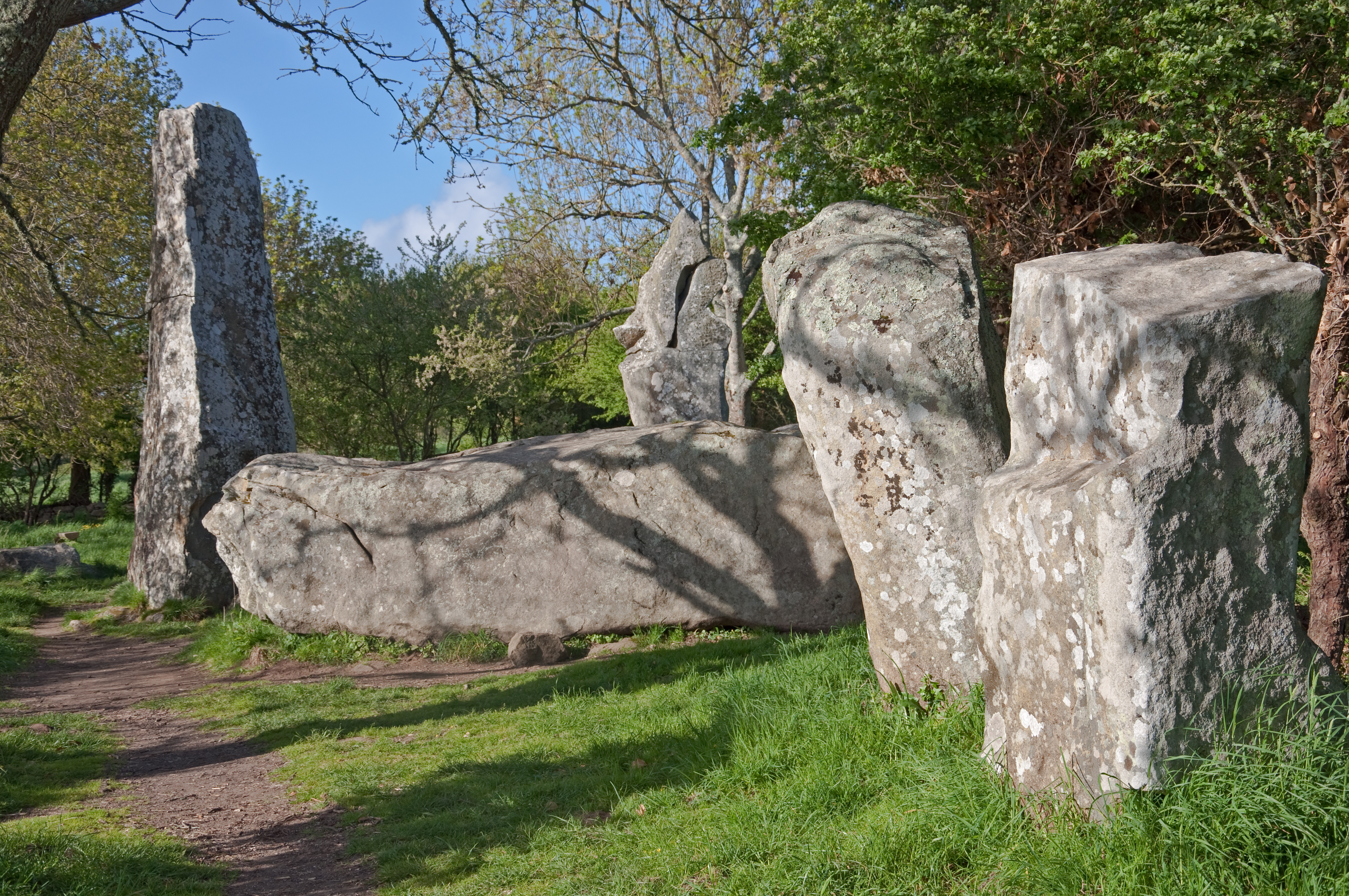
Les "géants" de Kerzérho et la "Table du sacrifice".

- Alignement de la Chaise de César (dit aussi de Coët er Beï), dénommé ainsi car l'un des menhirs a une forme de chaise, même si César ne s'y est très probablement jamais assis[107].
- Alignements de Kerjean, formés de menhirs découverts au début du XXIe siècle dans un champ défriché par des bénévoles.
- Alignements de Belanno (juste au sud des alignements de Kerzérho).
- Alignements de Kerbernès[108].
- Alignement de Mer er Morh (dits aussi de Kerascoët) : 8 menhirs, dont deux seulement sont encore debout.
- Dolmen de Mané-Groh (ou Mané-Croch), un dolmen à couloir formant allée couverte.
- Dolmens de Mané-Bras (ou Lann-Mané-Bras), un ensemble de trois dolmens.
- Dolmen de Kerangré.
- Dolmen de Ty-er-Mané.
- Menhir de Lann Menhir (dit aussi Menhir de Mein Glaz).
- Menhir de Men Plat (menhir couché).
- Tumulus de Run-er-Sinzen.

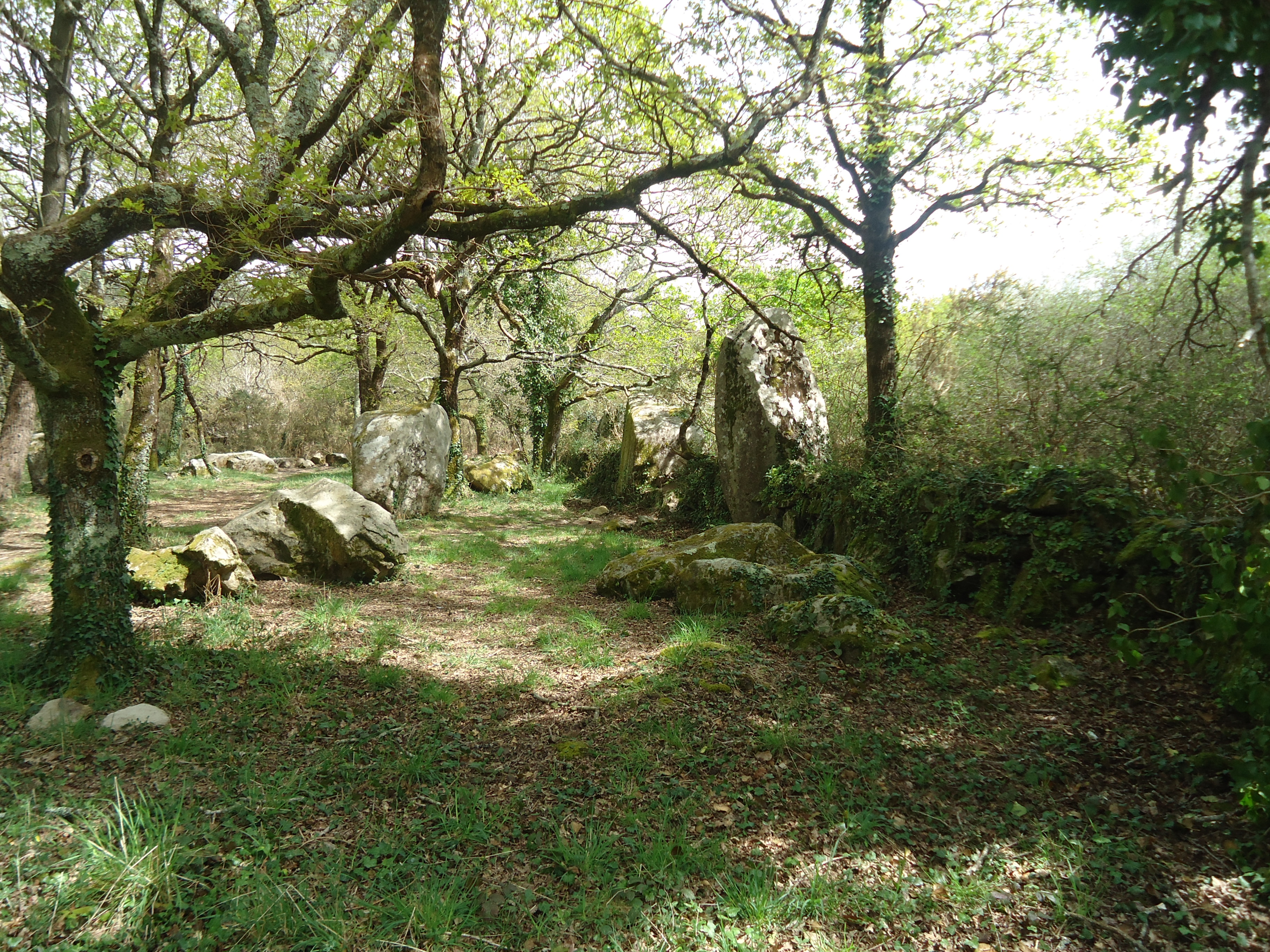
Les alignements de Kerjean.
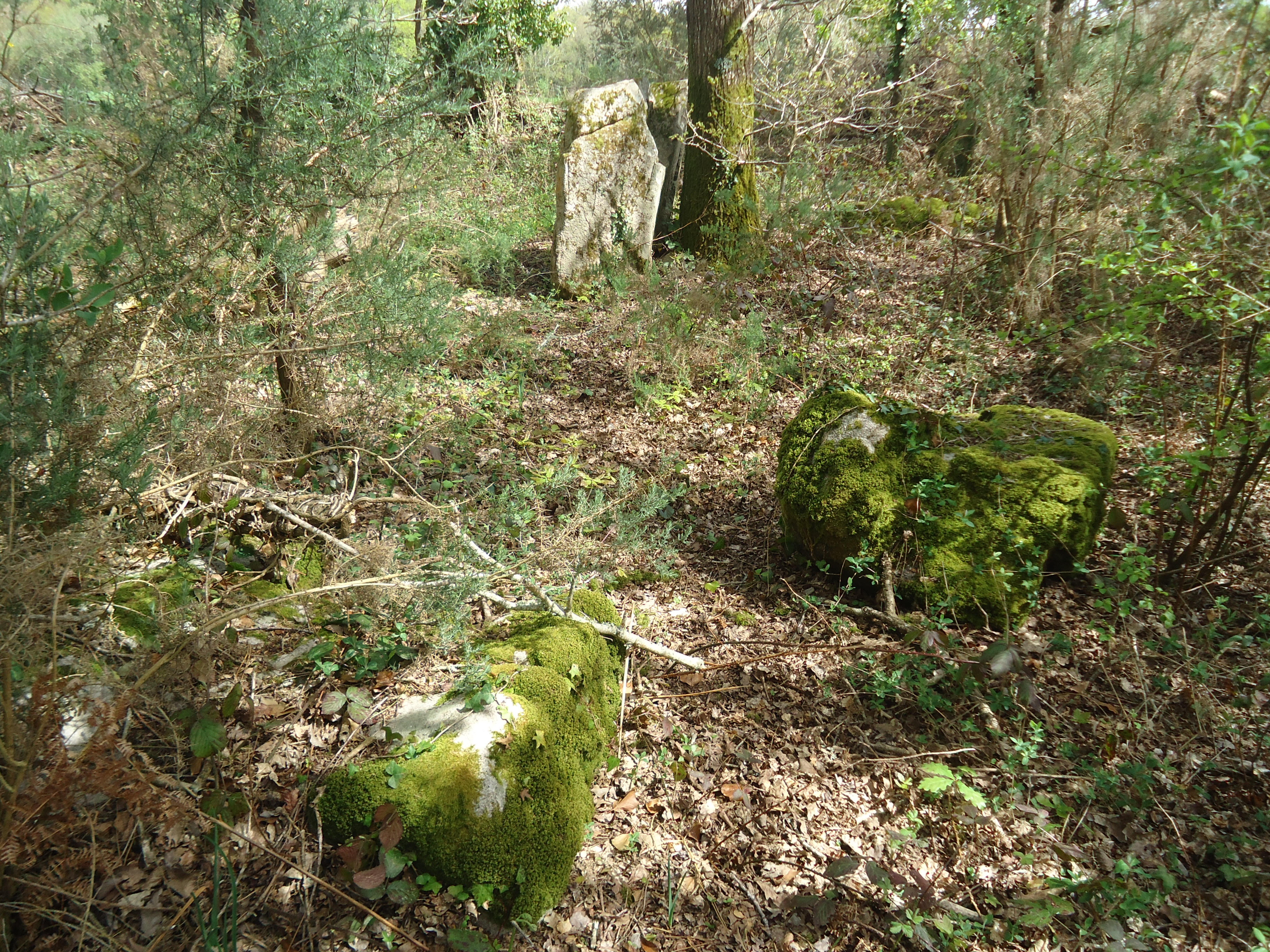
Les alignements de Belanno.
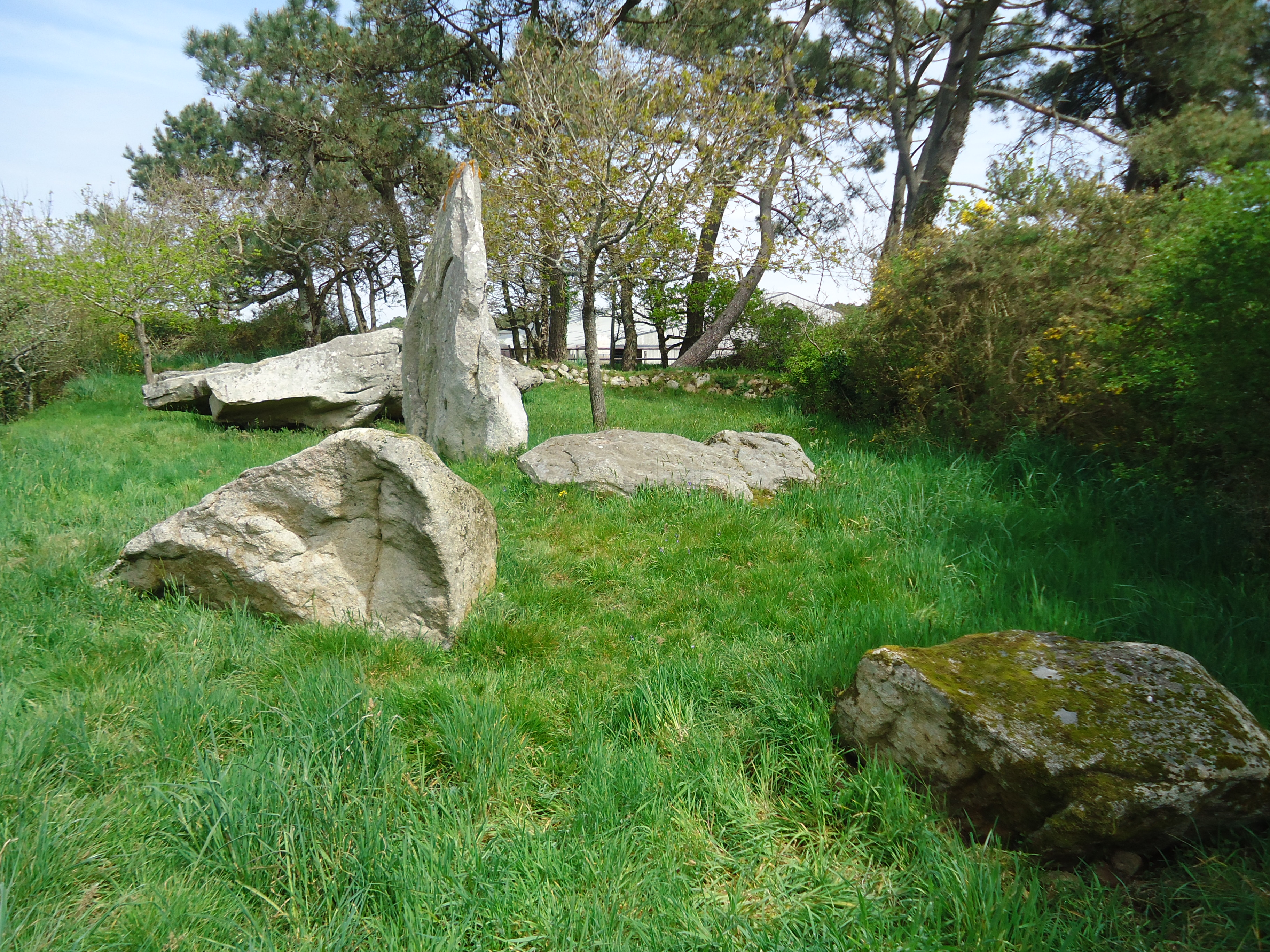
L'alignement de Mer er Morh.
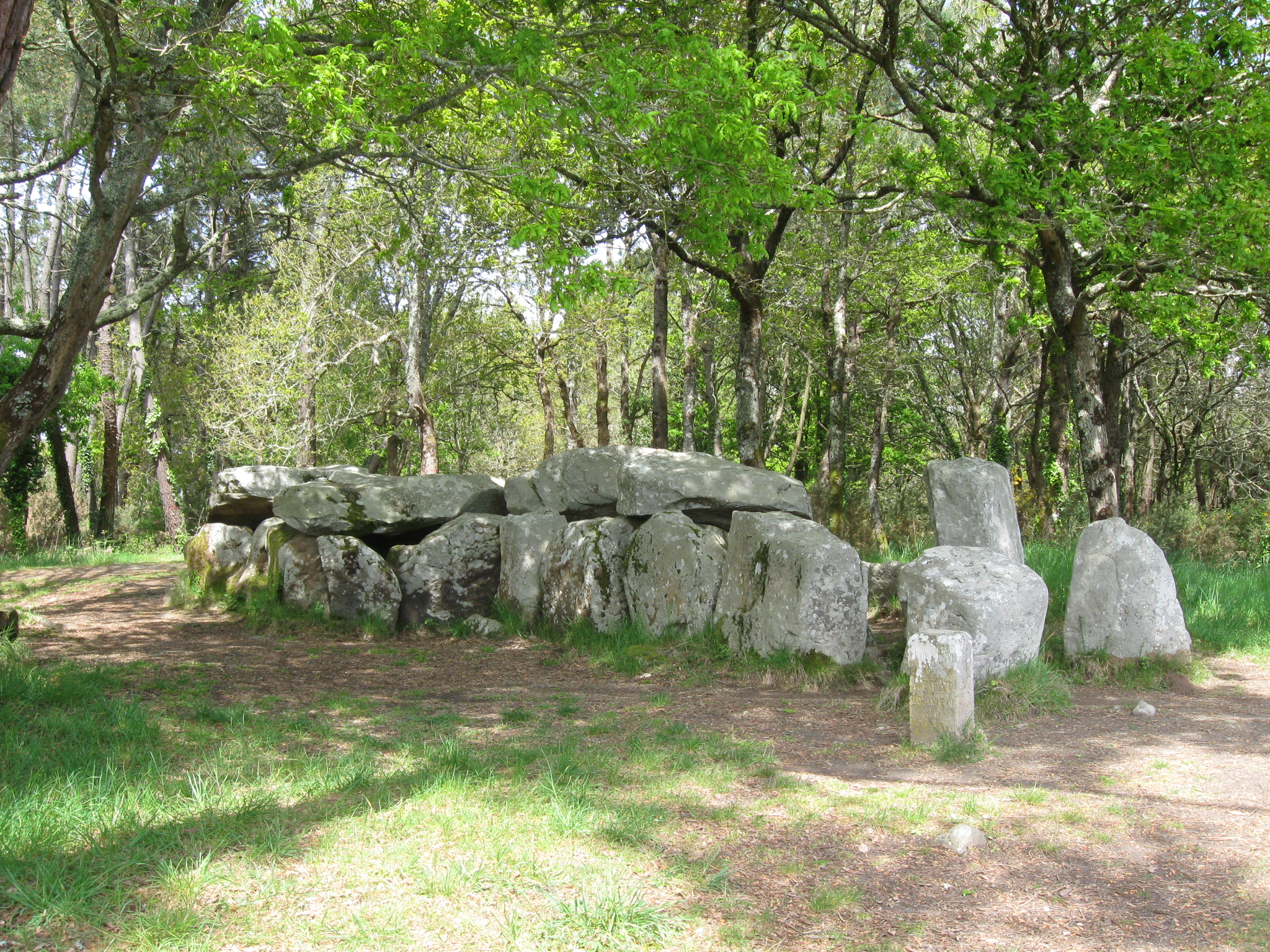
Le dolmen de Mané-Groh.
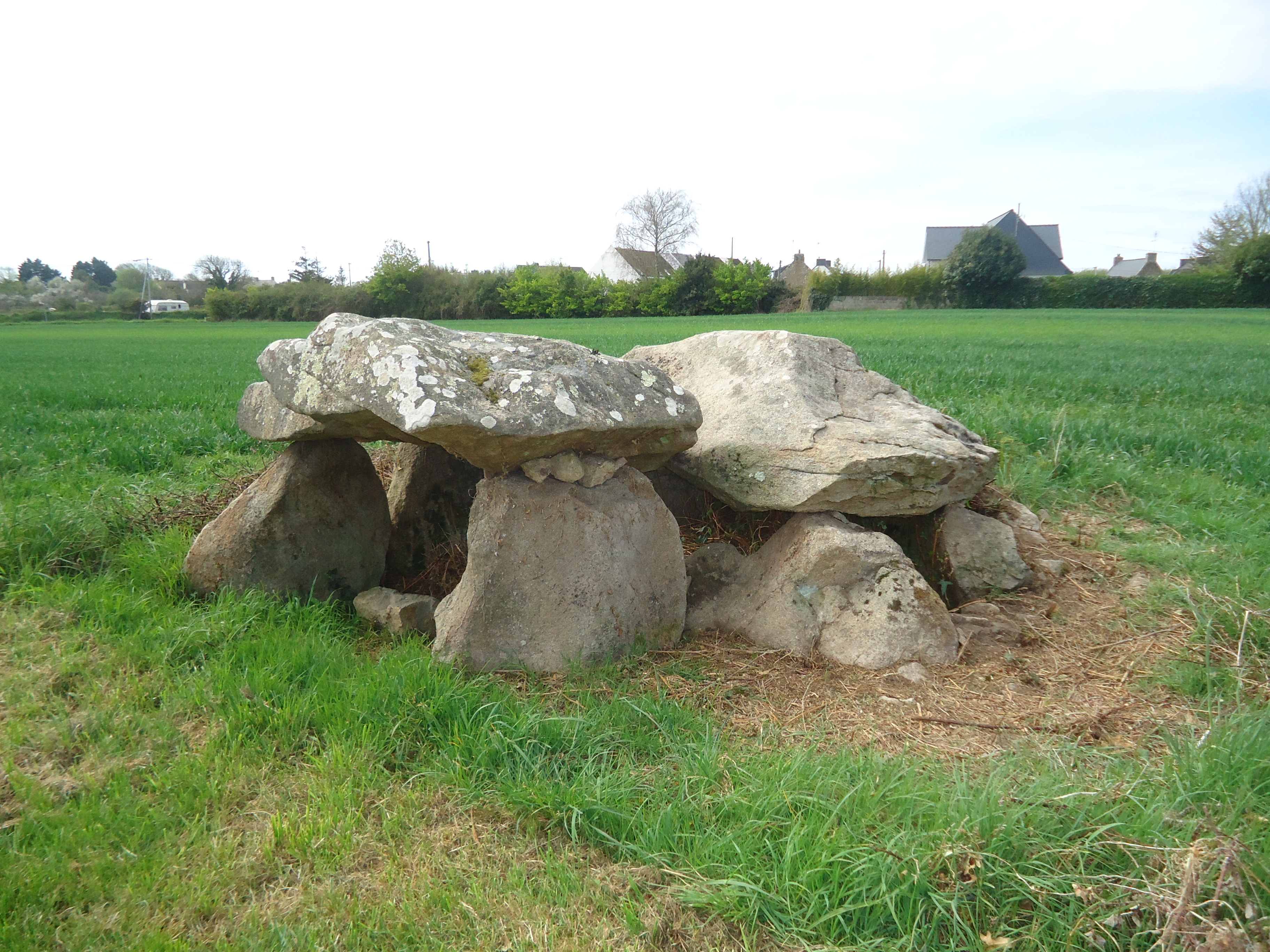
Le dolmen à couloir de Kerangré.
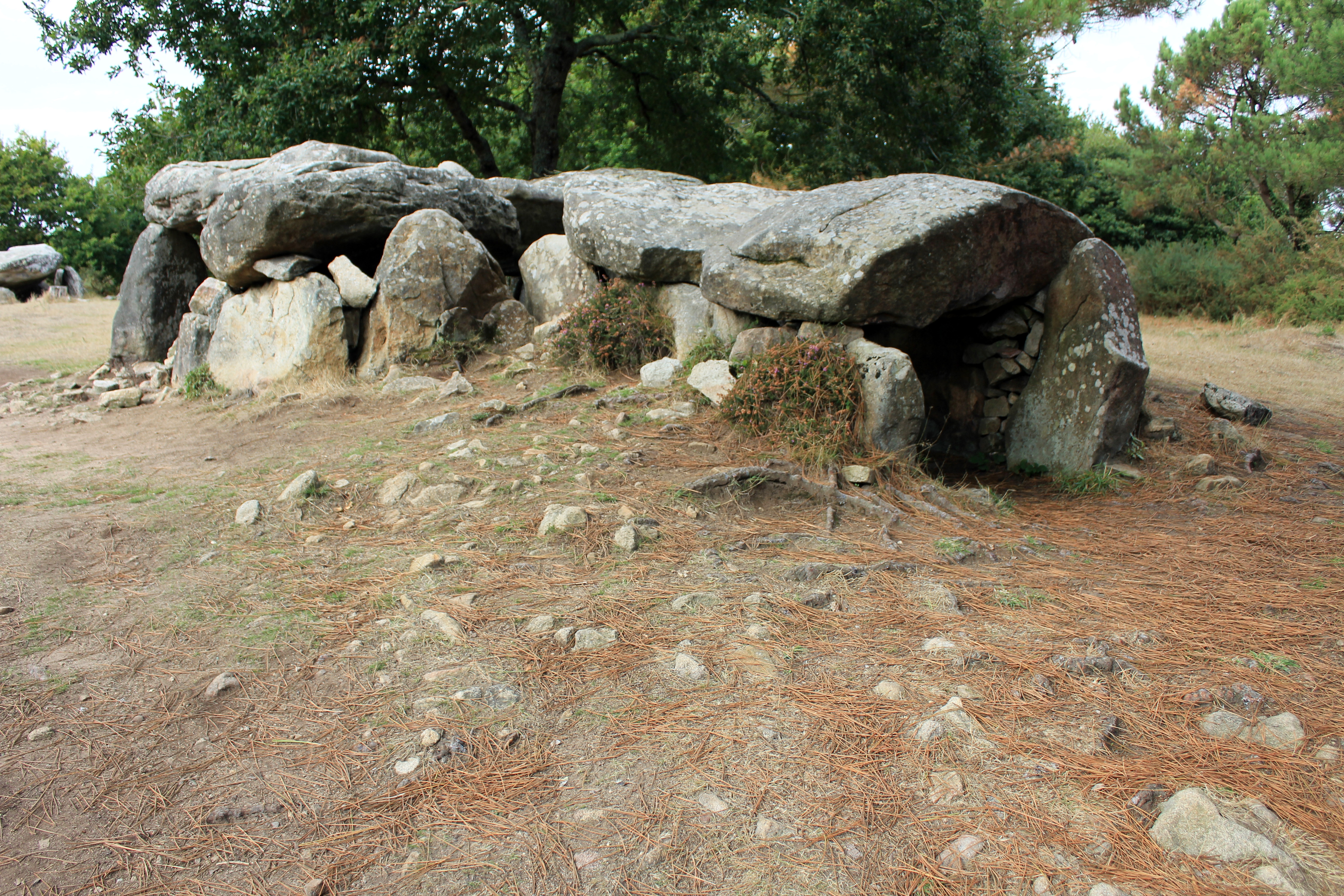
L'un des dolmens de Lann-Mané-Bras.
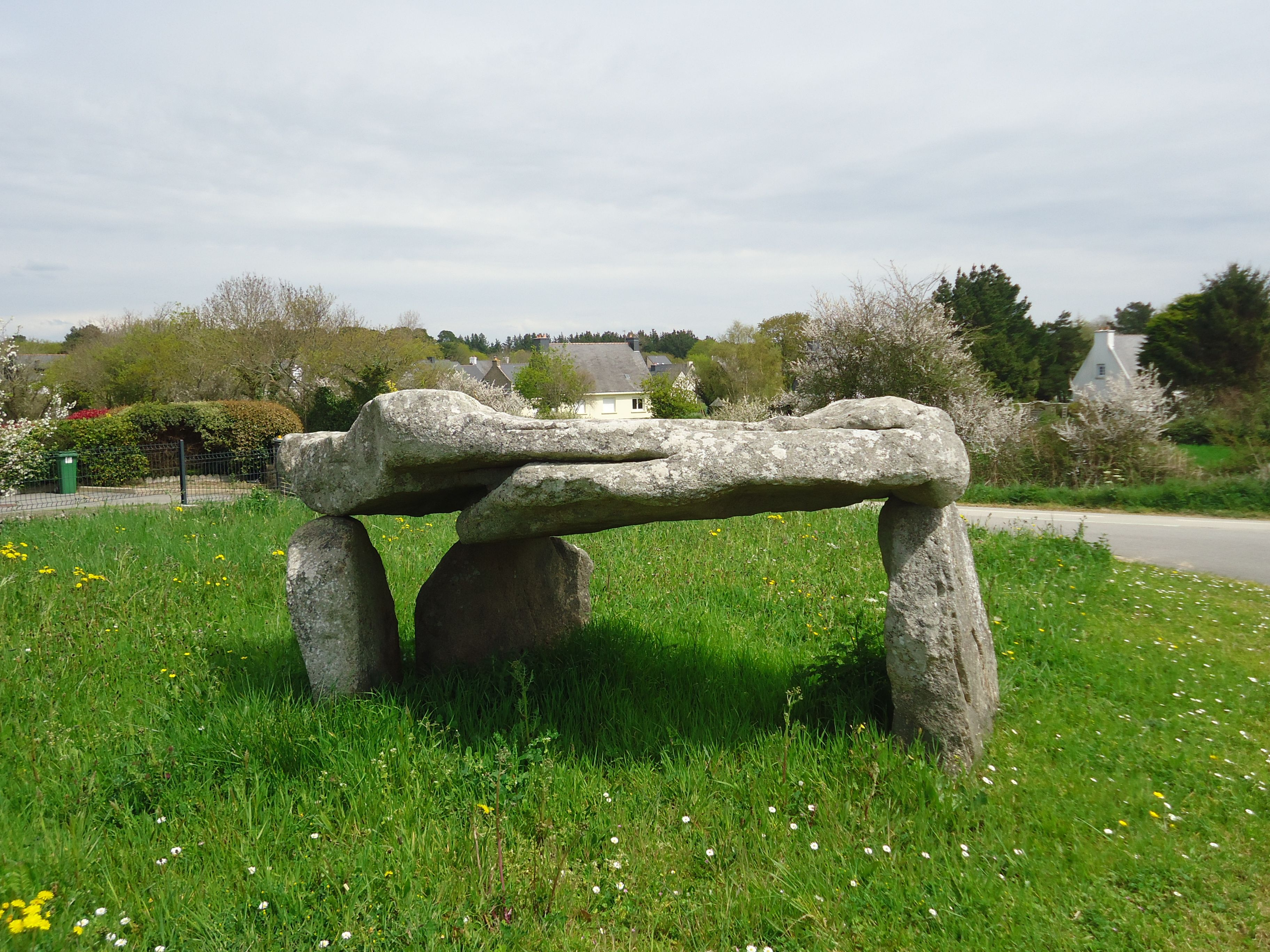
Le dolmen de Ty-er-Mané.
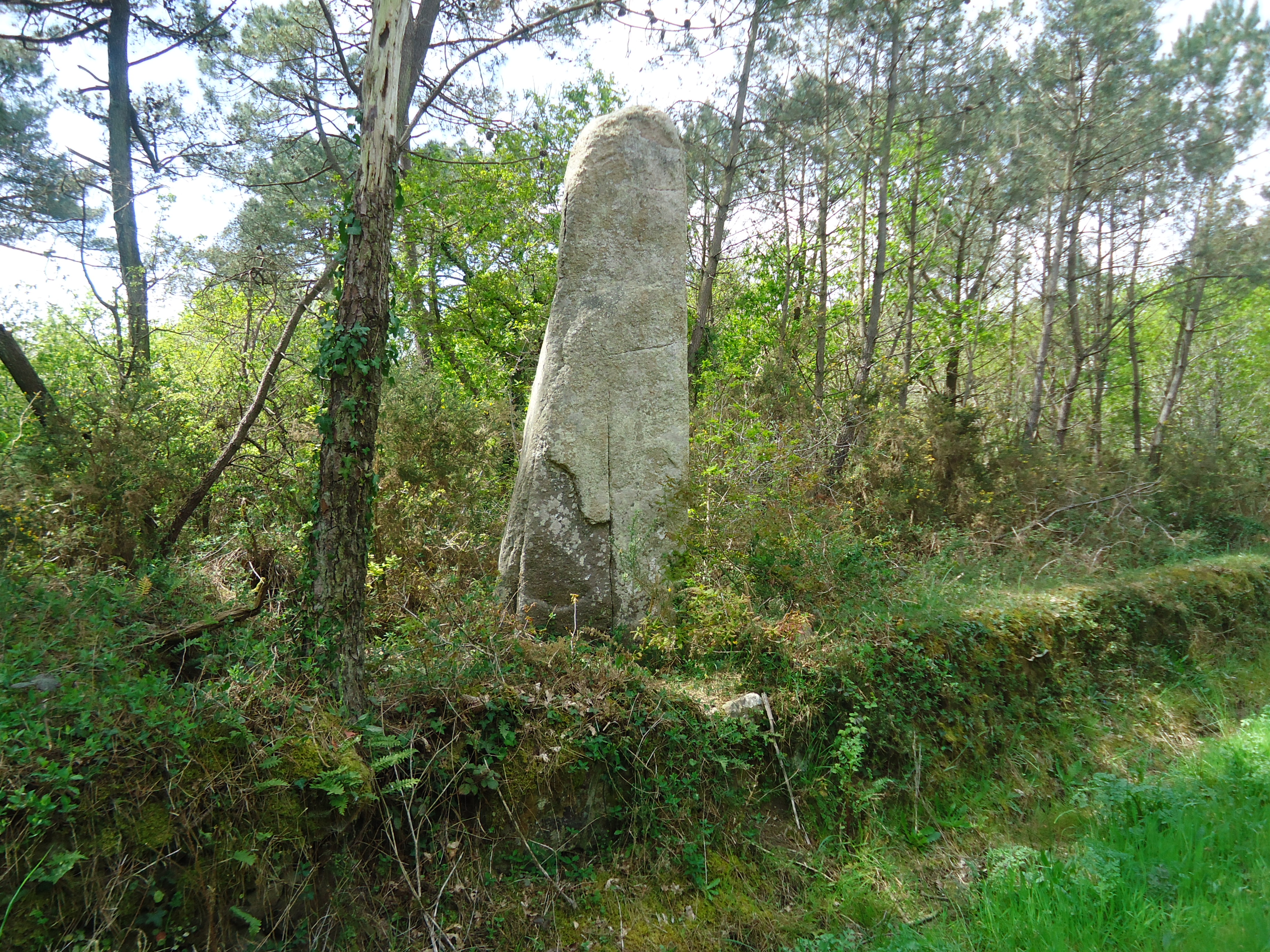
Le menhir de Lann Menhir.
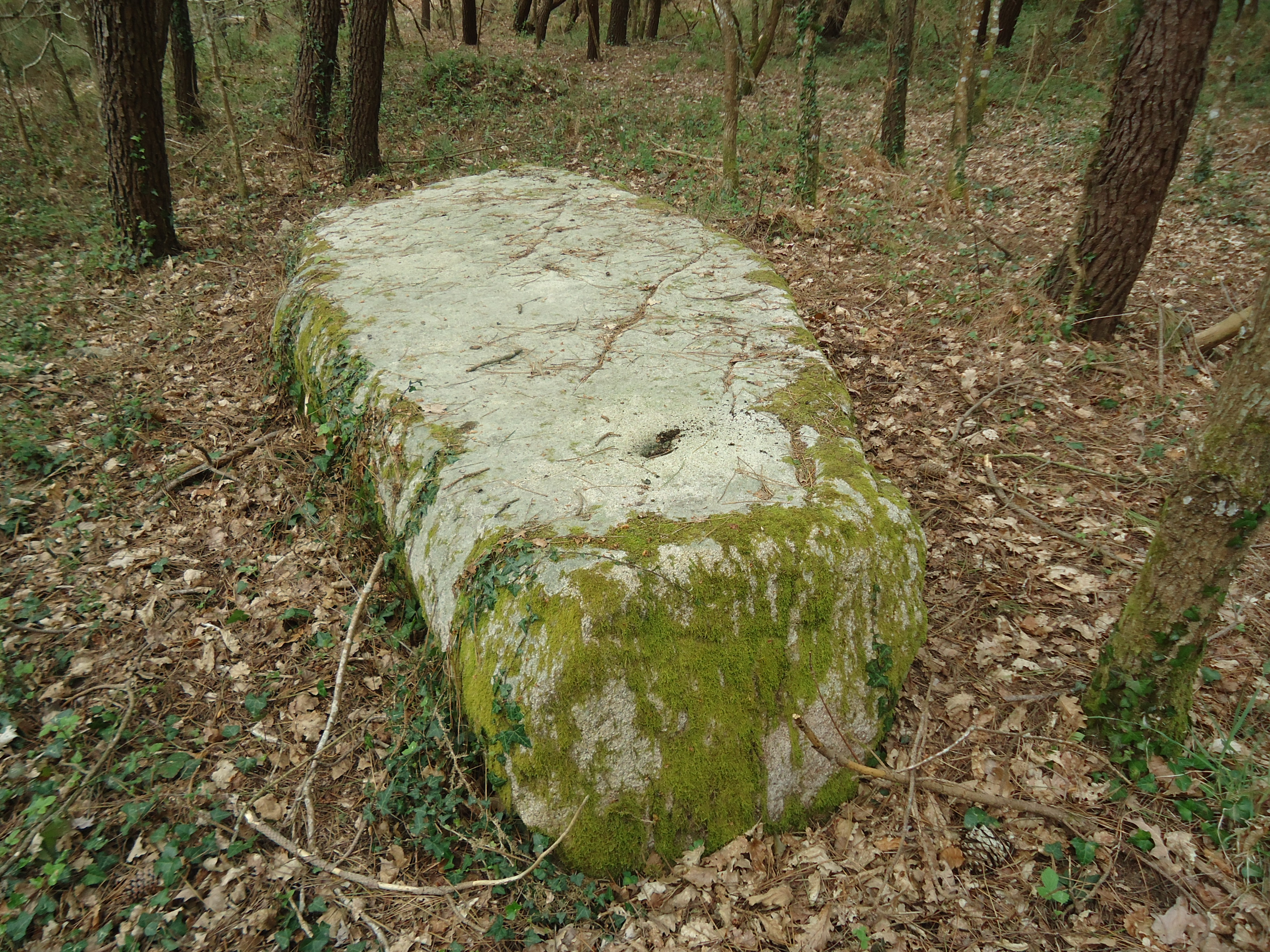
Le menhir couché de Men Plat.
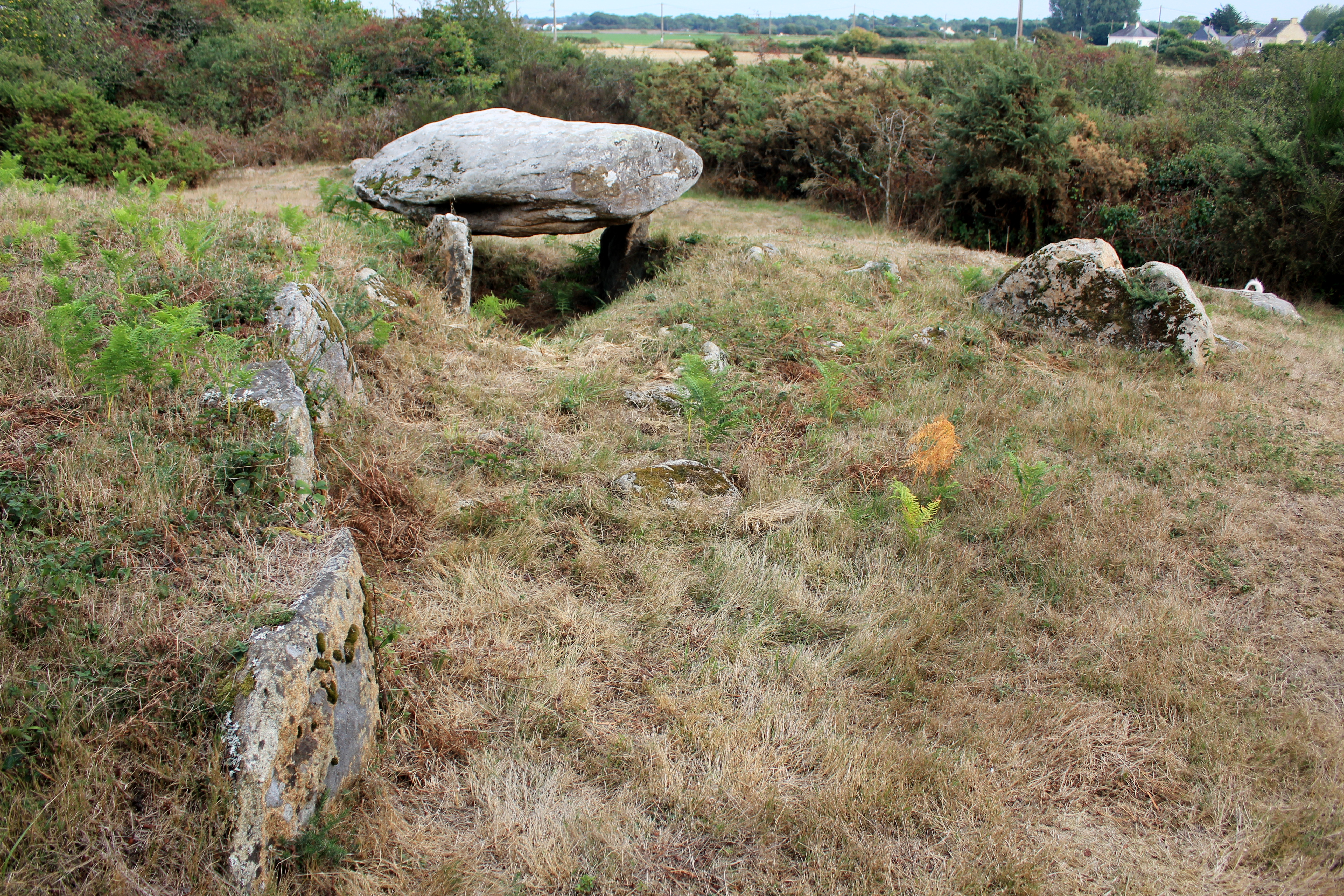
Le tumulus de Run-er-Sinzen.

#### Monuments religieux
- L'église Saint-Pierre-et-Saint-Paul. Cette église, qui reconnaissait les seigneurs de Keravéon pour fondateurs de la paroisse, a été entièrement reconstruite au XVIIIe siècle ; son clocher, tout en granite, date de 1755 ; l'église a été agrandie en 1832 par l'ajout de bas-côtés de part et d'autre de la nef[109].

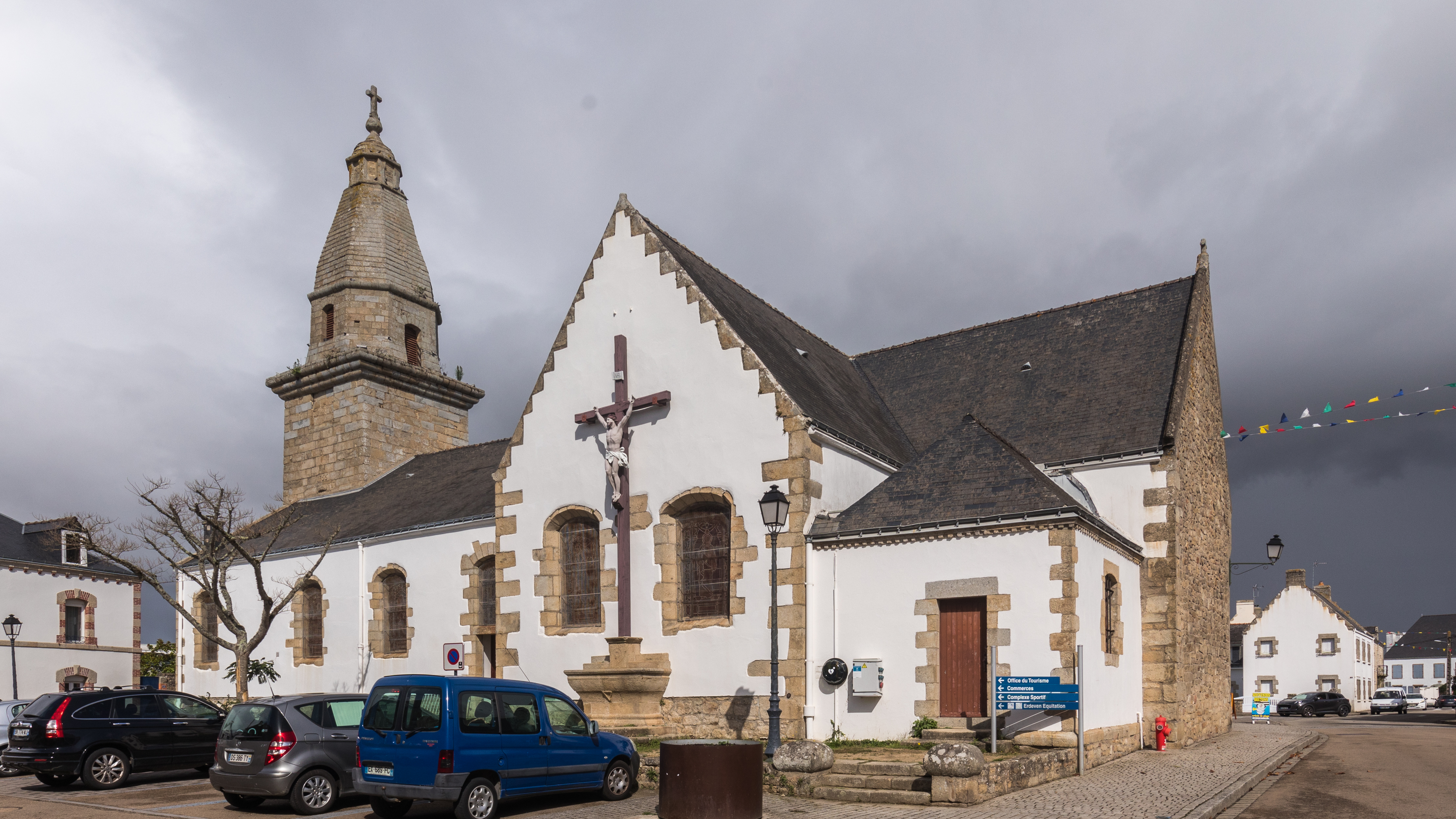
L'église paroissiale Saint-Pierre-et-Saint-Paul d'Erdeven

- La chapelle de la Vraie-Croix (XVIe siècle) ou chapelle de la Congrégation appelée également en breton chapelle de Langroës (XIXe siècle), édifiée au bourg d'Erdeven et mentionnée en 1930.

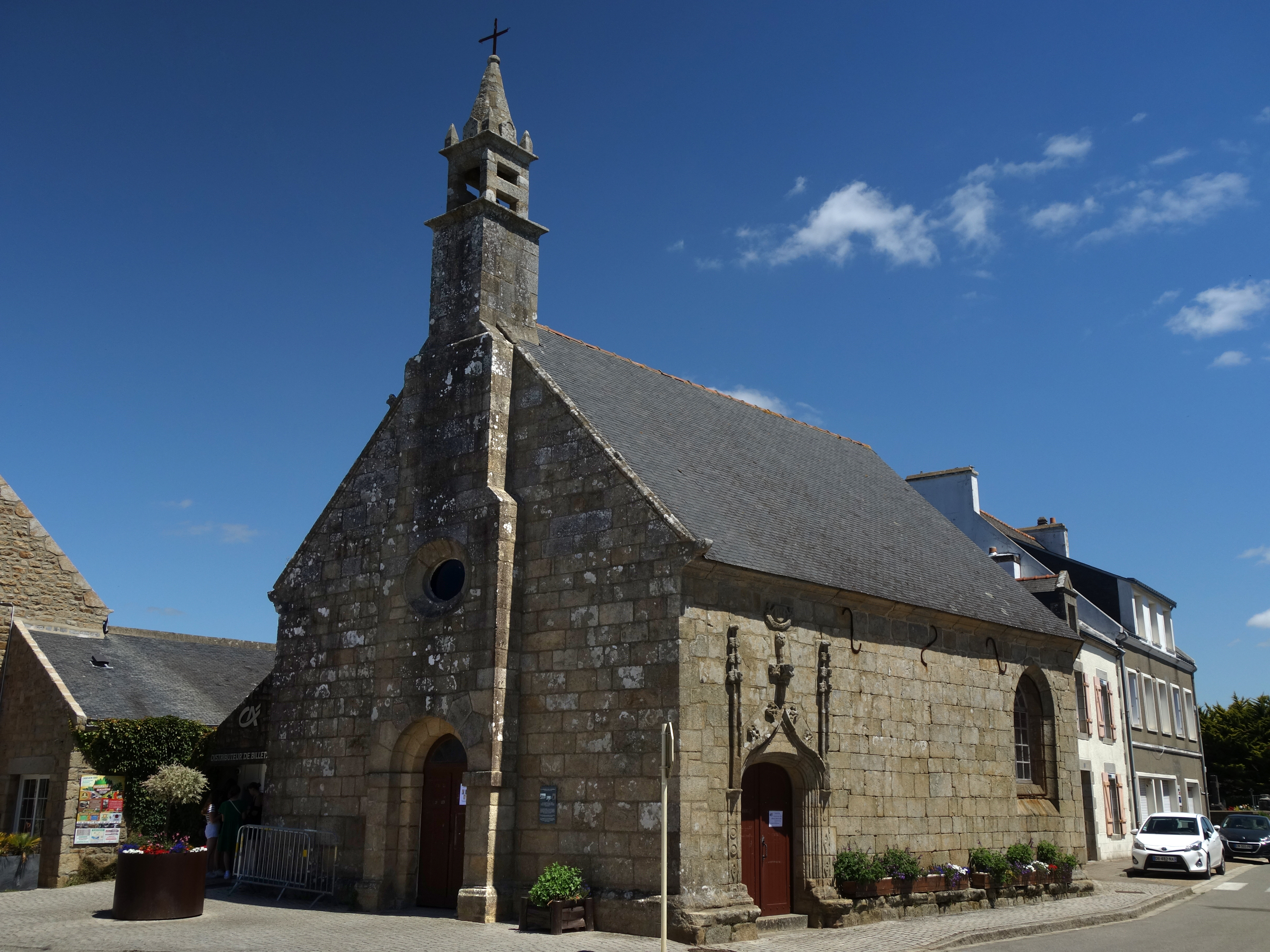
La chapelle de Langroës en 2022
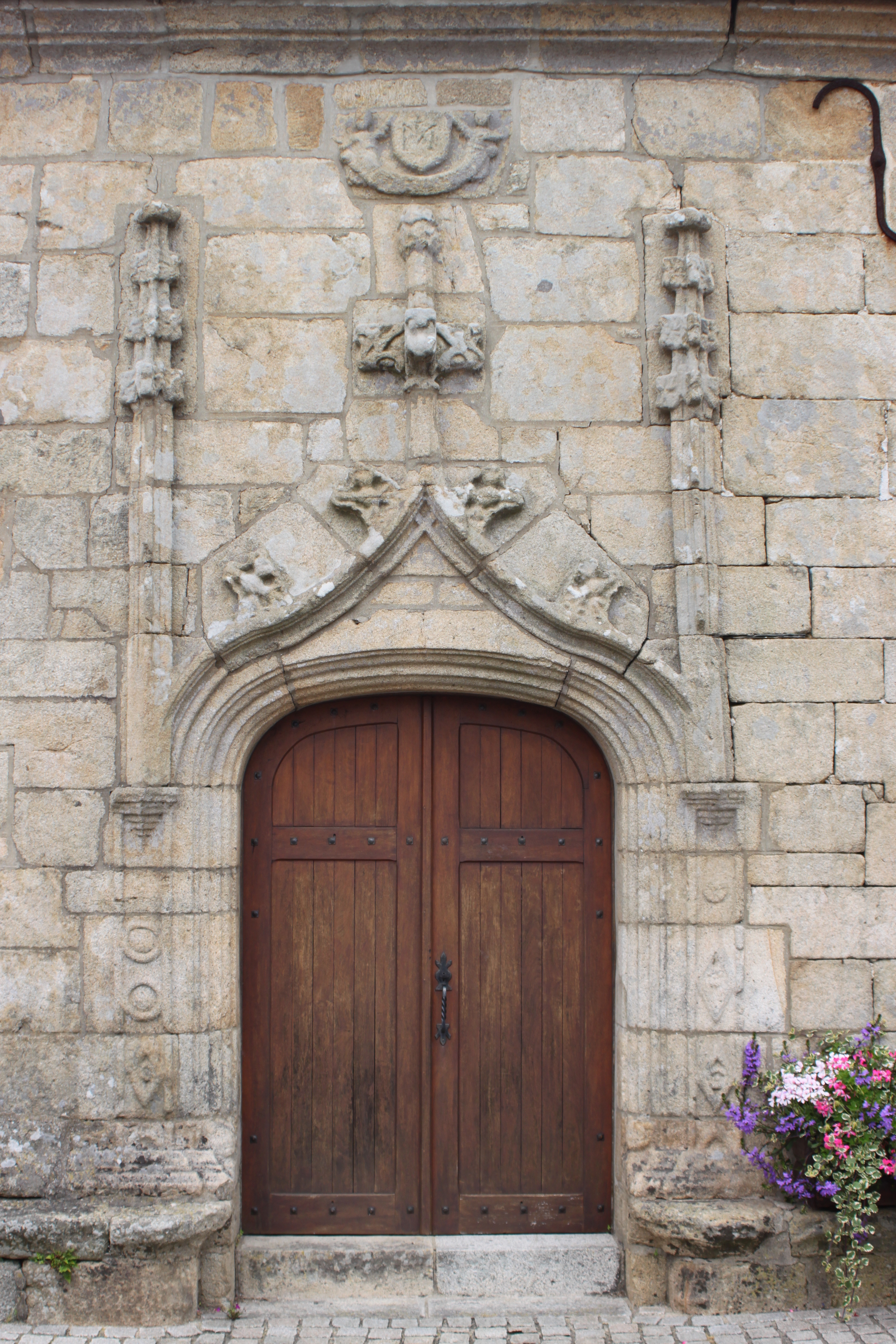
La chapelle de Langroës [Langroas] : portail sud

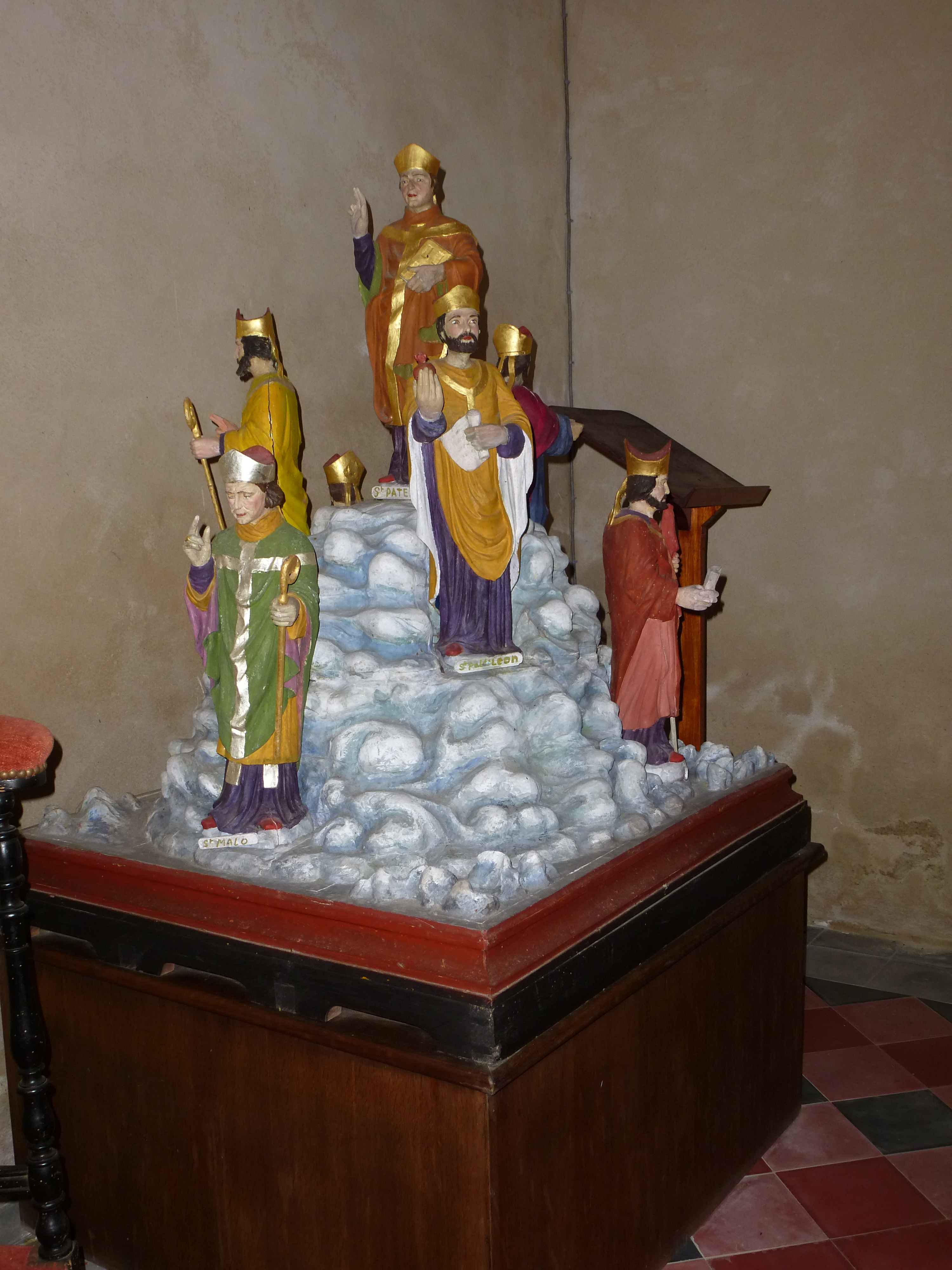
Le groupe statuaire des Sept Saints, qui date de 1905.

- La chapelle des Sept-Saints, dont on ne connaît pas l'origine, mais en ruine au XIXe siècle, elle est restaurée en 1899. « Oubliée en 1978 lors de l'abandon de la chapelle (...), le pardon a repris timidement en 1995, tandis que les travaux de restauration débutaient dans la chapelle ruinée »[110] grâce à une association qui prit en charge sa restauration. Elle possède une charpente apparente en plein cintre. Au fronton une plaque sur laquelle est inscrit : Er seih sant a vreiz izel. Une statuaire, groupe processionnel des Sept Saints fondateurs des évêchés bretons, debout sur une montagne de nuages, datant de 1905. C'est un bois polychrome qui fut restauré en 2002. Cette statue était promenée le jour du pardon du dernier dimanche d'août, les sept saints étant : Brieuc, Corentin, Malo, Patern, Samson et Tugdual. Alain Plesse y a également restauré 16 statues en terre cuite et bois ronde bosse polychrome.

Une légende des Sept Saints propre à Erdeven existe ; elle ne correspond pas du tout à la réalité historique :

« On raconte qu'une maman mit au monde des septuplés. Effrayée par la charge que représentait pour son foyer une si abondante progéniture, elle commande à sa servante de noyer six d'entre eux. (...) Mis au courant, le père tança sévèrement sa femme et tous deux redoublèrent d'ardeur pour nourrir la maisonnée. Les sept frères apprirent à servir Dieu et devinrent d'illustres évêques. »

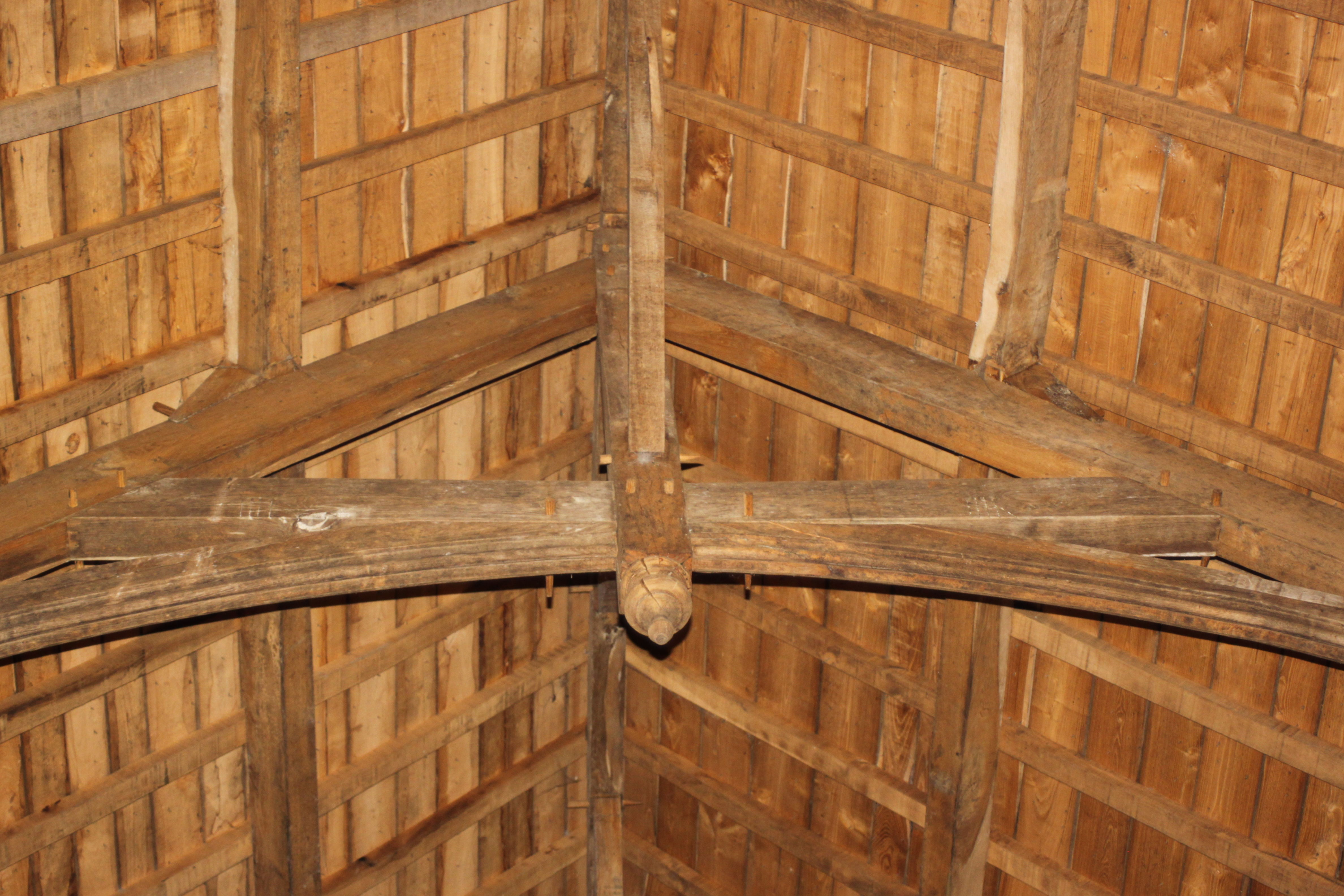
La charpente de la chapelle des Sept-Saints à Erdeven.
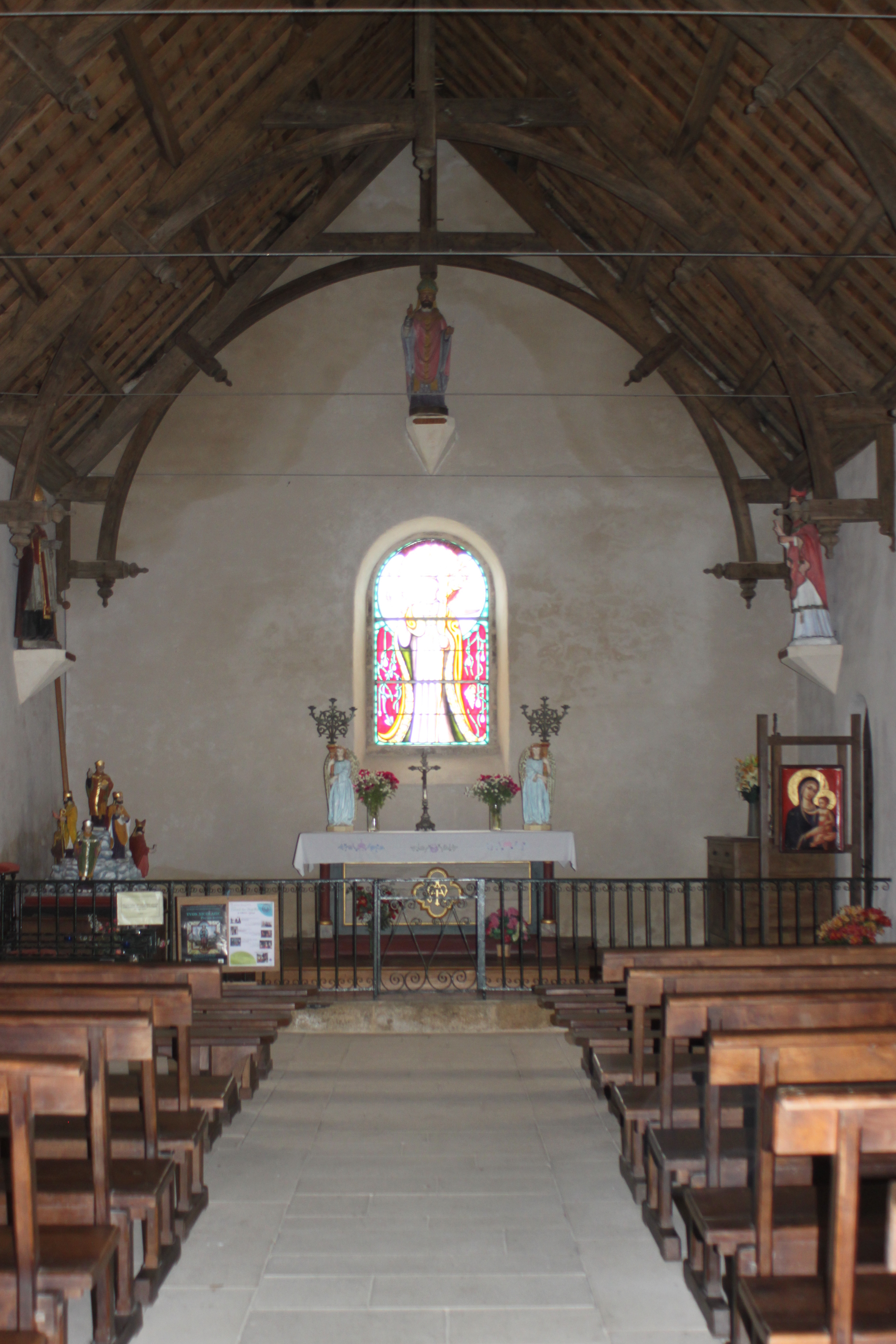
La chapelle des Sept-Saints : vue intérieure.
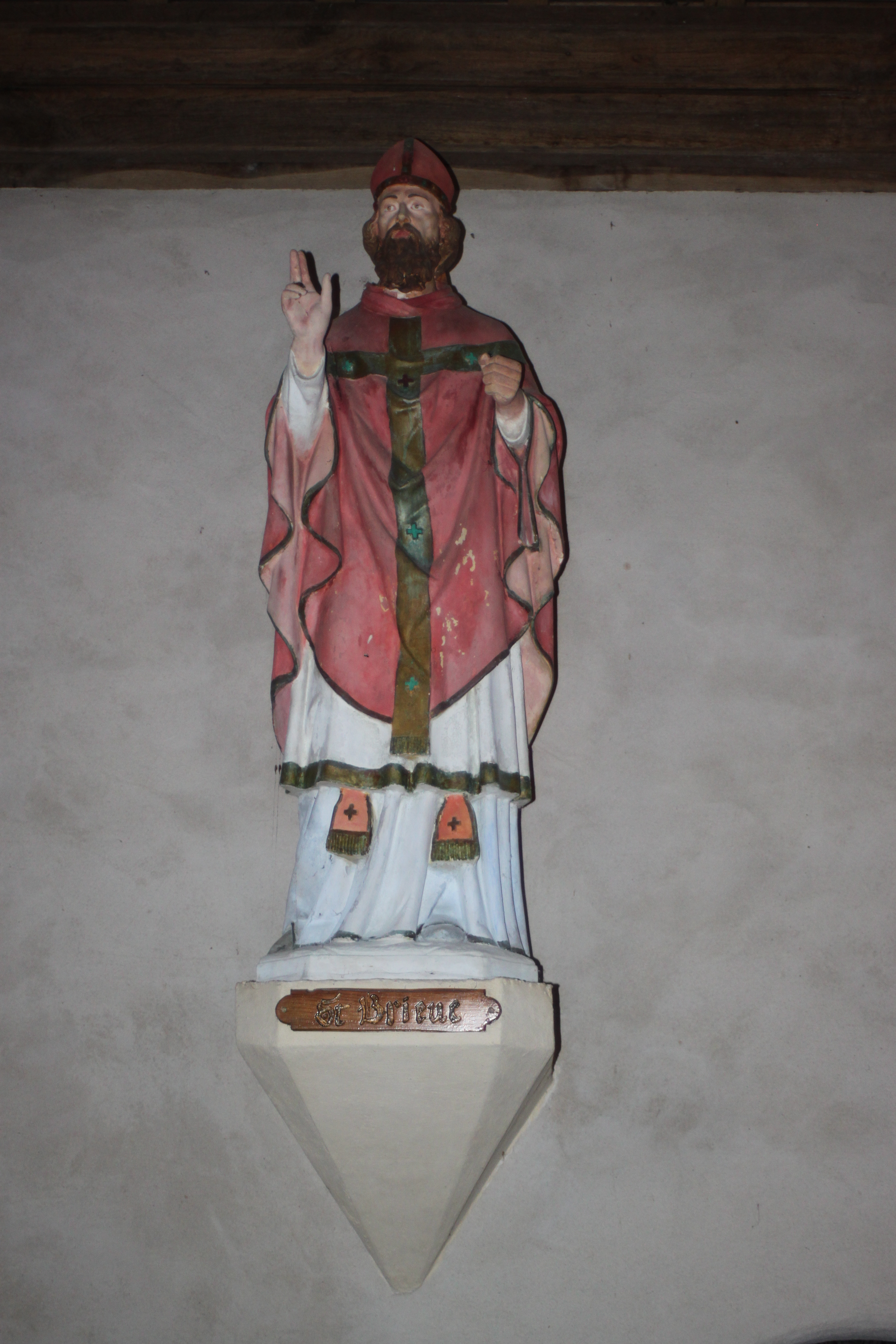
Statue de saint Brieuc.
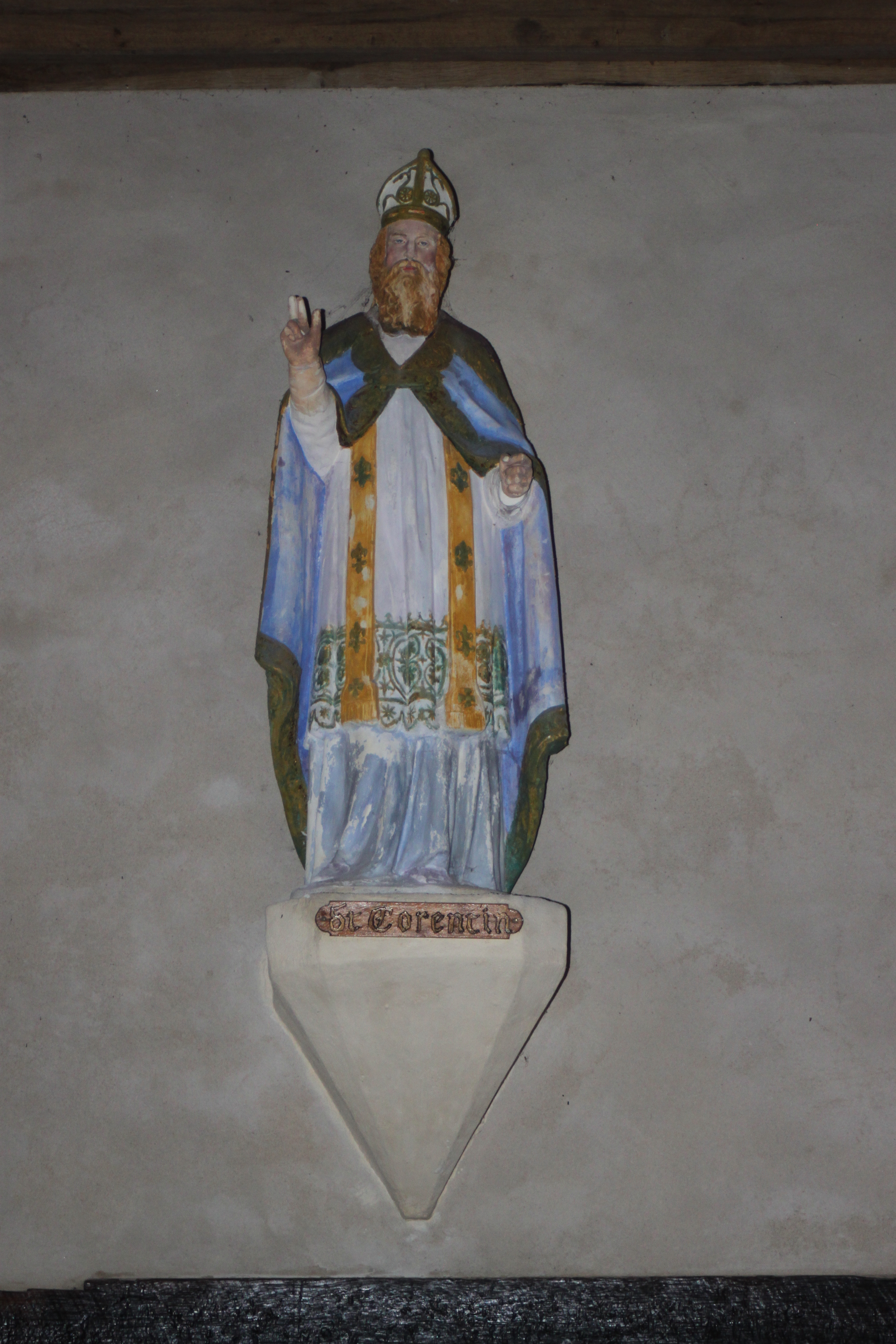
Statue de saint Corentin.
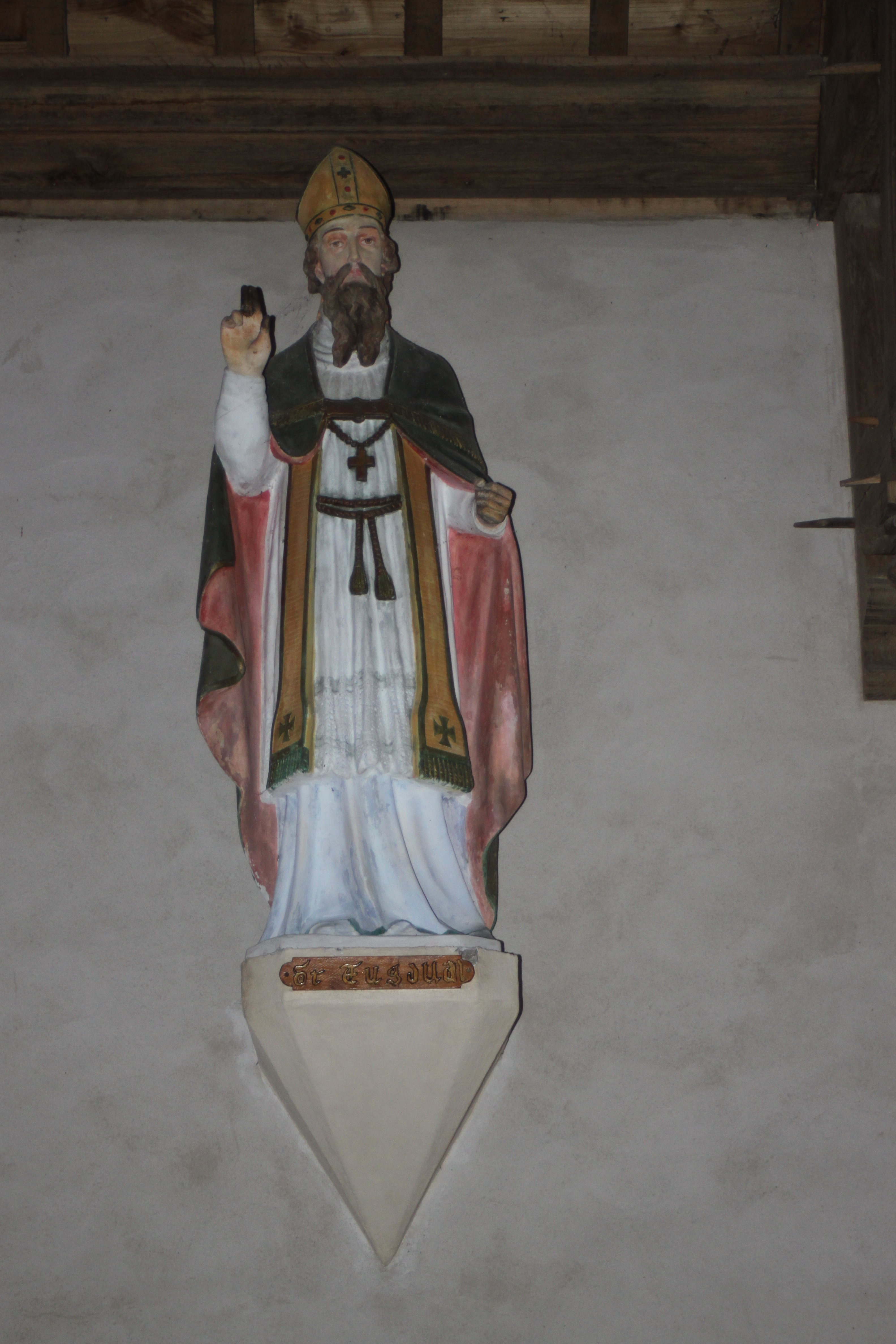
Statue de saint Tugdual.
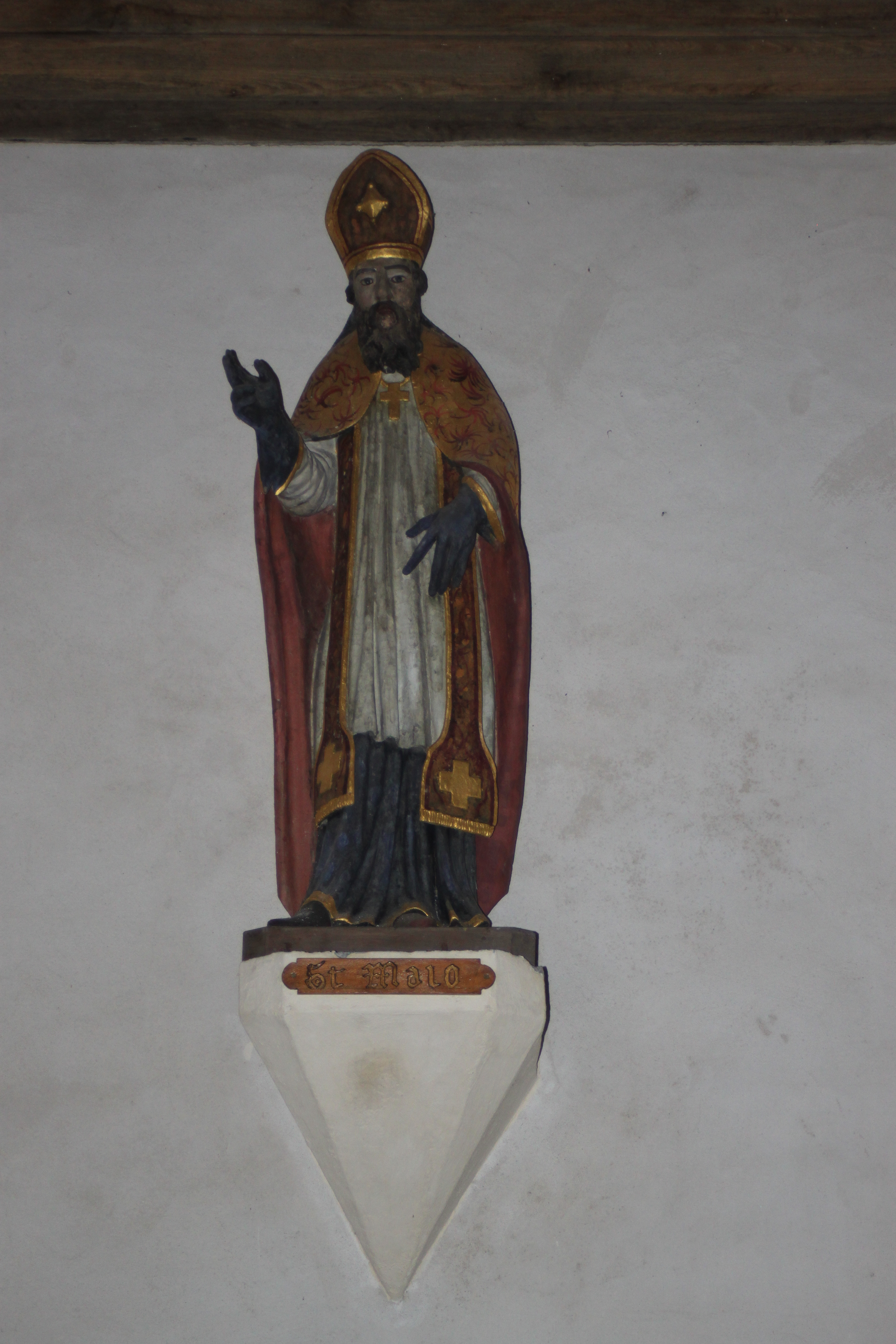
Statue de saint Malo.
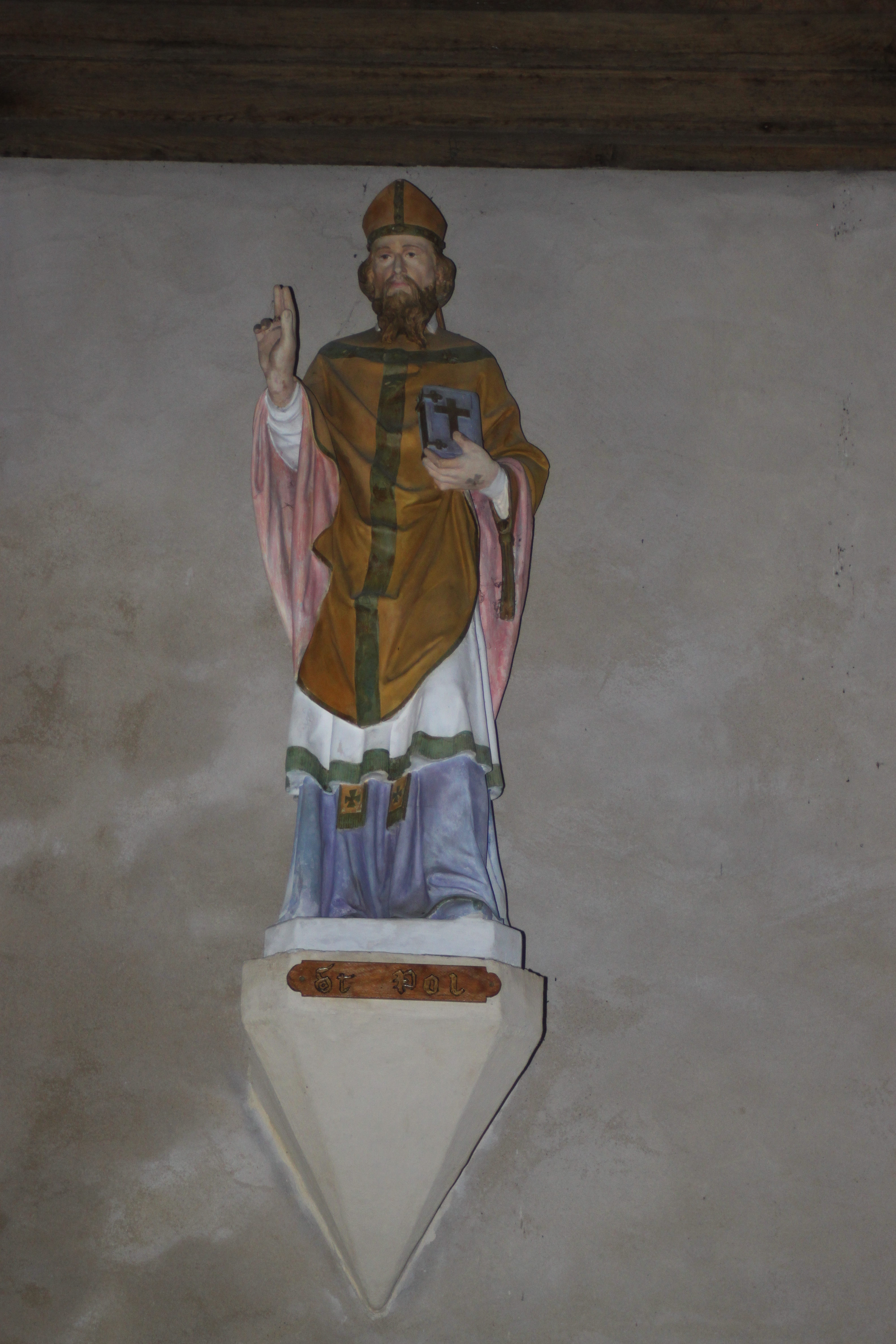
Statue de saint Pol.
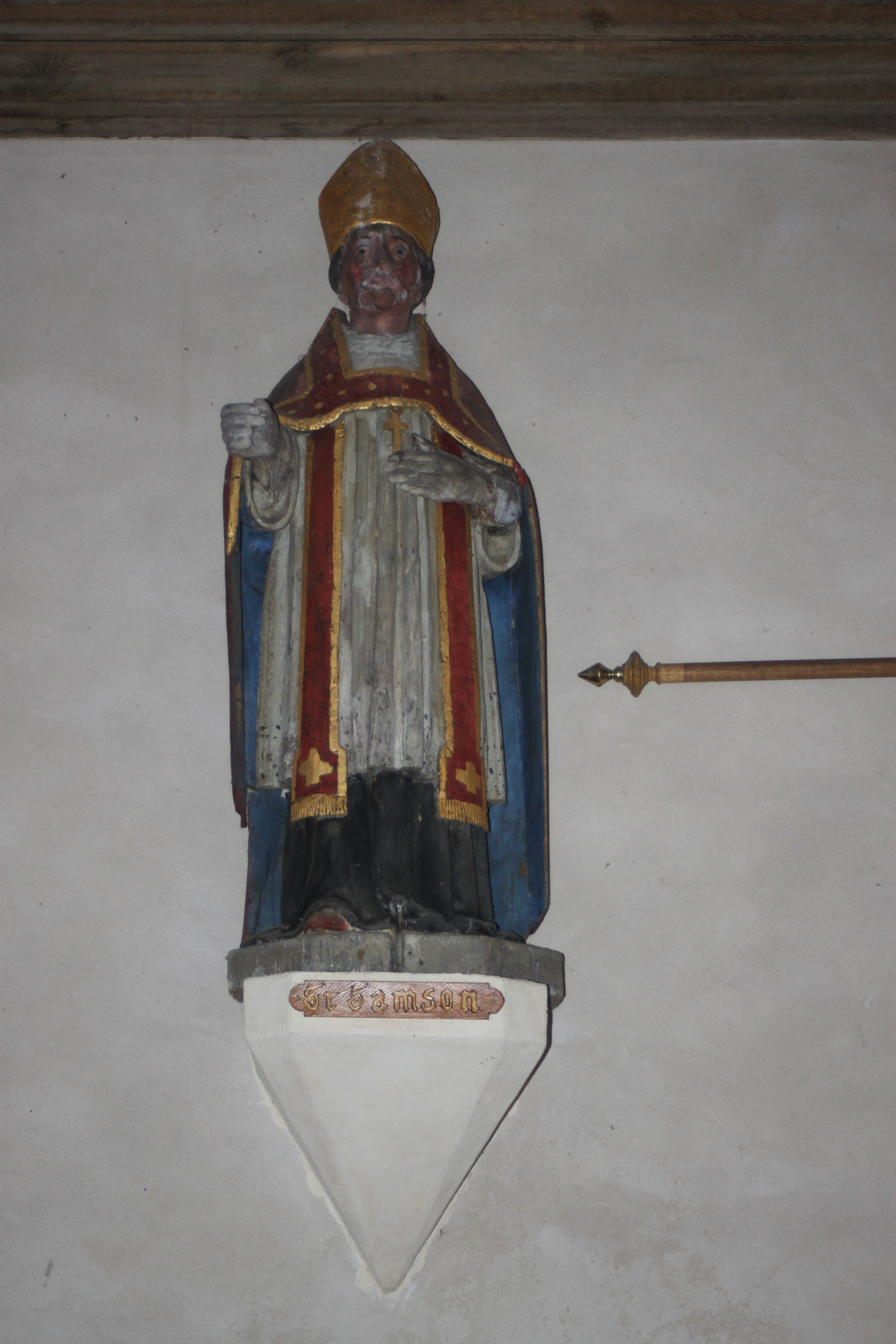
Statue de saint Samson.

- La chapelle Saint-Germain (1635), restaurée au cours des siècles et dernièrement en 2002 fut réalisée la restauration du retable polychrome, dorures et tableau (Repenti de saint Pierre).
- L'ancienne chapelle de Notre-Dame (XVIIe siècle), située au village Saint-Sauveur et mentionnée en 1930.
- La croix Cordier (VIe siècle).

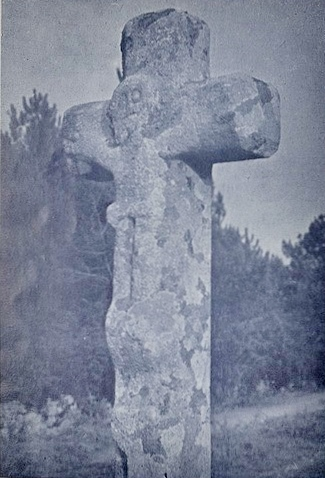
Calvaire à l'entrée d'Erdeven (1938).

#### Monuments civils
- Le château et parc de Keravéon, devenu hôtel 4 étoiles[111].

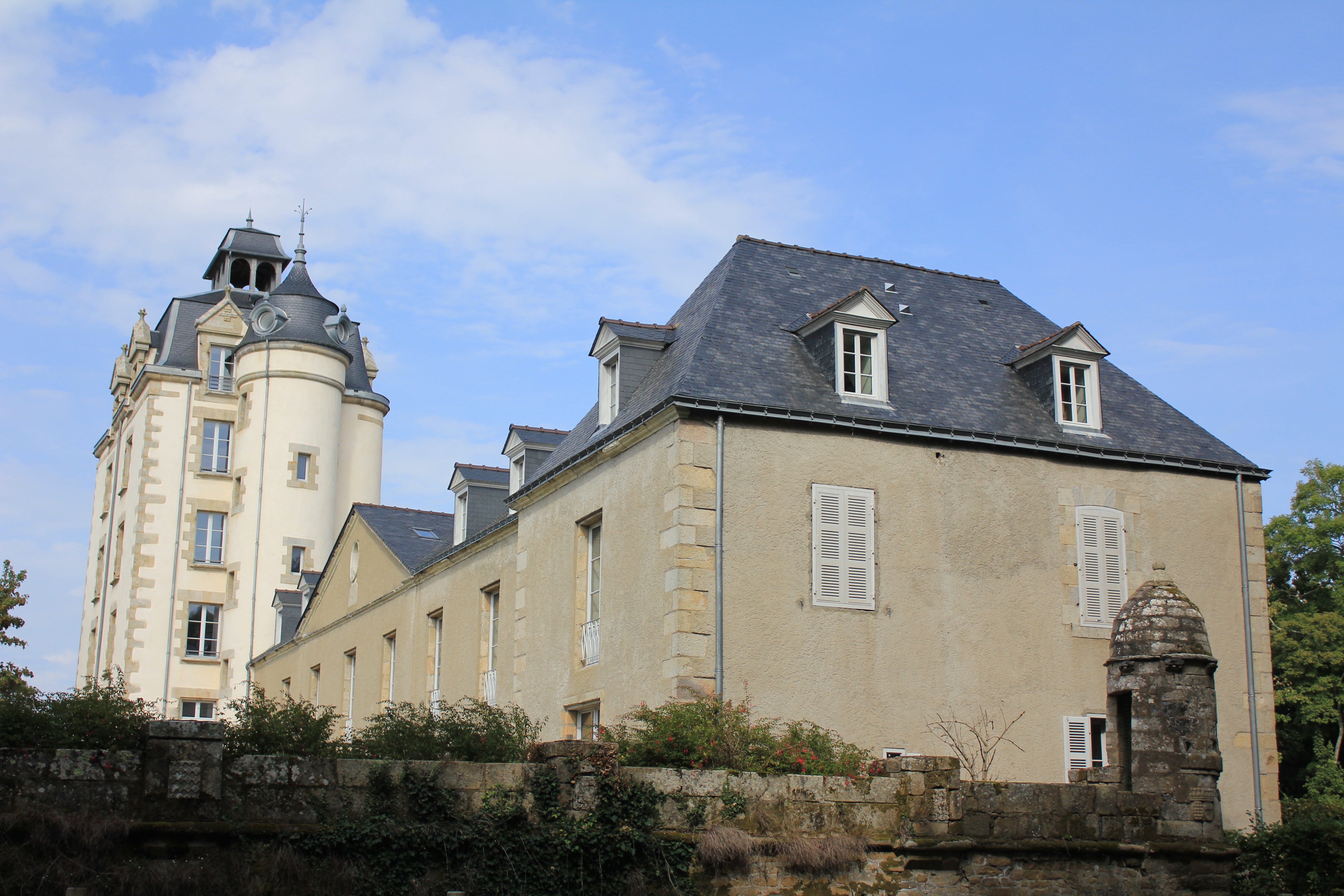
Le château de Keravéon : vue extérieure d'ensemble.
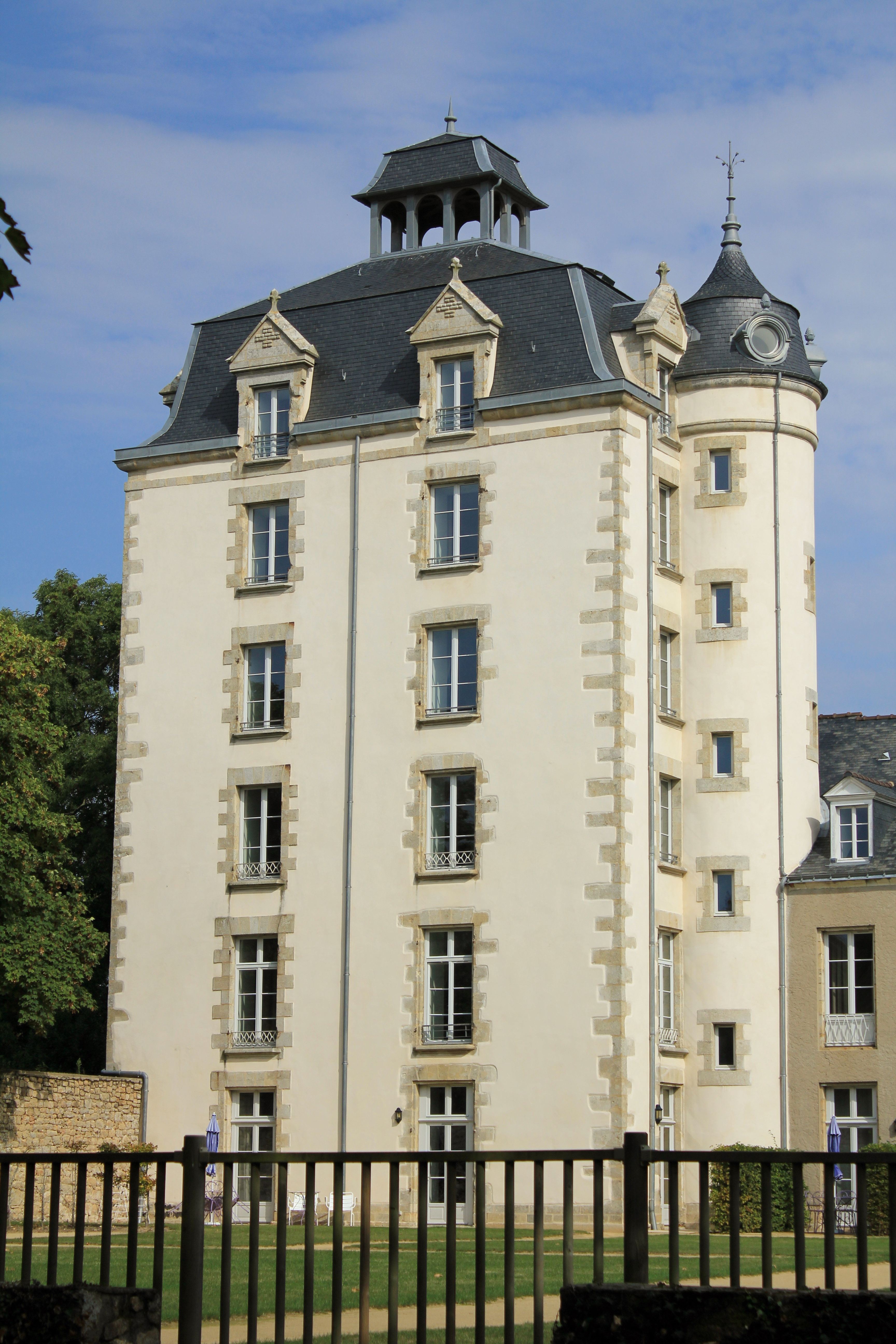
Château de Keravéon : la tour.
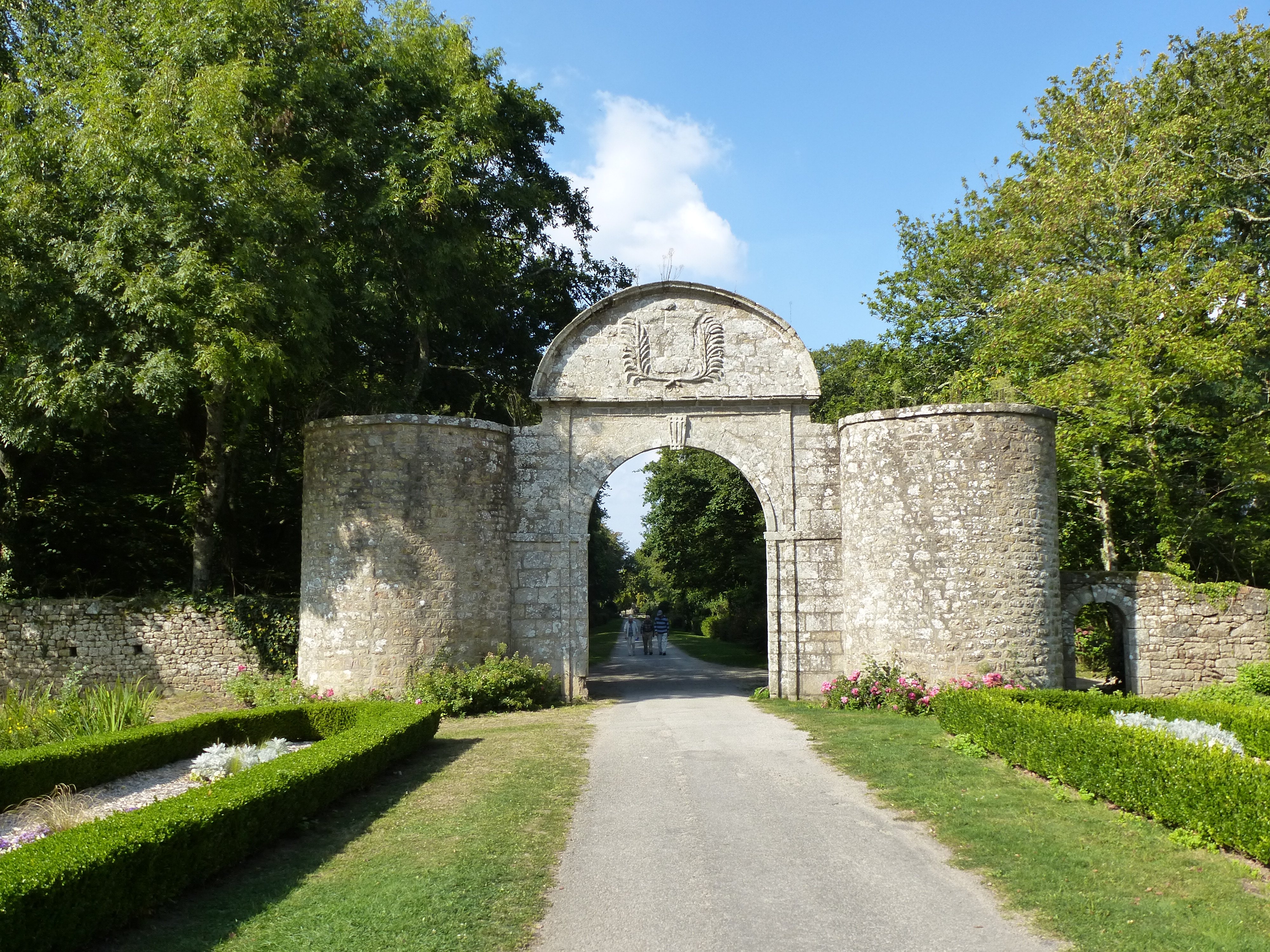
Château de Keravéon : l'entrée du domaine.

- Le château de Kercadio (Moyen Âge). C'est le siège d'une ancienne seigneurie appartenant en 1427 aux familles Kercadiou, Larlan (en 1466), Gouyon de Vaudurand (au XVIIIe siècle), au marquis de Rougé, puis à François de Plessis-Bellière.

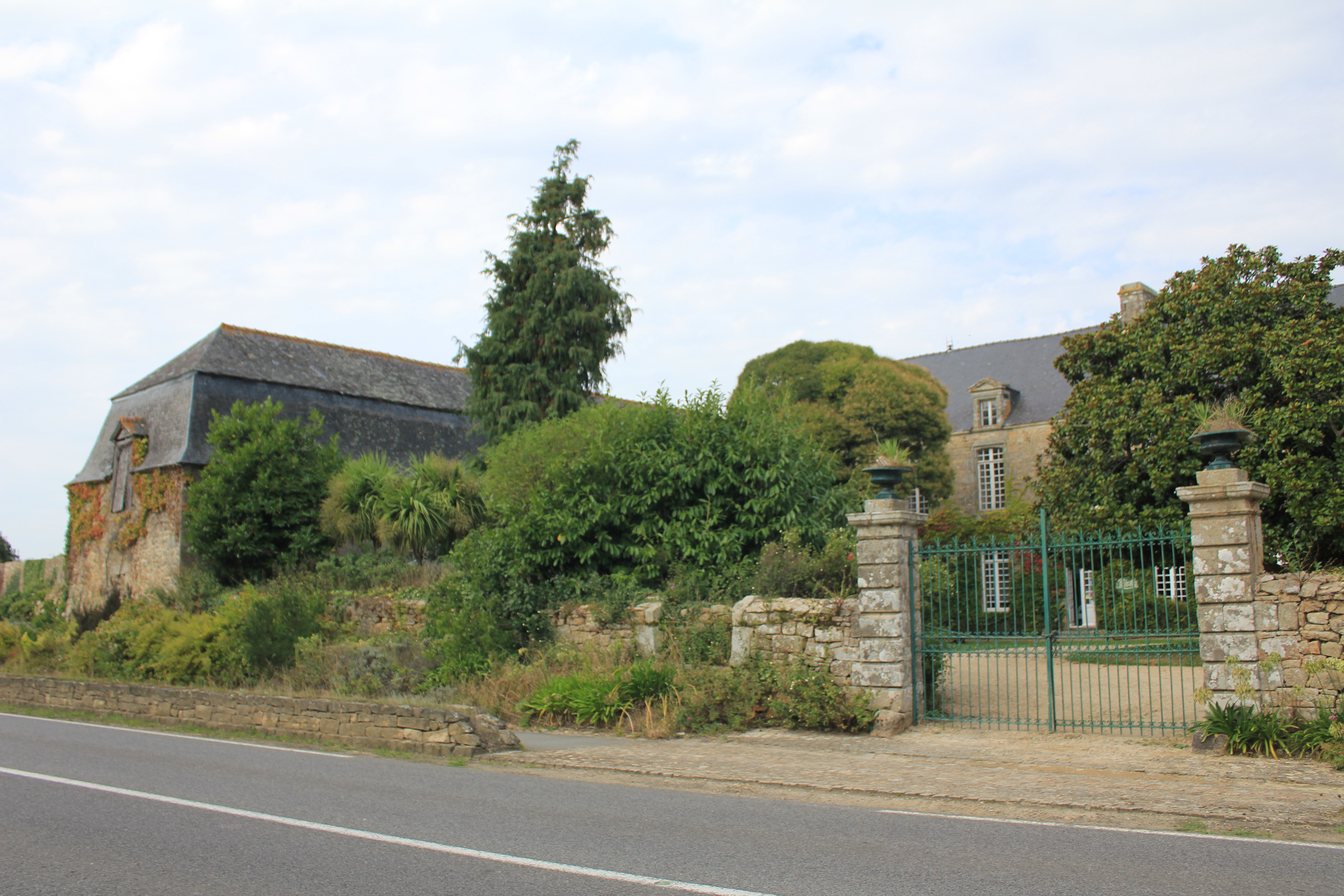
Le château de Kercadio : vue extérieure d'ensemble.
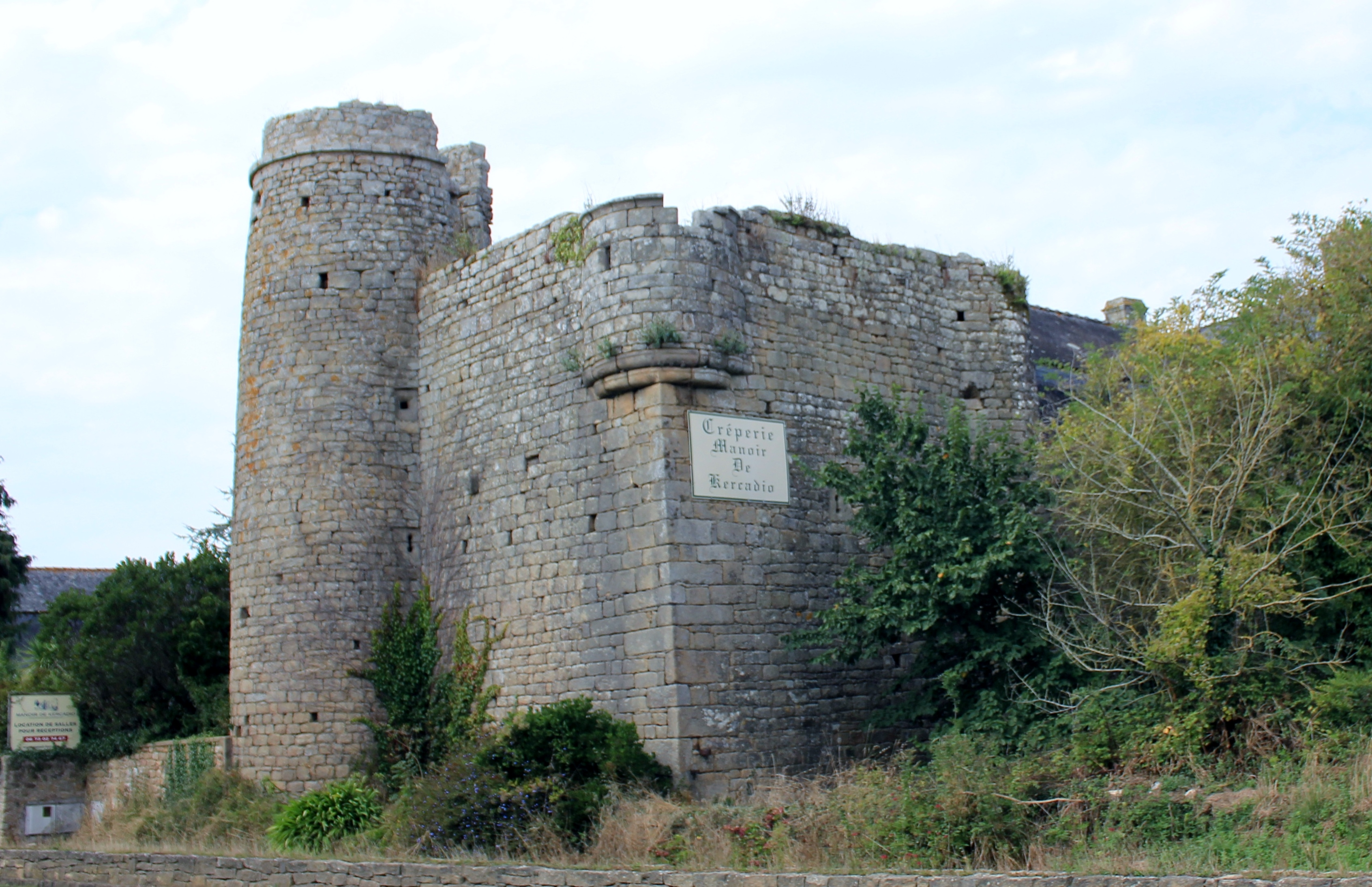
Le château de Kercadio : vue extérieure.

- Le moulin à vent du Narbon, construit en 1805 ; moulin à farine, il a cessé de fonctionner vers 1985 ; partiellement détruit lors d'une tempête en 1987, il a été restauré depuis par l'association "Les Amis du moulin du Narbon"[112],[113].

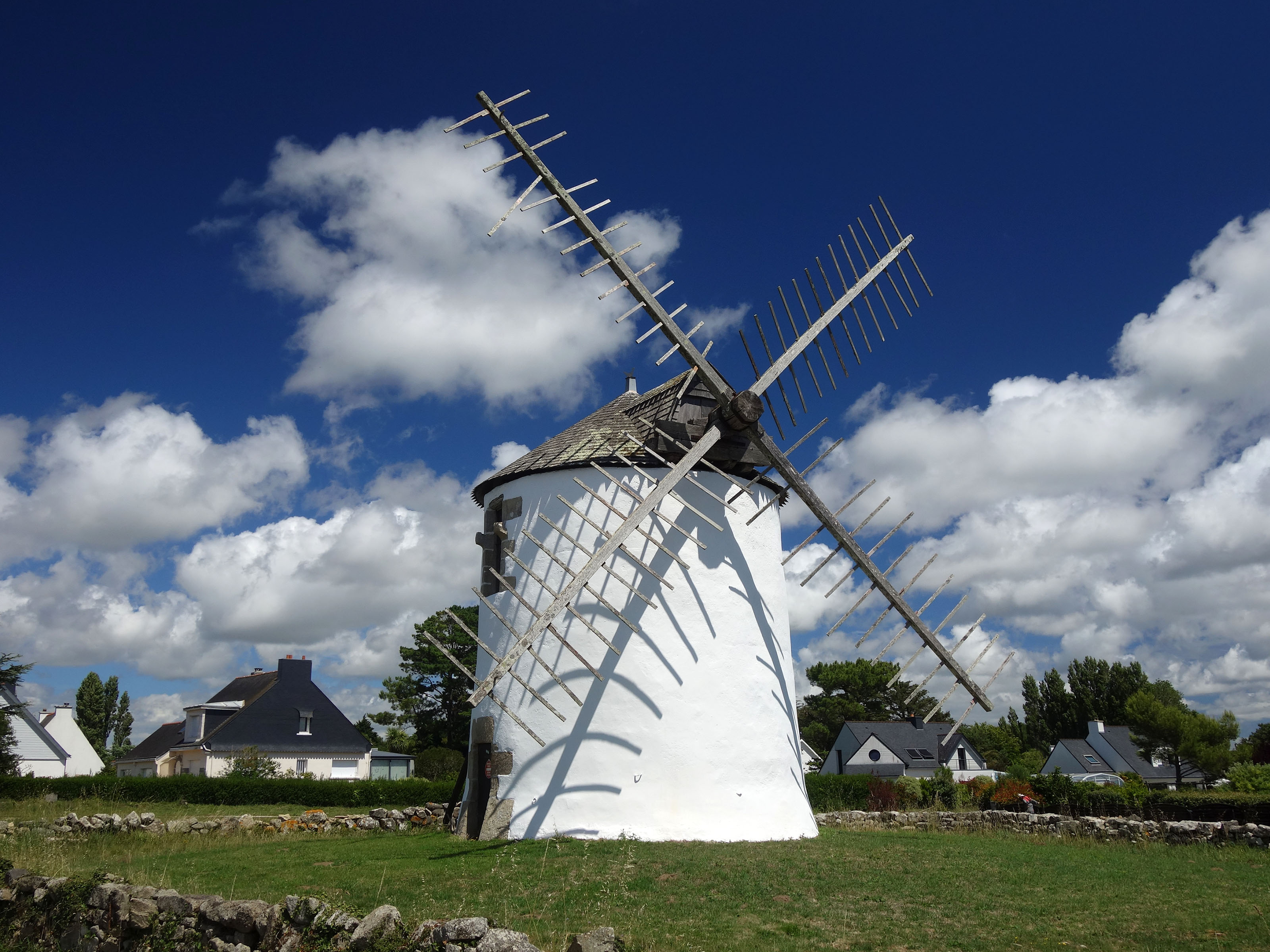
Le moulin à vent du Narbon en 2022
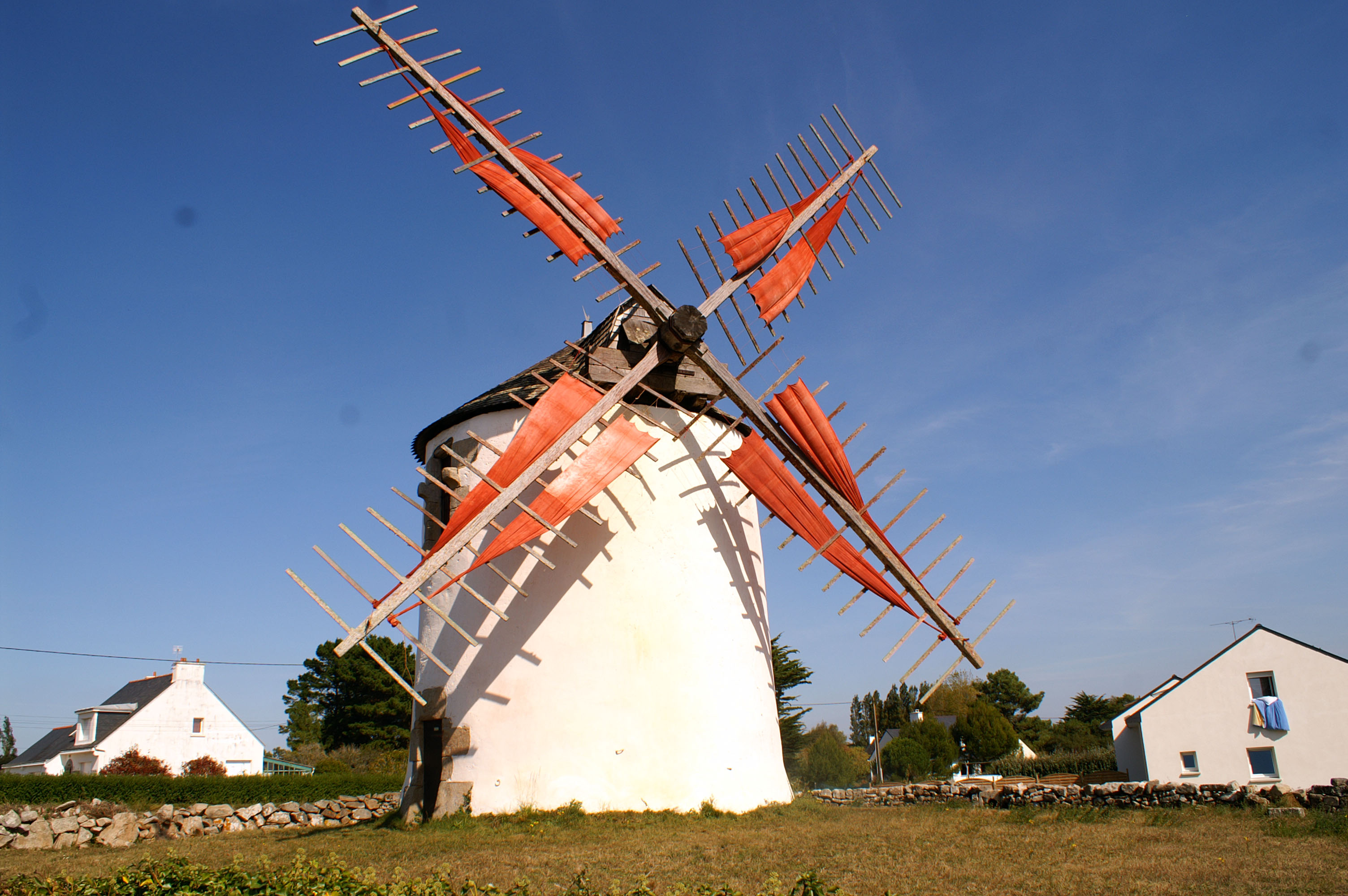
Le moulin vu de face
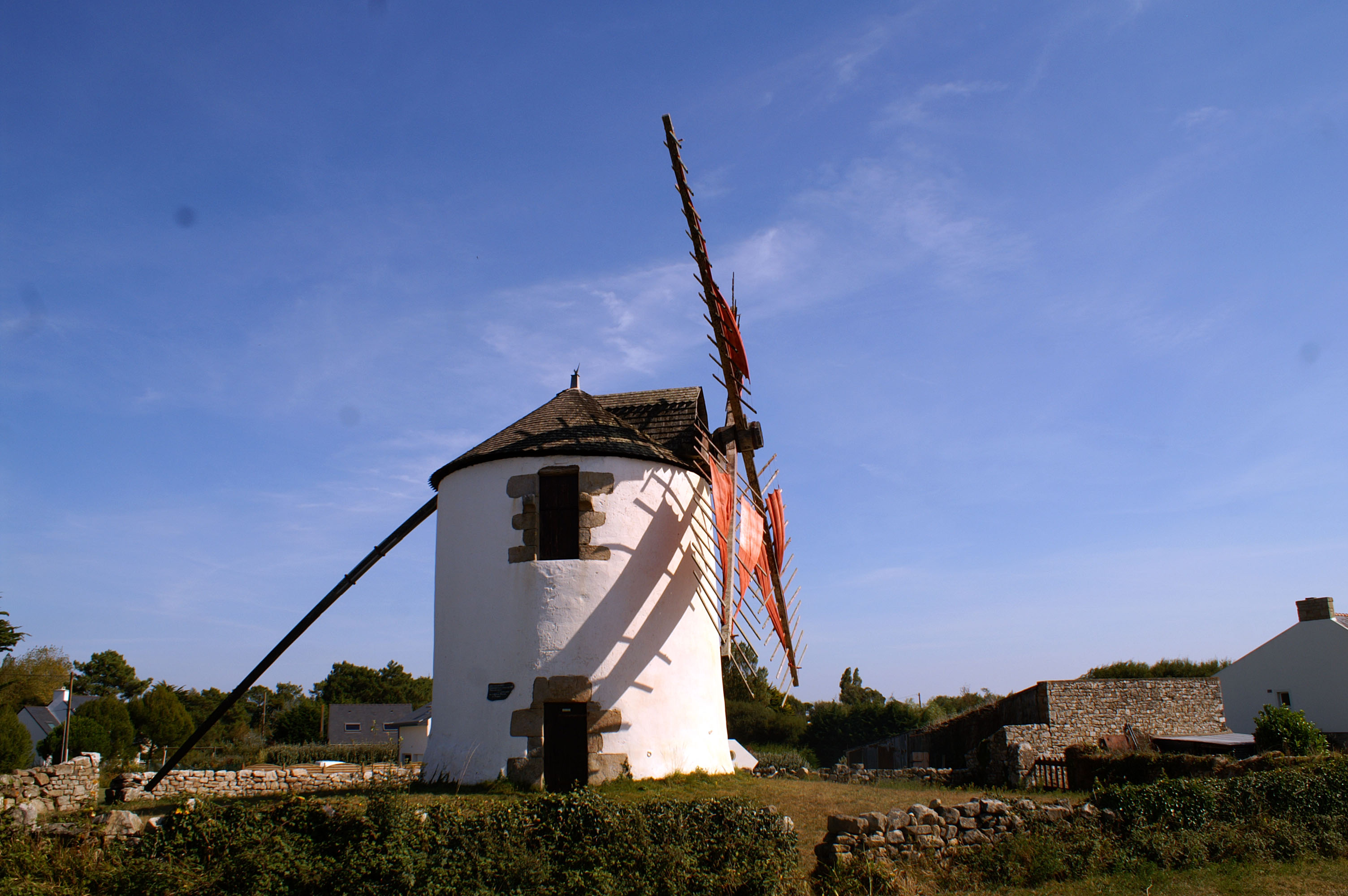
Le moulin vu de profil
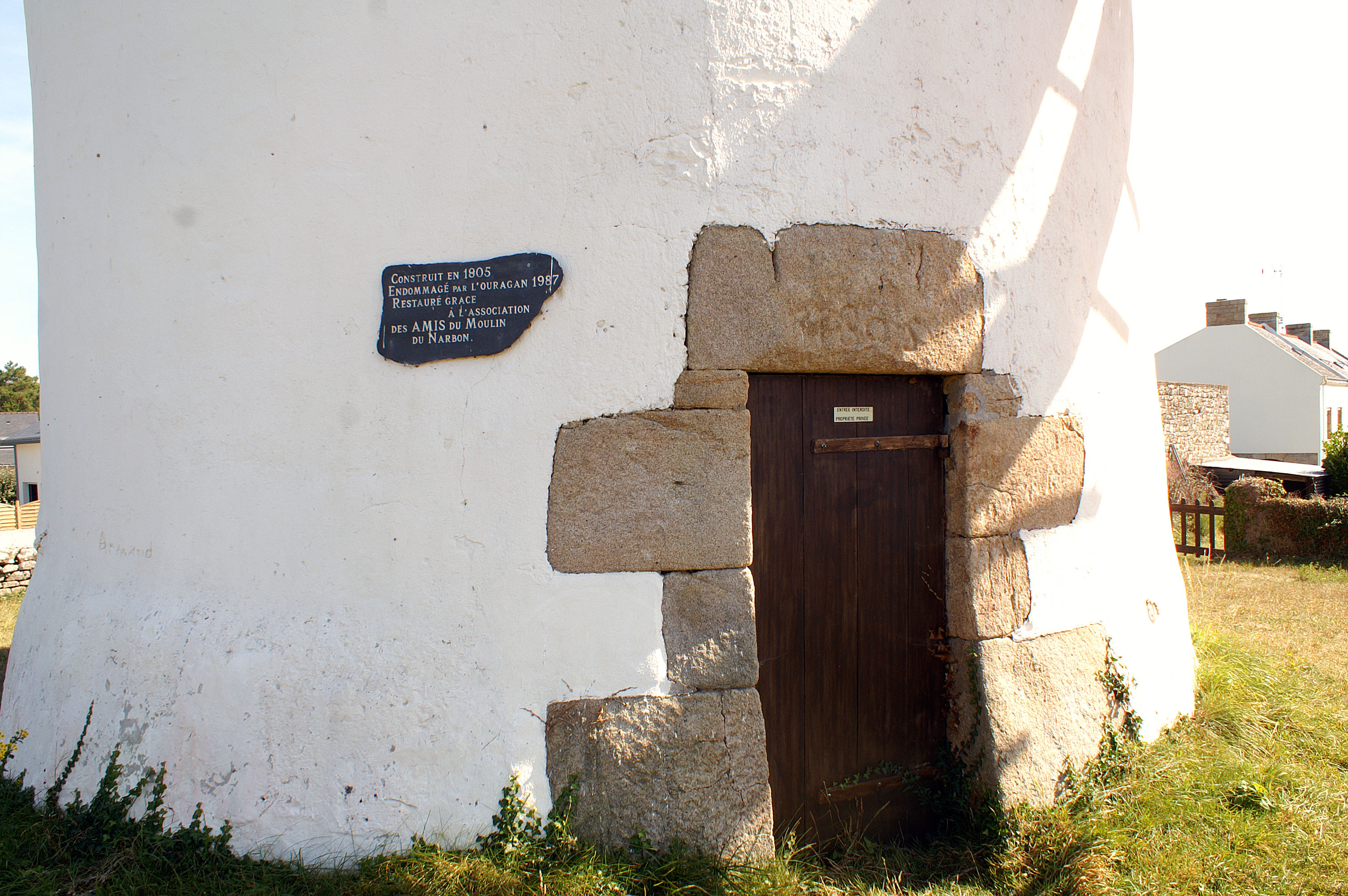
Détail et plaque

- Monument de « la Main verte » qui rappelle la mobilisation, puis la marche rassemblant 15 000 manifestants, le 5 avril 1975, contre les centrales nucléaires en général et le projet de centrale nucléaire d'Erdeven en particulier[114].

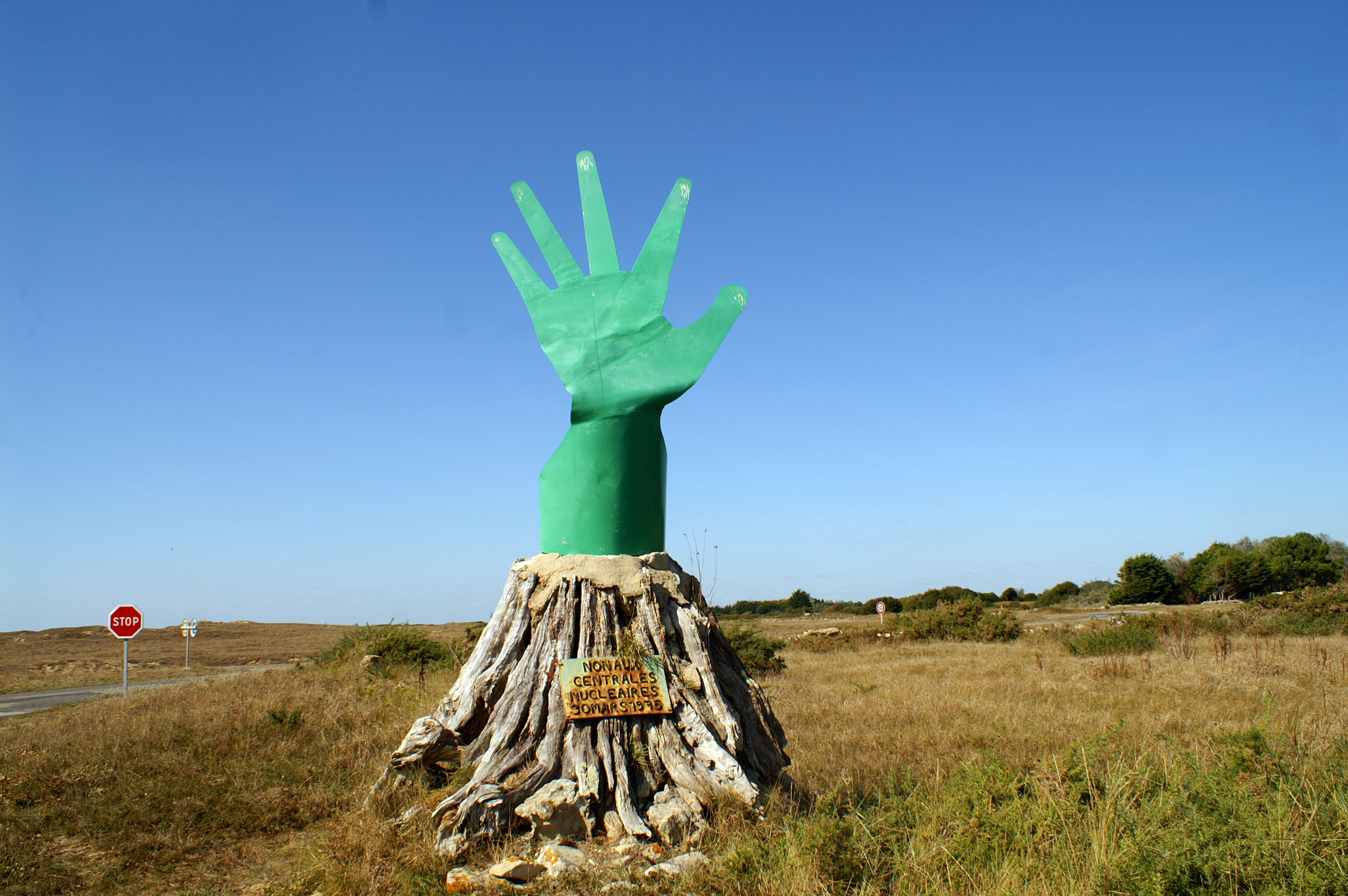
Monument de la Main Verte.

### Patrimoine naturel

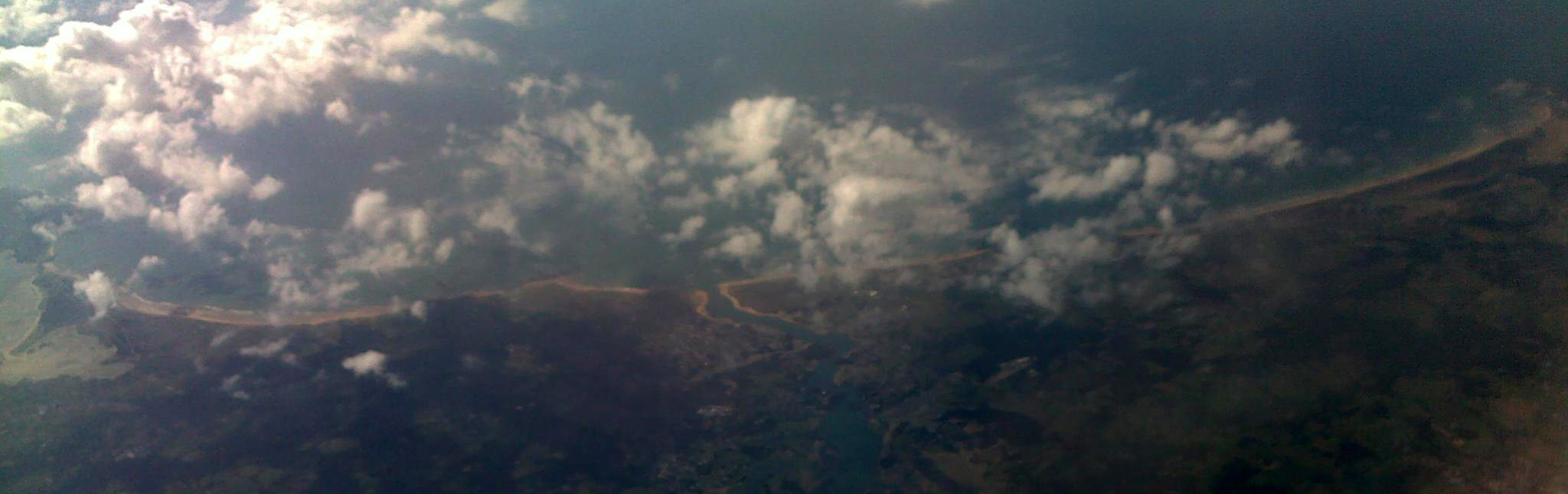
Les dunes d'Erdeven, à gauche de la Ria d'Étel. (À droite de la ria, se situent les dunes de Plouhinec).

La commune d'Erdeven compte cinq zones naturelles d'intérêt écologique, faunistique et floristique de type I :
- les dunes d'Erdeven : 606 hectares ;
- Er Varquez Crucuno : 8 hectares ;
- étang de Keraveon : 4 hectares ;
- étang de Loperhet : 13 hectares ;
- littoral d'Erdeven et Plouharnel faisant partie du massif dunaire de Gâvres-Quiberon : 1 064 hectares.
- Île de Roelan.

Le 16 décembre 2011, le littoral a subi une pollution aux hydrocarbures à la suite de l'échouage du cargo maltais TK Bremen, pendant la tempête Joachim. Ce cargo de 6 600 tonnes, long de 109 m, construit en 1982, contenait 190 tonnes de fioul. La nappe a touché les plages d'Erdeven jusqu'à la presqu'île de Quiberon.

### L'oignon rose d'Erdeven
L'oignon rose d'Erdeven est cultivé depuis le début du XXe siècle ; c'est à l'origine un oignon jaune qui prend une couleur rosée au bout de deux ou trois ans de culture en raison des particularités du climat et du terroir local.

### Personnalités liées à la commune
- Jean-Louis Gouyon de Vaudurand (v. 1702 - 1780), évêque de Léon de 1745 à 1763 ; retiré au château de Kercadio de la fin de son épiscopat à sa mort.